# Nadelbinden

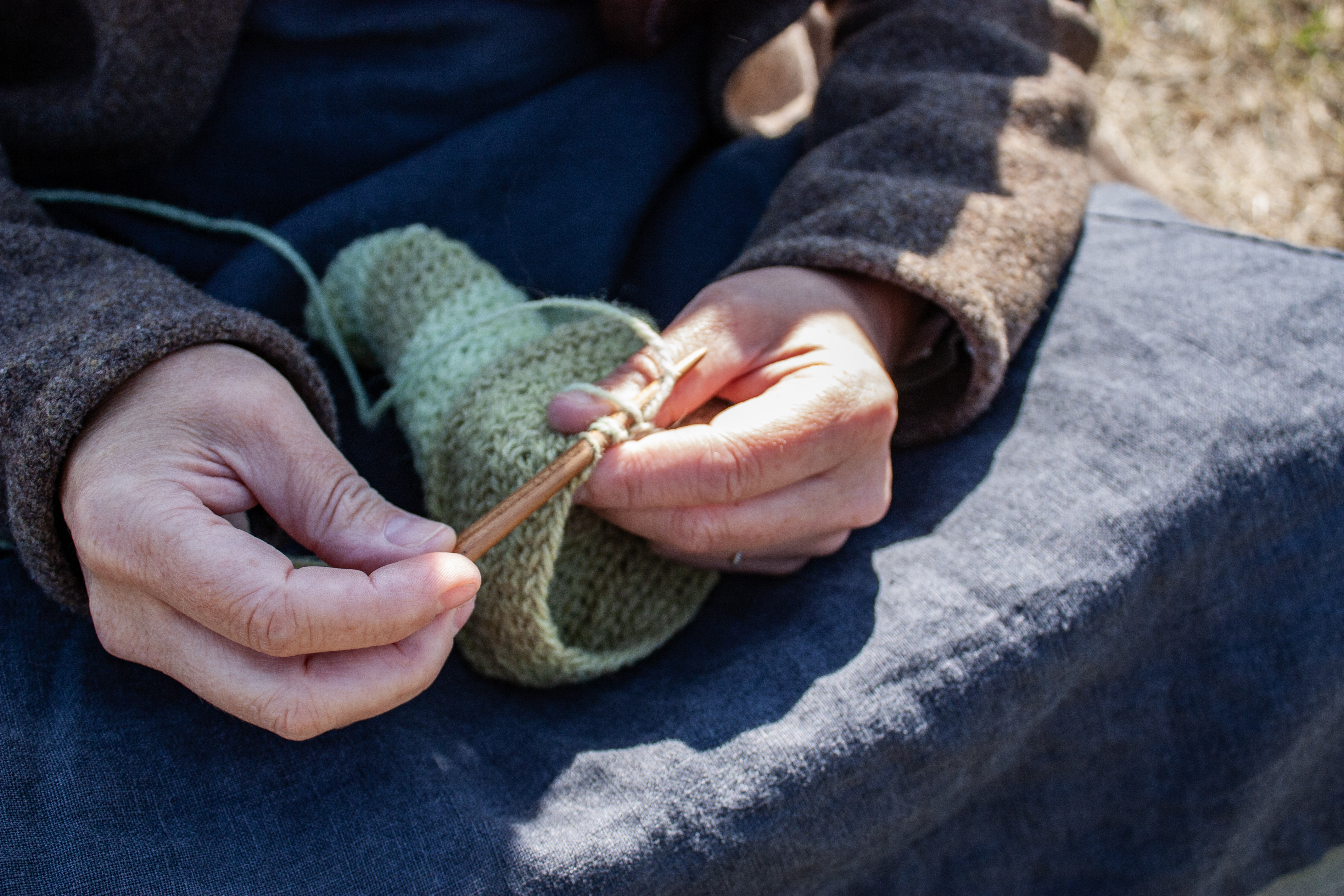
Nadelbinden

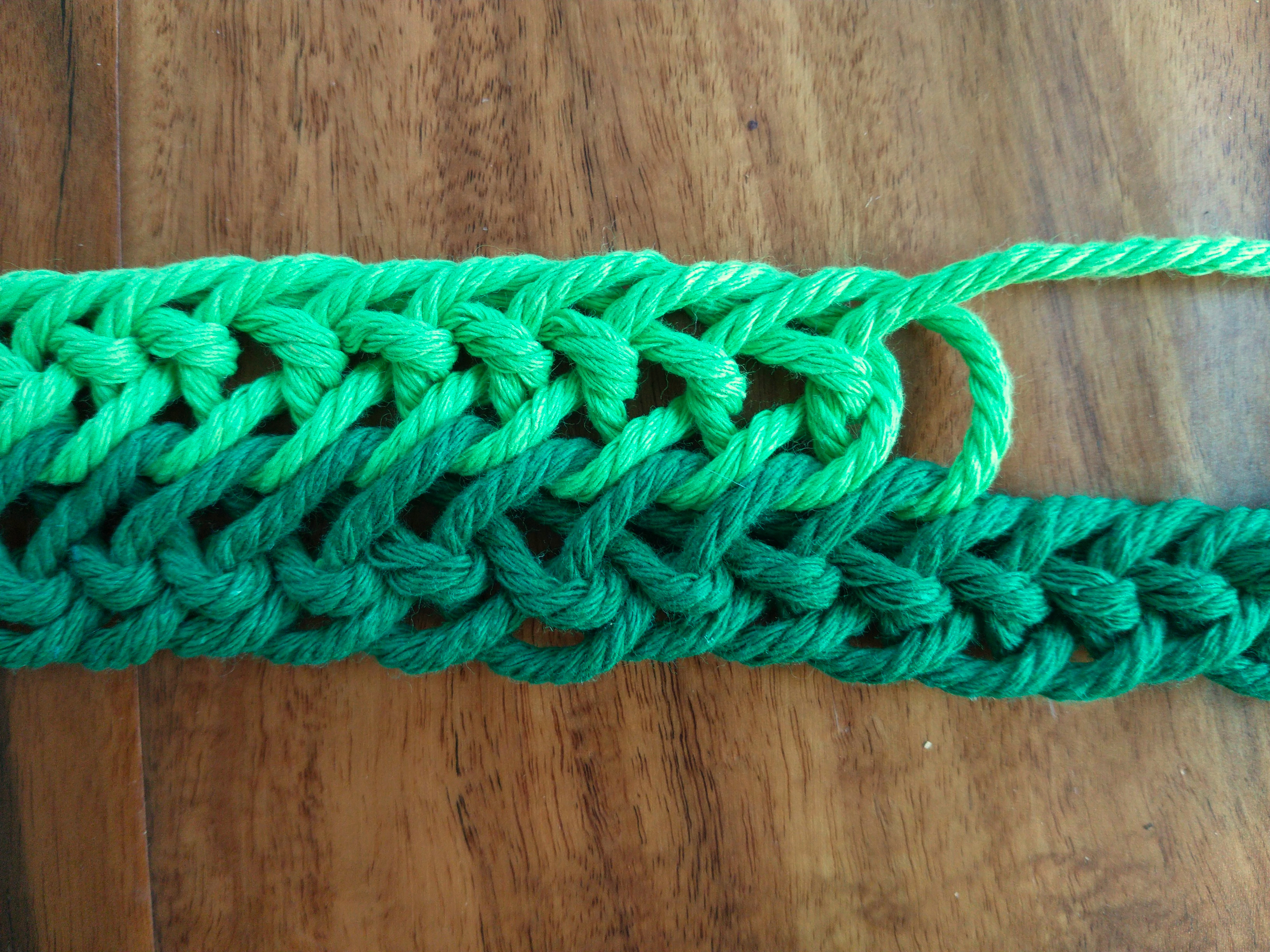
Zwei im Oslo-Stich von links nach rechts gearbeitete Reihen

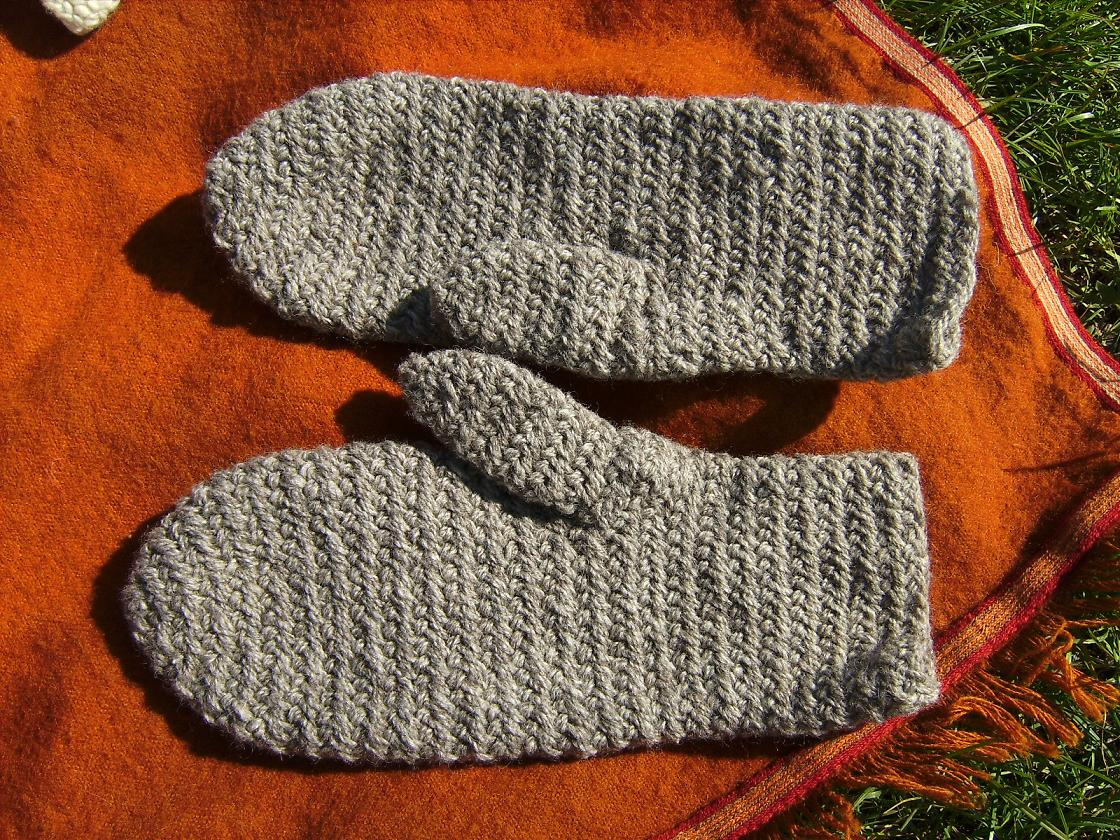
Nadelgebundene Fausthandschuhe

Nadelbinden (auch Nadelbindung, Schlingentechnik) ist eine sehr alte Technik zur Herstellung von textilen Flächengebilden, die aus Einzelfäden mit Hilfe einer Öhrnadel gearbeitet werden. Beim Nadelbinden existieren zahlreiche unterschiedliche Stiche. All diesen Stichen ist gemeinsam, dass sie Variationen des Festonstichs sind und dass der Faden damit zu einer Art abgeplatteter Schraube bzw. zu mehr oder weniger komplexen Schlingenketten gebunden wird. Je nach Stichvariante, Garnstärke und individueller Arbeitsweise entstehen beim Nadelbinden unterschiedlich dichte Textilien. Anders als beim Stricken oder Häkeln braucht das Material, das beim Nadelbinden verarbeitet wird, nicht gesponnen zu sein, sondern kann bei Bedarf auch – Faden für Faden – in dem Rhythmus vorbereitet werden, in dem es verbraucht wird.
Frühe Formen des Nadelbindens waren bereits in der Mittelsteinzeit verbreitet; diese Technik ist damit deutlich älter als das Stricken, das erst im späten Altertum nachgewiesen werden kann. In Nordeuropa wurde sie vereinzelt bis ins 20. Jahrhundert tradiert. Weil das Nadelbinden kaum noch gewerblich ausgeübt wird, hat die britische Heritage Craft Association es 2018 in ihre Liste der gefährdeten überlieferten Handwerke aufgenommen. Im 21. Jahrhundert hat die Technik – im Anschluss an textilhistorische Forschungsarbeiten – durch die sozialen Medien neues Interesse und neue Verbreitung gefunden, besonders in der Living-History-Szene.

## Einordnung unter den Textiltechniken
Charakteristisch für das Nadelbinden ist das reihenweise Binden von Schlingen, die sich bei jedem Stich mindestens einmal überkreuzen. Seit dem frühen Mittelalter sind beim Nadelbinden vor allem komplexere Techniken gebräuchlich, d. h. Techniken, bei denen in jeden Stich drei oder mehr Schlingen einbezogen sind; jedoch gelten alle Techniken als „Nadelbindung“, bei denen mindestens 1 sich überkreuzende Schlinge gebunden wird:

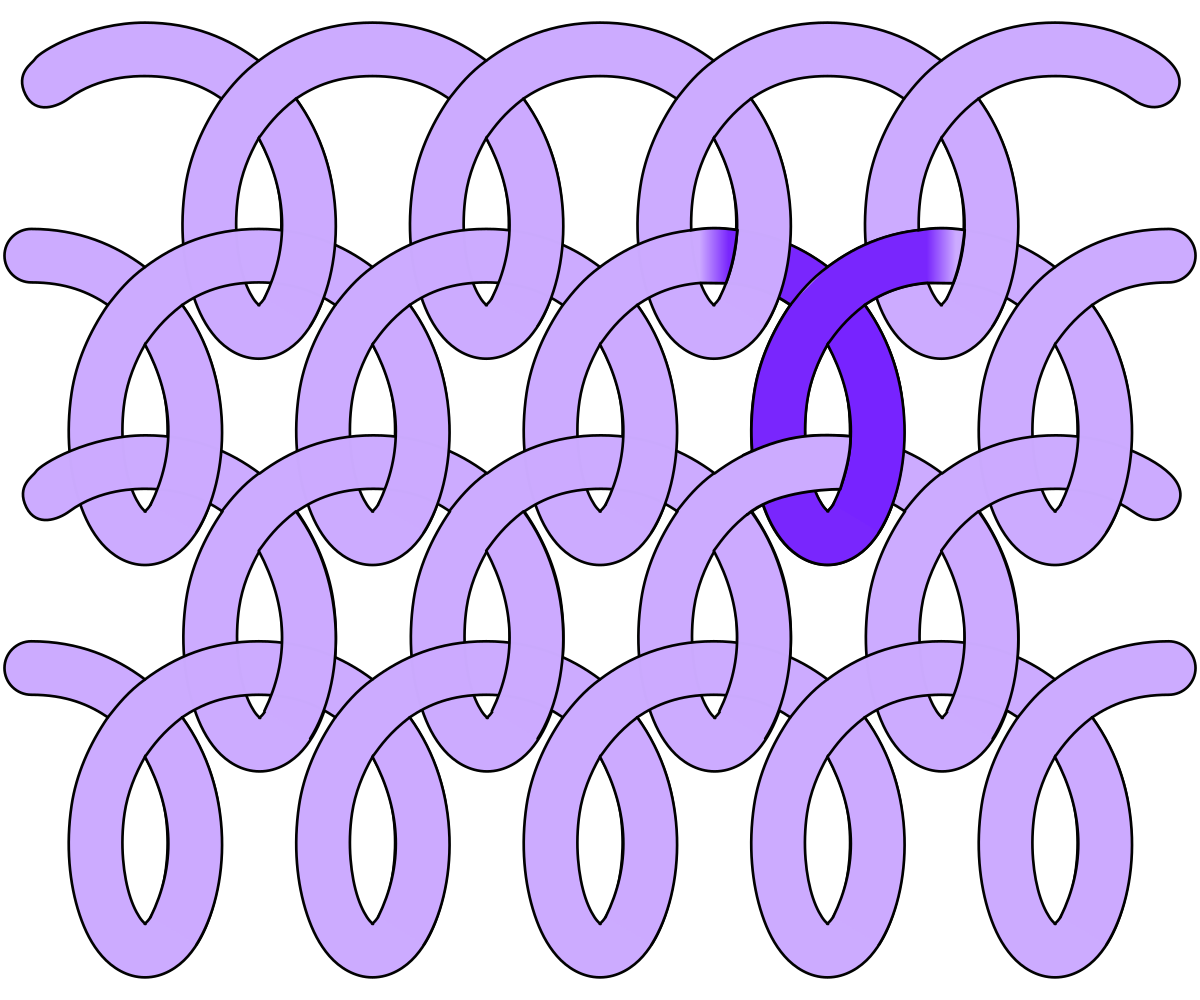
Nadelbindung (einfache Schlingen): Der Faden überkreuzt sich auch innerhalb derselben Reihe.
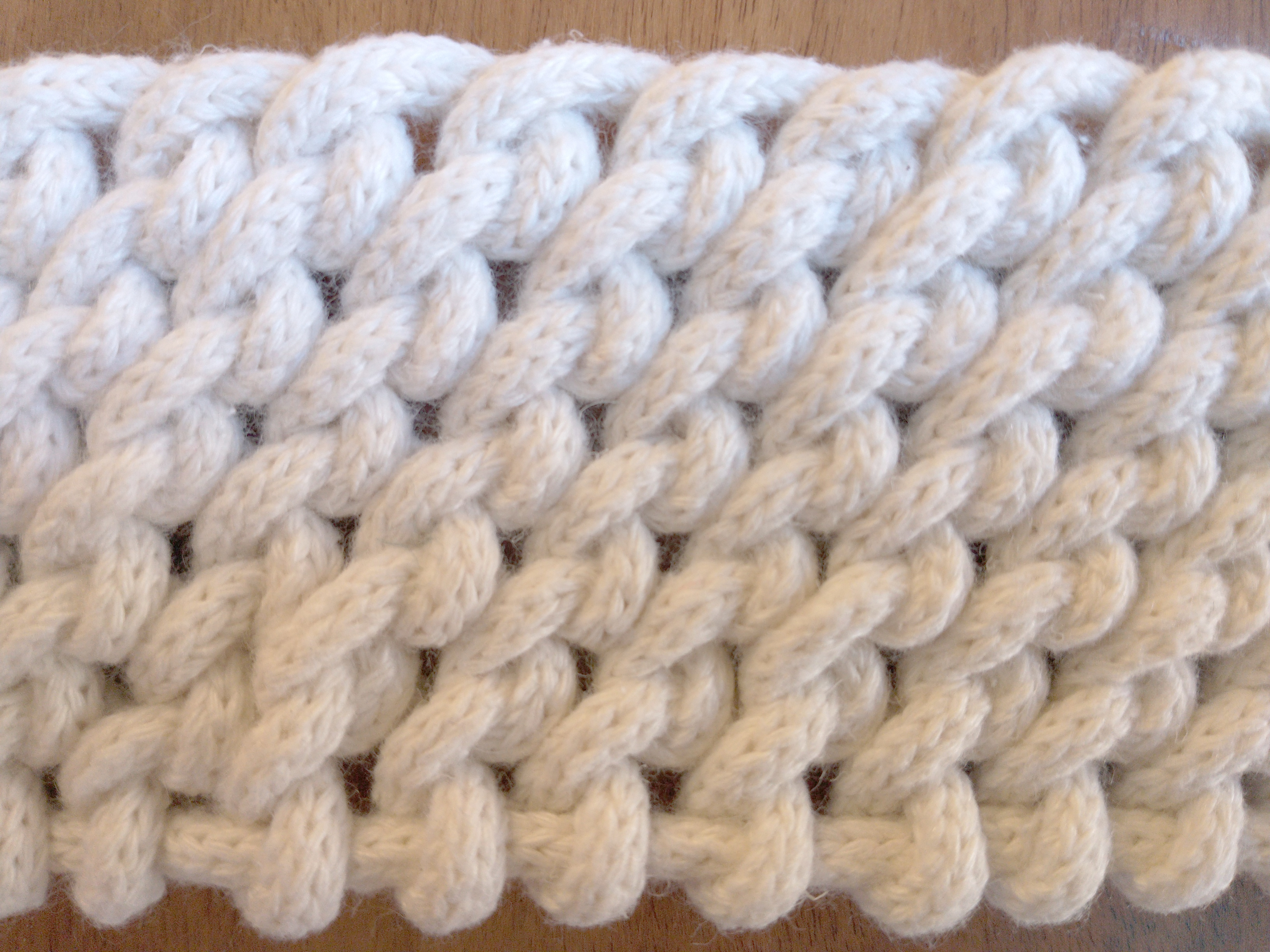
Nadelbindung (einfache Schlingen)
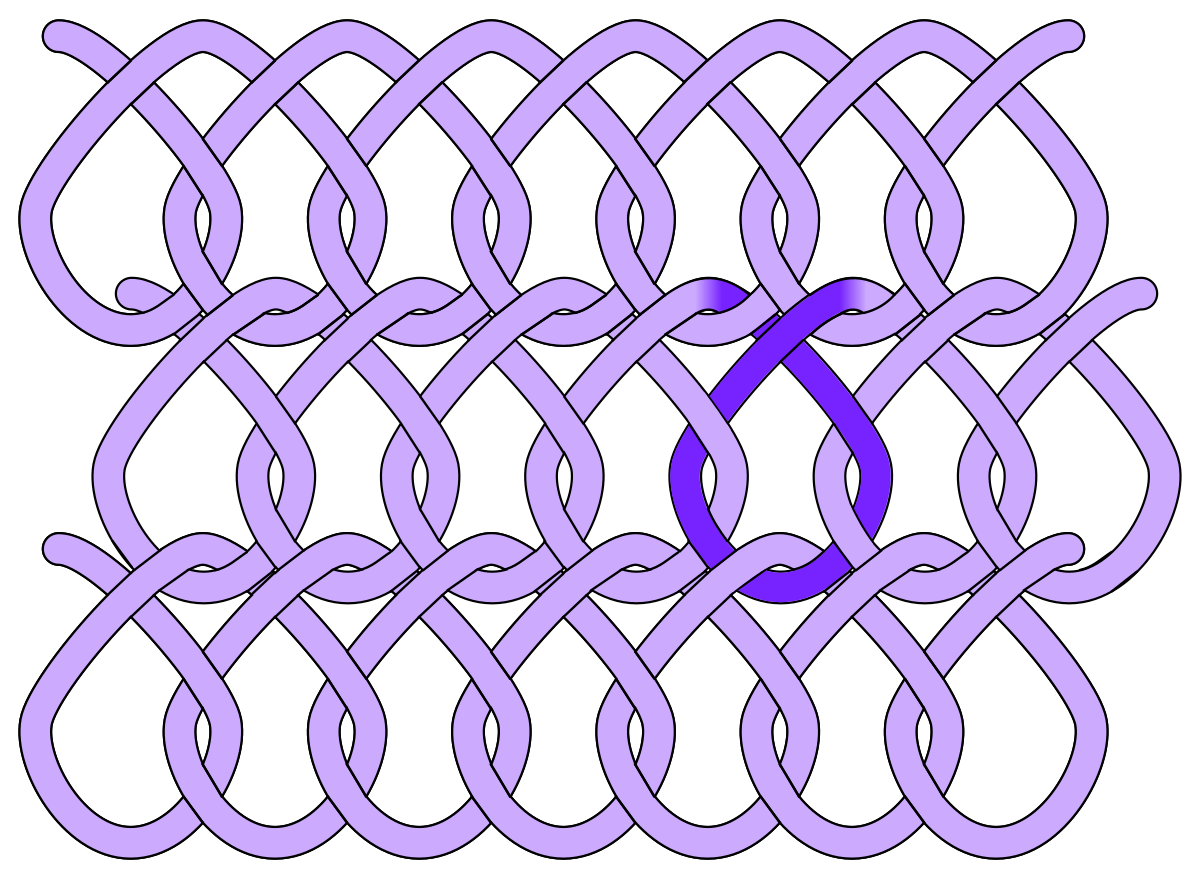
Nadelbindung (dänischer Stich, ein 2-Schlingen-Stich)
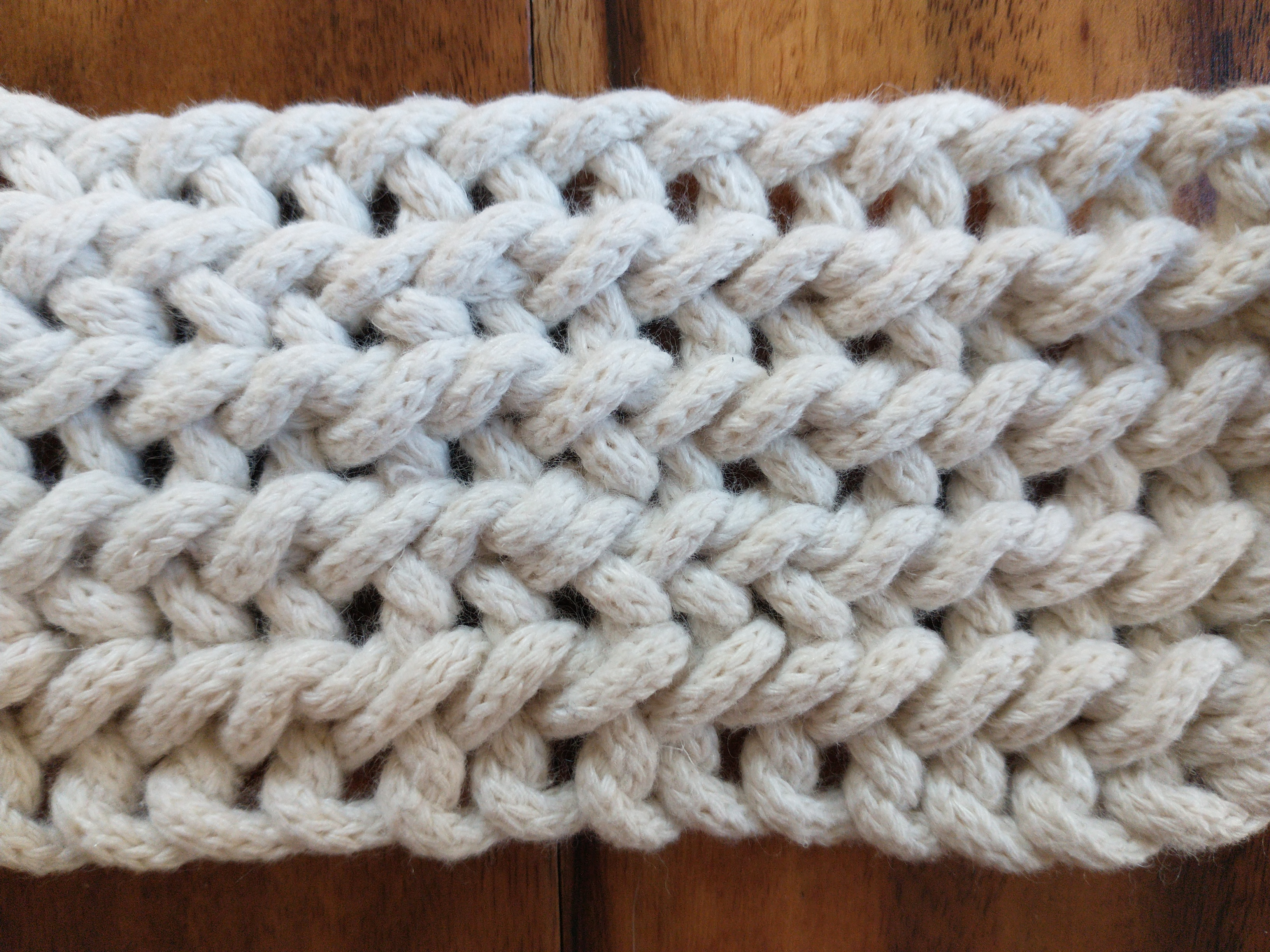
Nadelbindung (dänischer Stich)
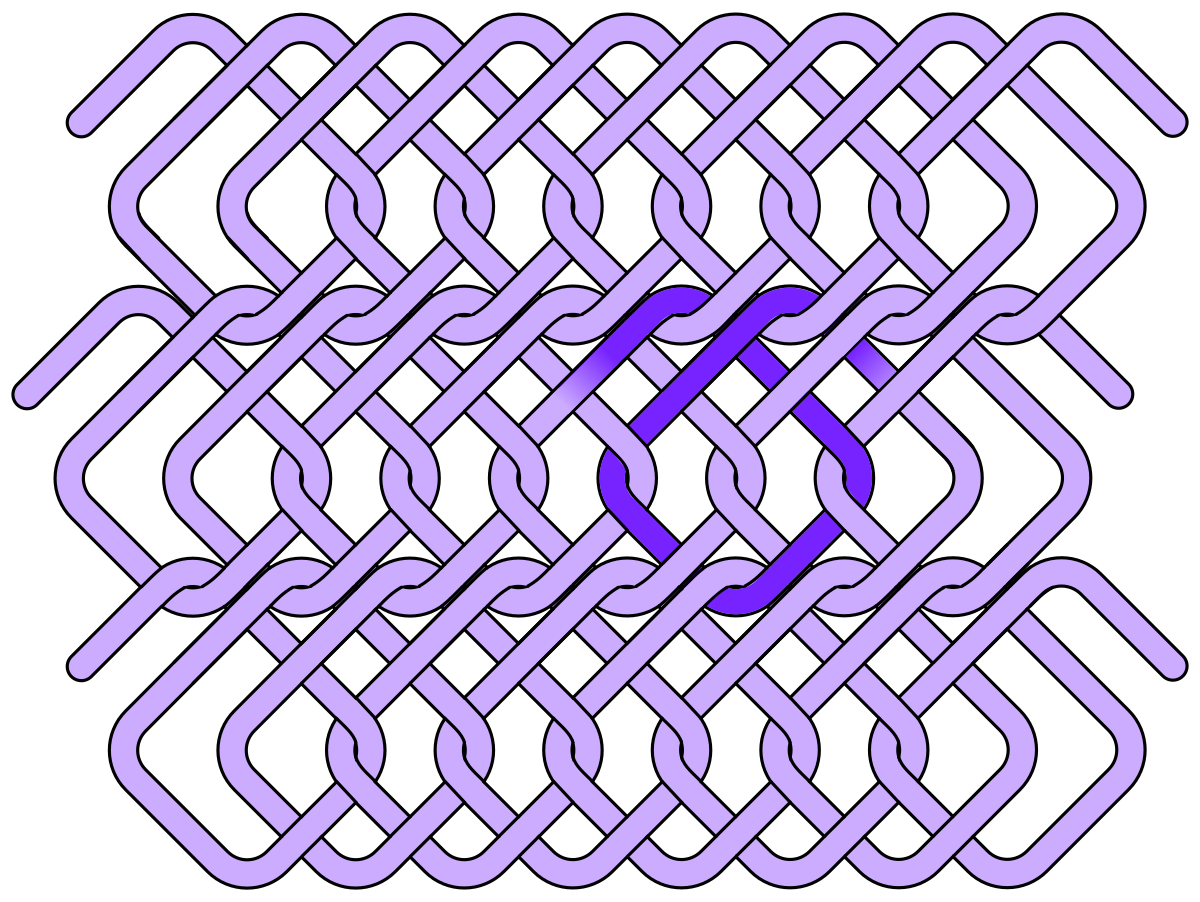
Nadelbindung (Oslo-Stich, ein 3-Schlingen-Stich)
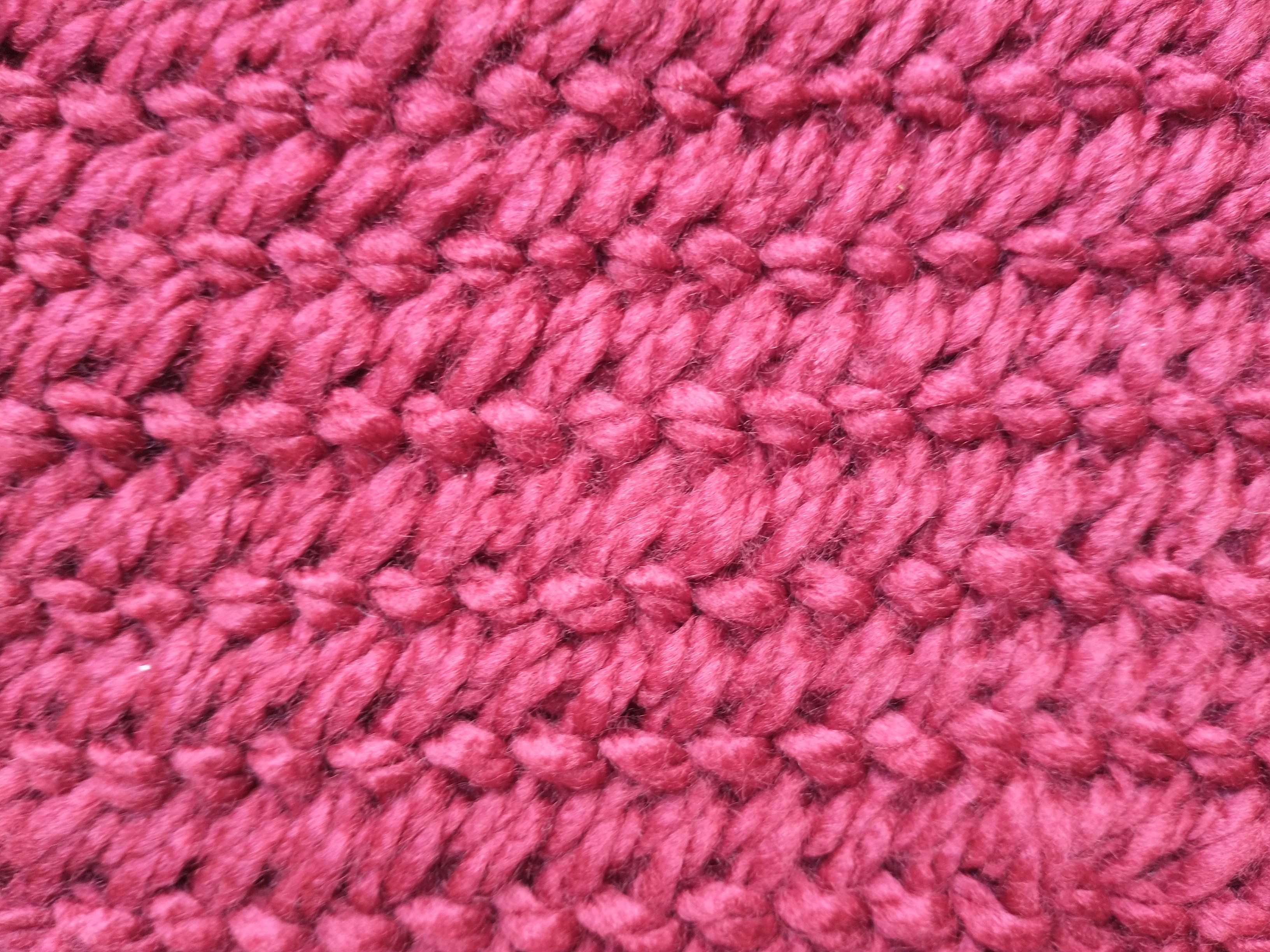
Nadelbindung (Oslo-Stich)
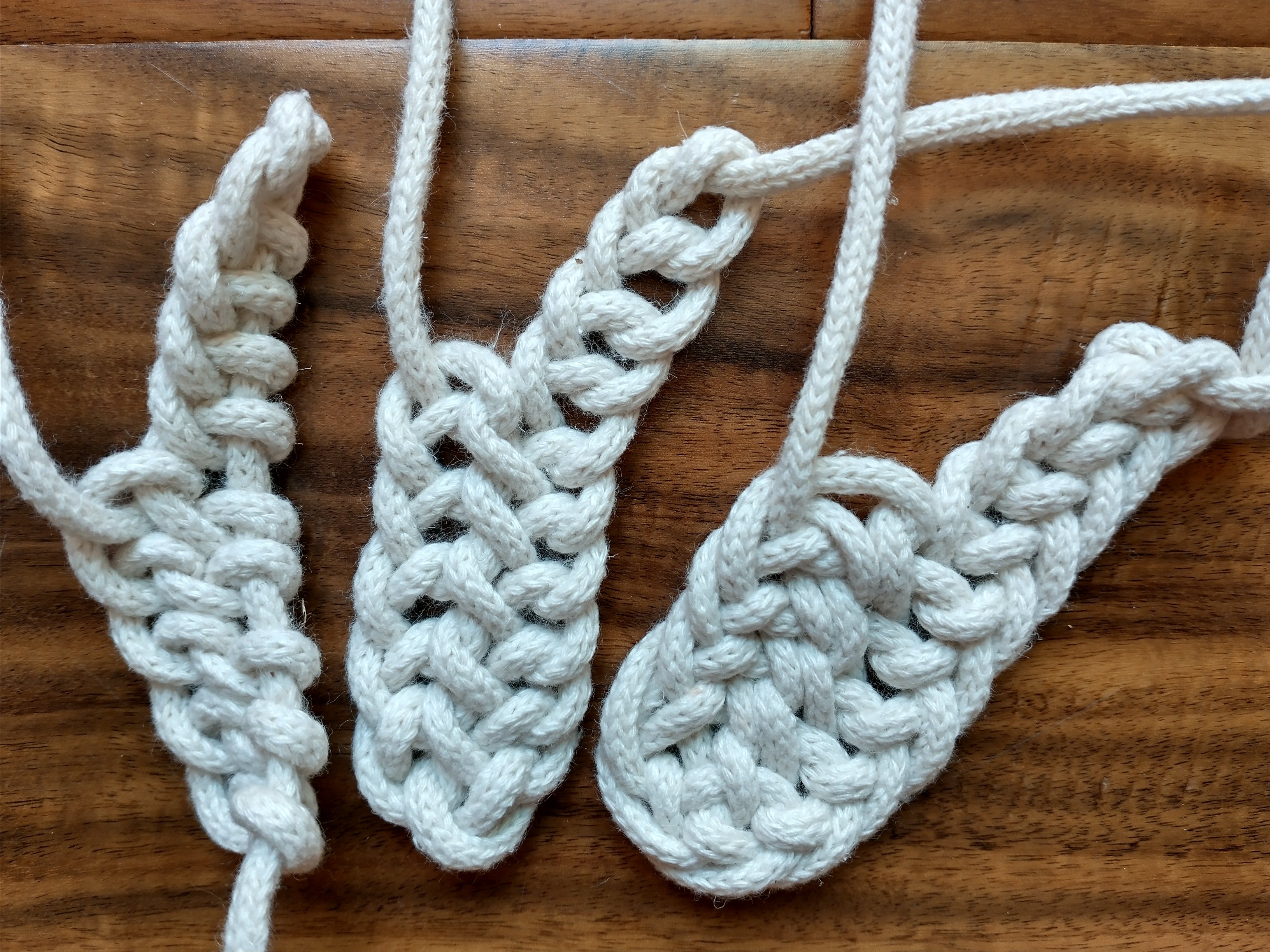
Nadelbindung mit 1, mit 2 und mit 3 Schlingen (von links nach rechts)

Auch beim Stricken und Häkeln werden Schlingen gebunden, diese sind jedoch nicht überkreuzt, sondern offen („Maschen“), was die Voraussetzung dafür bildet, dass Maschenware aufgeräufelt werden und bei Beschädigung Laufmaschen bilden kann. Beim Nadelbinden wird dies durch das Überkreuzen verhindert. Historisch hat die Technik darum am längsten bei solchen Kleidungsstücken überdauern können, die – wie Socken und Handschuhe – besonders starker Belastung ausgesetzt sind.
Nadelgebundene Textilien bieten ein Erscheinungsbild, das bei genauem Hinschauen von dem gestrickter oder gehäkelter Textilien in der Regel klar unterschieden werden kann:

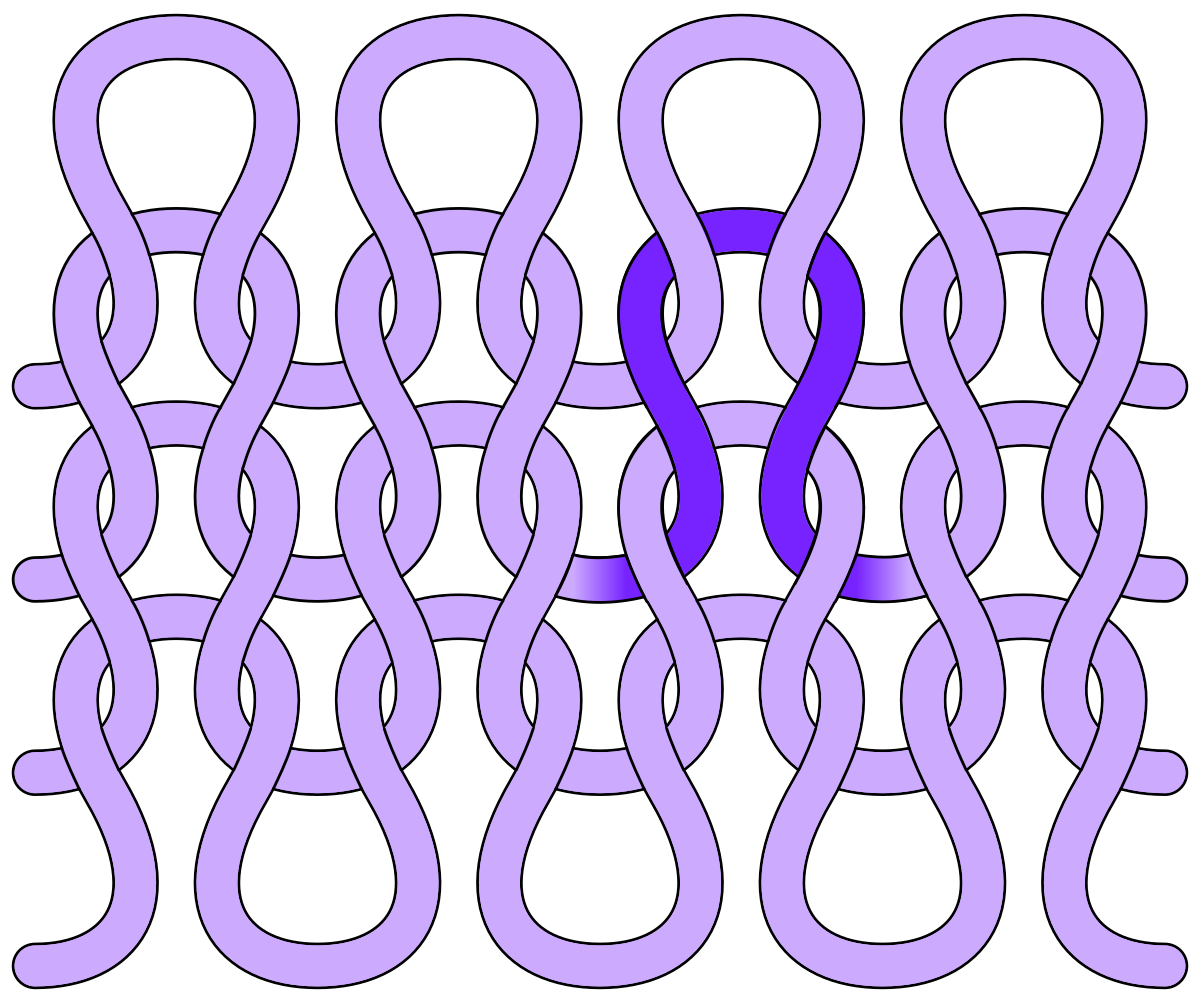
Stricken (glatt rechts): Innerhalb derselben Reihe überkreuzt der Faden sich nicht.
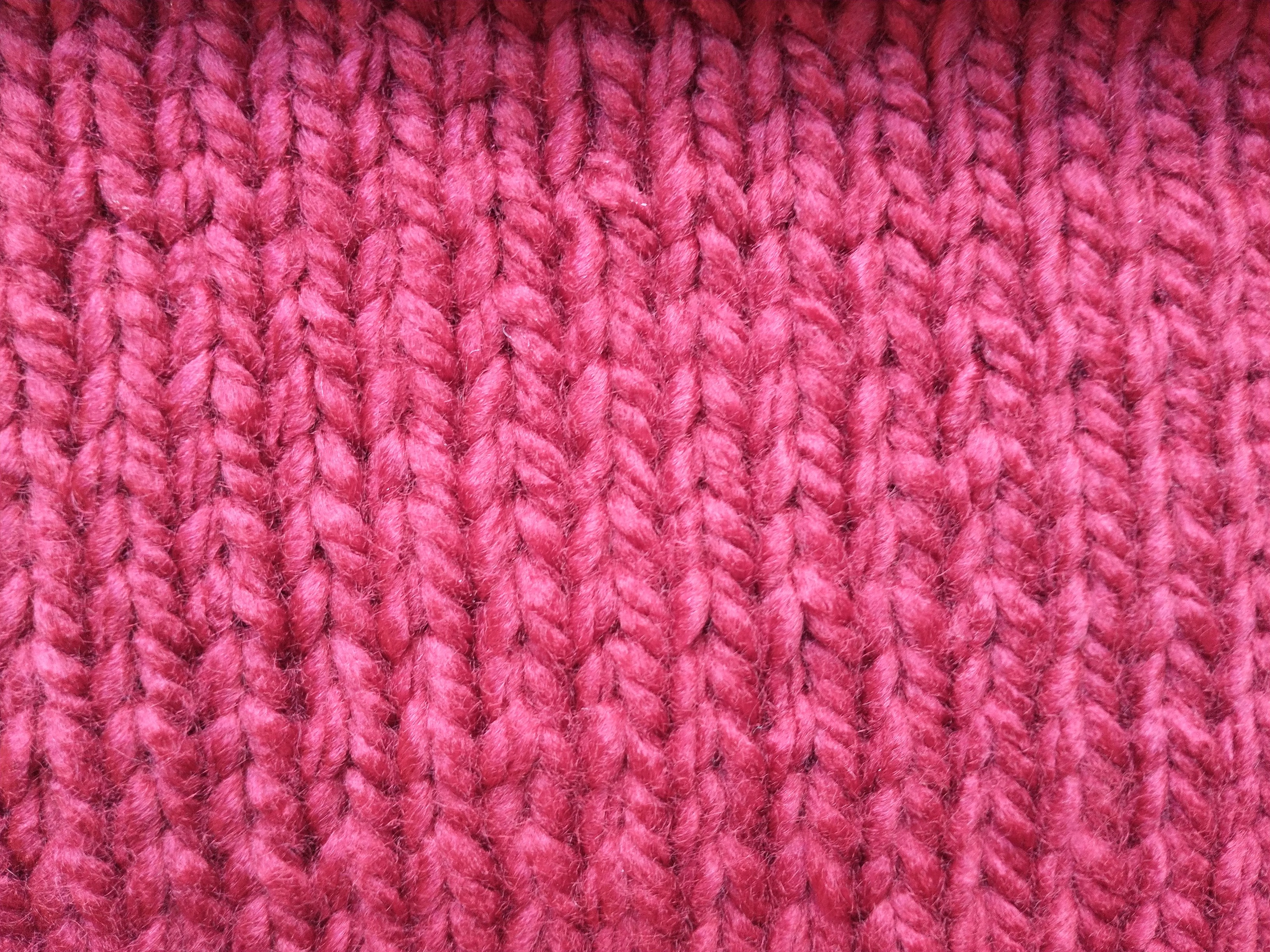
Stricken (glatt rechts)
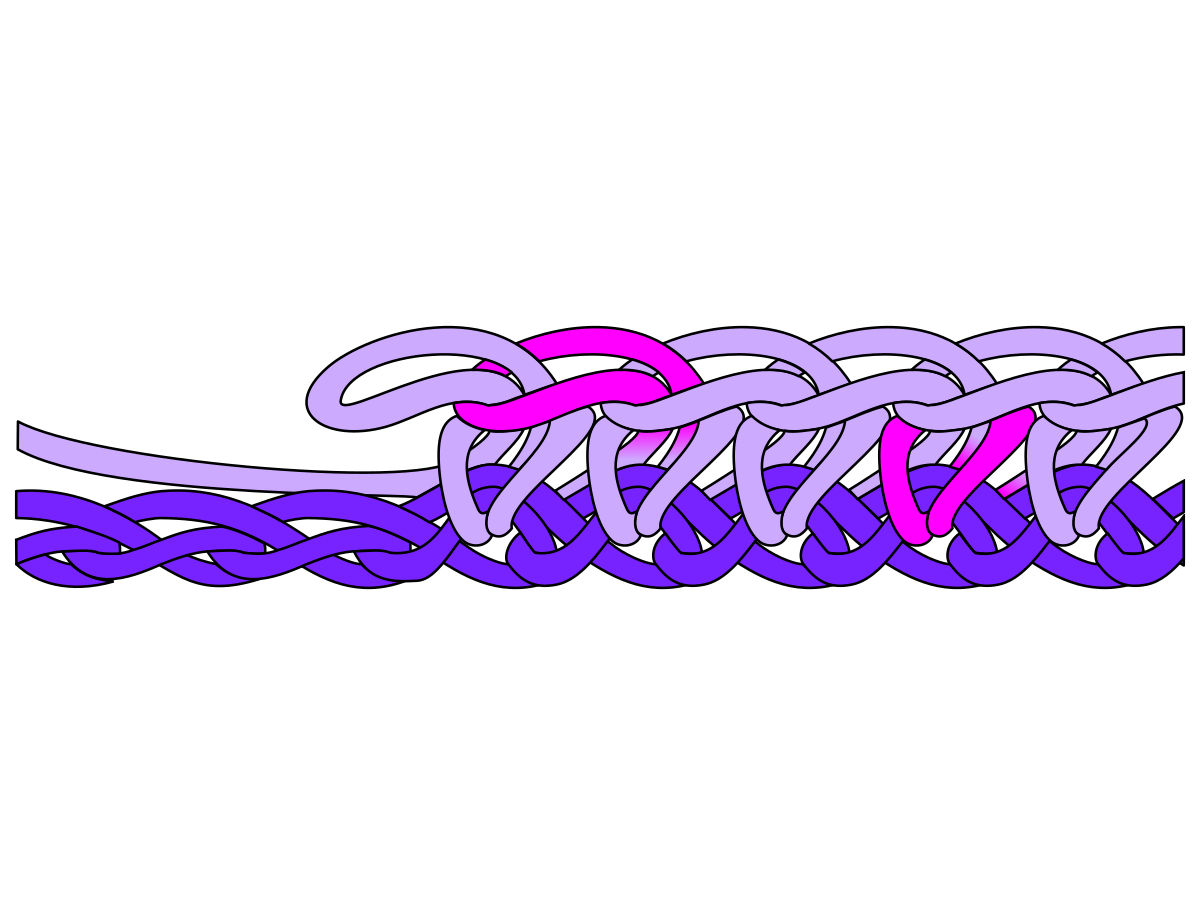
Häkeln (feste Maschen): Auch hier werden nur offene Maschen gebildet.
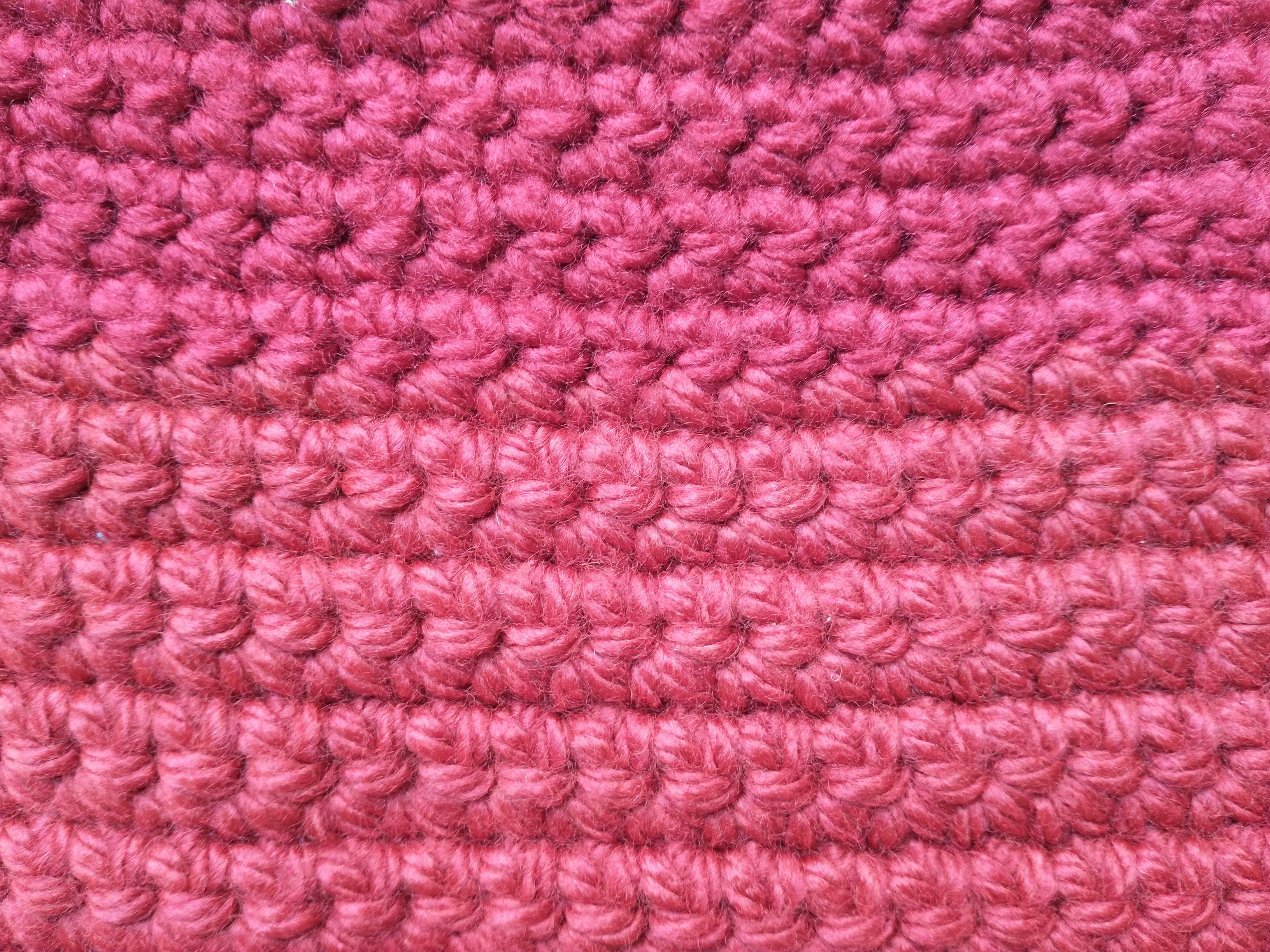
Häkeln (feste Maschen)

Obwohl die beim Nadelbinden erzeugten Schlingen in der Regel größer sind als gestrickte Maschen, ist umstritten, welche dieser beiden Techniken ein schnelleres Arbeiten erlaubt. Anders als Maschenware haben nadelgebundene Textilien je nach verwendetem Stich einen mehr oder weniger ausgeprägten Drall, d. h. statt glatt liegenzubleiben neigen sie dazu, sich zu verwinden.

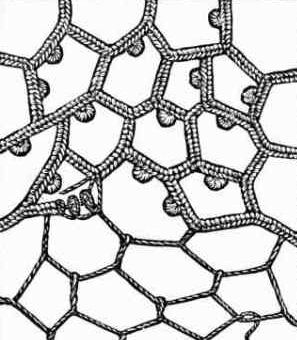
Nadelspitze: oben fertig, unten nur Stege

Näher als zum Stricken und Häkeln ist die Verwandtschaft des Nadelbindens zur Anfertigung von Nadelspitze. Beiden gemeinsam ist das Binden von flächigen textilen Gebilden unter Verwendung von Stichen, die auf dem Festonstich basieren. Außer den flächenbildenden Festonstichen werden bei der Anfertigung von Nadelspitze jedoch auch strukturbildende Stege verwendet (entweder als regelmäßiges Steggitter oder nach Bedarf), an denen die Festonstiche ansetzen, und durch die Nadelspitze die für jede Spitze typischen Durchbrechungen erhält. Weitere Unterschied bestehen darin, dass beim Nadelbinden mit robusteren Materialien gearbeitet wird und dass nadelgebundene Textilien – aufgrund der Machart und der verwendeten Materialien – insgesamt weitaus elastischer, strapazierfähiger und haltbarer sind als Nadelspitze.
Mit Schlingenwirkerei (einer historischen Webtechnik) hat Nadelbinden nichts zu tun.

## Geschichte
Weil beim Nadelbinden nur mit kurzen Fäden gearbeitet wird, erlaubte diese Technik die Herstellung von Textilien auch in solchen Kulturen, die das Spinnen noch nicht kannten. Nadelgebundene Textilien waren zeitweilig in nahezu allen Kulturen der Welt verbreitet. In Deutschland wurden sie bis etwa 1550 noch in nennenswertem Umfang hergestellt, also noch etwa 300 Jahre nach der Verbreitung des Strickens. Allerdings verschwand das Nadelbinden danach fast völlig.

### Vorgeschichte und Altertum
Charakteristisch für die archäologisch geborgenen Arbeitsproben aus Vorgeschichte und Altertum ist, dass sie mehrheitlich, aber keineswegs ausschließlich in einfachen Schlingen gearbeitet sind, wobei unter Textilwissenschaftlern umstritten ist, ob solche Techniken als Nadelbindung im engen Sinne einzustufen sind.

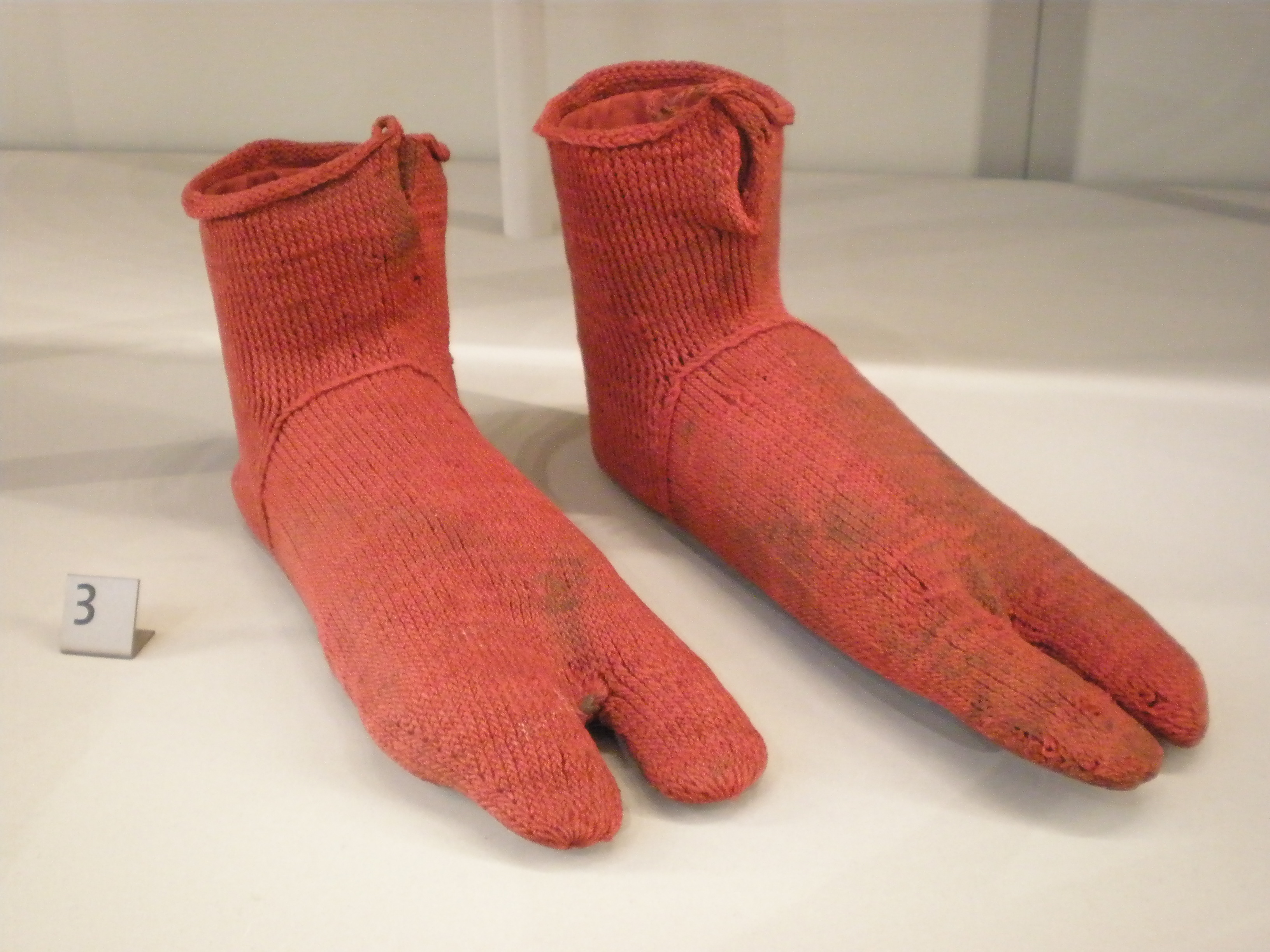
Nadelgebundene Socken aus Oxyrhynchos

Einige der ältesten archäologisch gesicherten Belegstücke stammen aus dem vorderasiatischen bzw. arabischen Raum, darunter beispielsweise Textilfragmente, die in einfachen Schlingen gebunden sind und etwa auf das Jahr 6500 v. Chr. datiert werden; Fundort war 1983 die Nahal-Hemar-Höhle westlich von Neve Zohar (Israel). Mehrere Dutzend Textilfunde stammen der römisch-koptischen Zeit Ägyptens. Die dabei oft verwendete Technik wird heute – obwohl sie auch anderswo verbreitet war – oft als „koptischer“ Stich bezeichnet. So wurde etwa in Oxyrhynchos gegen Ende des 19. Jahrhunderts ein Sockenpaar ausgegraben, das aus dem Zeitraum 250–420 n. Chr. stammt. Aus derselben Zeit stammt eine vierfarbig gearbeitete Socke, die vor 1911 wahrscheinlich im ägyptischen Achmim ausgegraben wurde und sich heute im National Museum of Scotland befindet; sie ist dadurch bemerkenswert, dass dabei ein mehrschlingiger Stich (engl. compound looping) verwendet wurde. In Antinoë, das als Fundort nadelgebundener Arbeiten besonders produktiv war, wurde eine nadelgebundene Seidenkappe aus dem 9. oder 10. Jahrhundert gefunden.
Zu besonders vielen archäologischen Funde kam es in Nordeuropa. So liegt der Fundort Tybrind vig auf Fünen in Dänemark; bei den Ausgrabungen (1977–1987) wurden Textilfragmente gefunden, die aus Pflanzenfasern (Weiden- oder Pappelbast, Gras) in einer dem Nadelbinden ähnlichen Technik (needle-netting) gefertigt waren und aus dem Zeitraum zwischen 5400 und 4000 v. Chr., das heißt aus der Mittelsteinzeit stammen.
In Qizilchoqa (Tarimbecken, China) wurde in einem Grab einer Tarim-Mumie aus der Zeit von etwa 1000 v. Chr. ein nadelgebundenes Barett gefunden. Das Barett ist in einfachen Schlingen (engl. single looping) gearbeitet; irrtümlich wurden diese für cross-knit-Technik gehalten, sodass diese heute fehlerhaft oft auch als „Tarim-Stich“ bezeichnet wird. Etwa aus derselben Zeit stammt eine in Ürümqi (ebenfalls Tarimbecken, China) gefundene nadelgebundene Kopfbedeckung.
Aus dem Zeitraum zwischen 100 v. Chr. und 400 n. Chr. stammen Textilfunde aus Peru, wo die Nazca mit der Nadel komplexe dreidimensionale Gebilde in cross-knit-Technik gebunden haben. Ähnliche Textiltechniken sind auch aus der noch älteren Paracas-Kultur (900–200 v. Chr.) überliefert.

### Vom Mittelalter bis zur Neuzeit

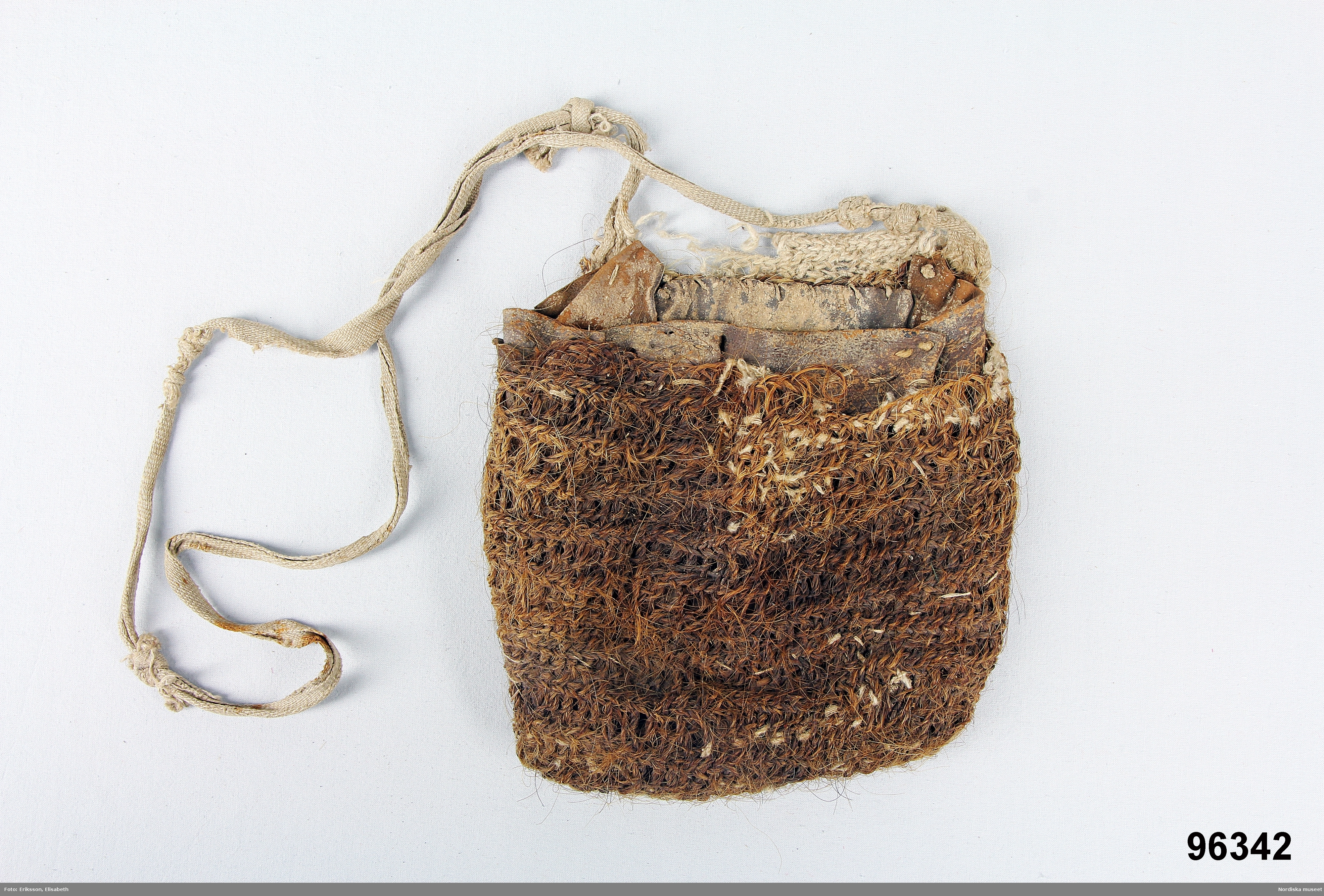
Mittelalterlicher Textilfund aus Skandinavien

Die antiken und mittelalterlichen nadelgebundenen Textilfunde umfassen vor allem Socken bzw. Strümpfe, Fausthandschuhe, Taschen und unidentifizierte Fragmente, sowie vereinzelt auch Kopfbedeckungen. Nicht gefunden wurden nadelgebundene Kapuzen und andere Elemente der Oberbekleidung, wie z. B. Jacken, Westen oder Pullover, was Anne Marie Decker damit erklärt, dass für diese Zwecke eher gewebte Stoffe verwendet wurden.
Zum bis heute einzigen Fund eines nadelgebundenen Textilstücks auf dem Gebiet des Vereinigten Königreichs kam es bei den Coppergate-Ausgrabungen in York (1976–1981). Sichergestellt wurde hier eine Socke aus der Wikingerzeit bzw. dem 10. Jahrhundert, nach deren Machart der York-Stich seinen Namen erhalten hat. In Dublin wurden 1975/1976 bei Ausgrabungsarbeiten im Bereich Fishamble Street ein aus dem Zeitraum 917–1169 stammendes Textilfragment gefunden, nach dessen Machart später der Dublin-Stich benannt wurde, der allerdings bis heute nicht sicher bestimmt ist.
In Nordeuropa wurden Nadelbindtechniken im Mittelalter für die Anfertigung von Strümpfen, Handschuhen und Mützen verwendet; besonders in Norwegen haben Archäologen daneben auch viele nadelgebundene Milchsiebe gefunden. Nadelgebundene Filter wurden auch beim Bierbrauen verwendet. All diese Textilien wurden entweder aus Schafswolle oder aus Haaren anderer Tiere (Pferd, Rind) gefertigt, wobei Schafswolle sich für die anspruchsvolleren Techniken am besten eignete. Eines der ältesten überlieferten nadelgebundenen Textilstücke wurde 1868 bei der archäologischen Erschließung des Bjerringhøj-Grabes in Mammen bei Viborg (Dänemark) entdeckt. Dieses im Winter 970/971 angelegte Grab eines reichen Mannes enthielt u. a. flächige nadelgebundene Textilarbeiten, die später als Besätze der Verschlussbänder des Umhangs des Verstorbenen identifiziert wurden. Ebenfalls aus dem 10. Jahrhundert stammt ein im Oslo-Stich gearbeiteter Fausthandschuh, der im isländischen Arnheiðarstaðir (Fljótsdalur) gefunden wurde. 1926 wurde bei Ausgrabungen in der Osloer Altstadt ein mittelalterlicher nadelgebundener Handschuh (ca. 1025–1125) gefunden. Aufgrund der anfänglich vermuteten Machart dieses Textils erhielt später der Oslo-Stich seinen Namen; spätere Untersuchungen haben jedoch gezeigt, dass der Handschuhe wahrscheinlich mit einem anderen Stich gearbeitet wurde. Zu einem weiteren Handschuhfund kam es 1972 im schwedischen Lödöse; dieser Handschuh stammt aus dem 12. Jahrhundert. Etwa aus dem Jahre 1200 stammen Fragmente nagelgebundener Textilien, die in ungewöhnlicher Technik gefertigt sind und in Kaukola Kekomäki (Karelien) geborgen wurden. Im Falköpinger Ortsteil Åsle (Schweden) wurde 1918 ein nadelgebundener Fausthandschuh gefunden, der nach neuerer Erkenntnis aus der Zeit zwischen 1510 und 1640 stammt. Bemerkenswert ist dieser Fund u. a. deshalb, weil hier ein Stich verwendet wurde, der ein besonders voluminöses Material erzeugt. In Teilen Nordeuropas, besonders in Finnland, ist das Nadelbinden in der Tradition bis heute erhalten geblieben. Großen Teilen der Bevölkerung ist es dort noch im Gedächtnis geblieben und wird außer in der geschichtsdarstellenden Szene auch in Handarbeitsgruppen noch häufig betrieben.
Eine der ältesten erhaltenen Nadelbindearbeiten aus dem deutschsprachigen Raum ist eine Mütze, die als Besitzstück des Hl. Simeon von Trier († 1035) gilt und als Reliquie Teil des Trierer Domschatzes ist. Aus dem schweizerischen Delsberg stammt ein leinenes Kniestrumpfpaar, das im 12. Jahrhundert gefertigt wurde. Ein wissenschaftlich von Arnold Lühning kommentierter Dokumentarfilm des Instituts für den Wissenschaftlichen Film in Göttingen zeigt den 90-jährigen Altbauern August Meyer aus Schleswig-Holstein, wie er aus Wollgarn einen Fausthandschuh in Nadelbindung (Oslo-Stich) anfertigt. Lühning kommentiert, dass die Technik in Meyers Heimatdorf als naihen (niederdeutsch für „nähen“) bezeichnet wurde und dass sie dort ausschließlich von Männern betrieben worden sei. In Meyers Familie haben der Vater, der Großvater und ein 1820 geborener Großonkel diese Nadelarbeit ausgeführt, der Letztere als Schäfer. Gefertigt worden seien neben Handschuhen vor allem Strümpfe. Im Film arbeitet er mit einer aus Akazienholz selbst gefertigten Nadel, hatte als Material früher aber Rinderknochen bevorzugt, weil mit einer hellen Nadel auch bei Dämmerlicht noch gearbeitet werden könne. Gegenüber entsprechenden Gestricken haben nadelgebundene Handschuhe und Strümpfe den Vorteil, dass sie robuster und wärmer seien.
Bei Ausgrabungen im russischen Jaroslawl wurde ein nadelgebundener Handschuh geborgen, dessen Entstehung auf die zweite Hälfte des 12. Jahrhunderts oder das frühe 13. Jahrhundert datiert wird.

### Wissenschaftliche Dokumentation des Nadelbindens
Eine der für die Wiederbelebung des Interesses an der Technik wichtigste Publikationen war das 1961 erschienene Buch Primitive Scandinavian Textiles in Knotless Netting des norwegischen Volkskundlers Odd Nordland. Seine Bezeichnung für das Nadelbinden – knotless netting – war unter Ethnologen zu diesem Zeitpunkt weithin gebräuchlich.

## Technik
Die „Urtechnik“ des Nadelbindens, aus der alle andere Nadelbindstiche hervorgegangen sind, ist das Binden einfacher Schlingen; technisch handelt es sich hier um eine Variante des Festonstichs, der auch beim Nähen, Sticken und beim Fertigen von Nadelspitze verwendet wird. Charakteristisch für einfache Schlingen (ebenso wie bei unmittelbar verwandten Techniken wie z. B. der cross-knit-Technik) ist, dass sie sich mit sich selbst, nicht aber mit den seitlich benachbarten Schlingen überkreuzen. Eine Art evolutionäres Bindeglied zwischen den Einfachschlingen und den seit dem Mittelalter (und noch heute) üblichen komplexeren Techniken ist der dänische Stich; dieser verbindet jede Schlinge auch mit je einer seitlich benachbarten Schlinge (ein „Zwei-Schlingen-Stich“). Bei den noch heute verbreiteten Techniken, wie dem Oslo- oder Mammen-Stich, ist die Zahl der jeweils miteinander verbundenen Schlingen sogar noch größer. Im Englischen spricht man bei Stichen, die Schlingen auch seitlich miteinander verbinden, von compound stitches („Verbundstichen“).

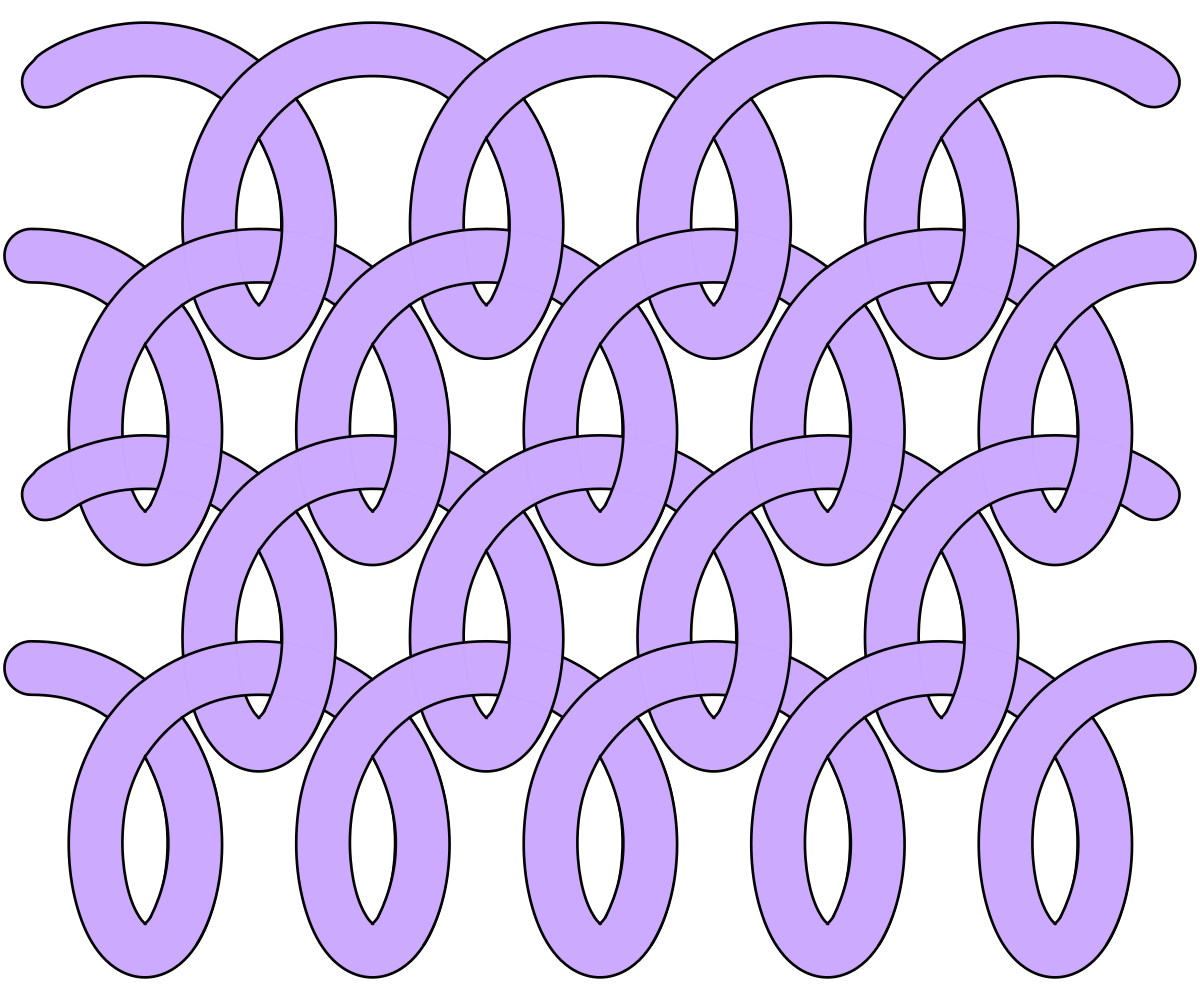
Einfache Schlingentechnik
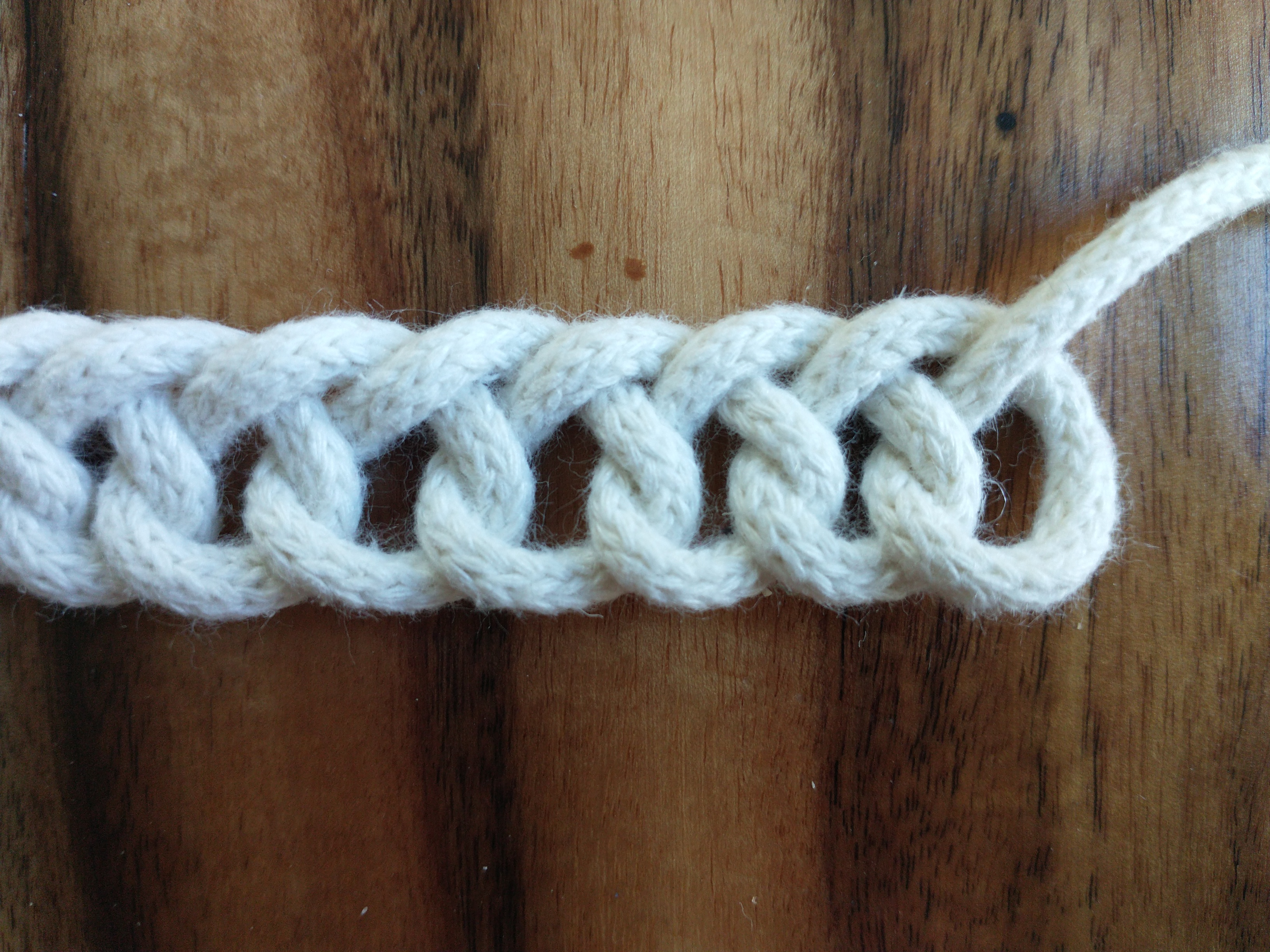
Der einfache dänische Stich verbindet jede neue Schlinge mit genau 1 vorangegangenen Schlinge.
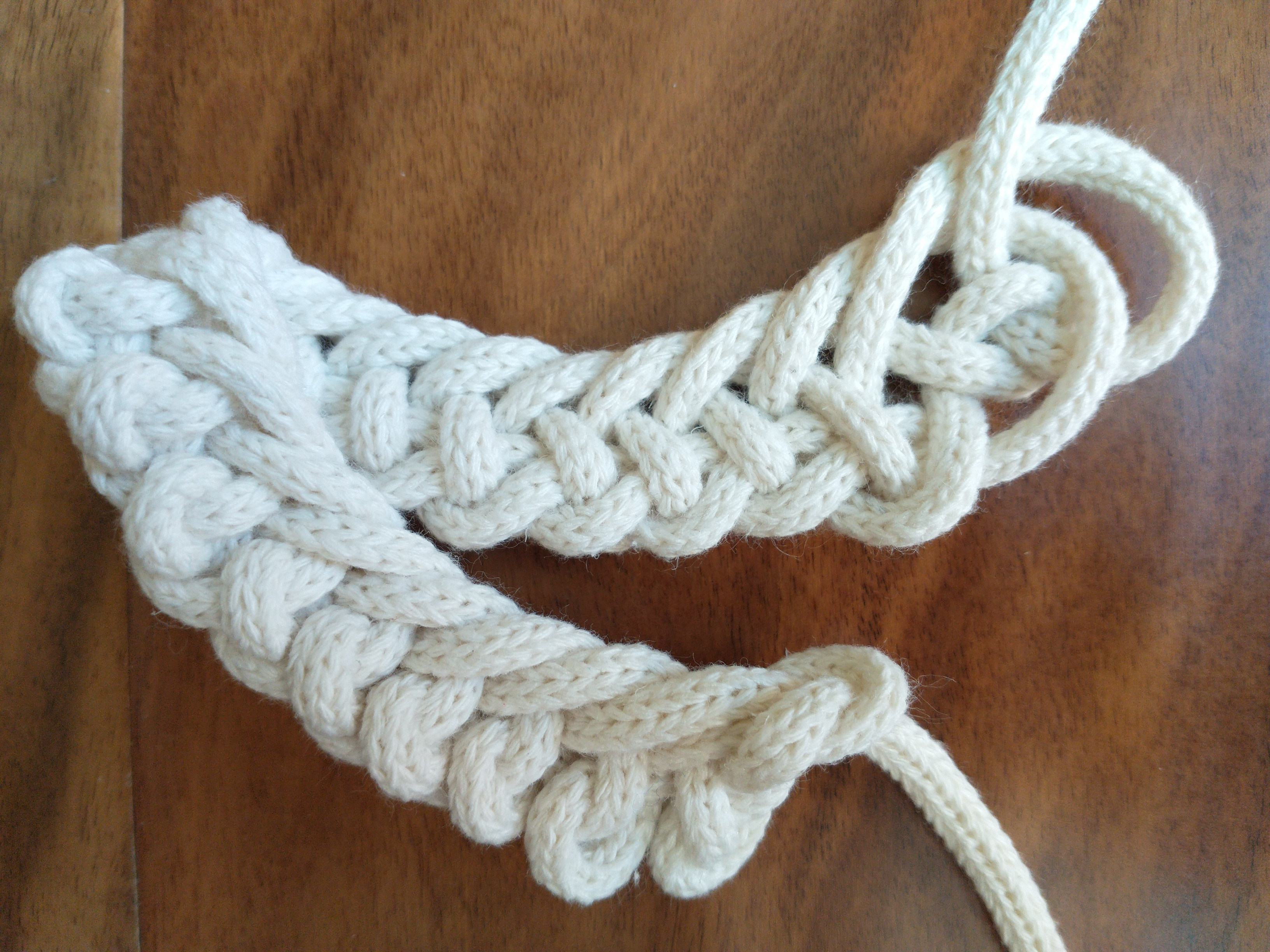
Daneben existieren viele Stiche, die weitaus komplexer sind.

Anders als beim Stricken und Häkeln wird beim Nadelbinden nicht direkt vom Knäuel gearbeitet, sondern es werden vom Knäuel – ähnlich wie beim Nähen oder Sticken – armlange Garnabschnitte abgerissen. Bei jedem Stich wird jeweils der gesamte Garnvorrat durch bereits entstandene Schlingen geführt, um eine neue offene Schlinge zu binden. Erst wenn der Faden aufgebraucht ist, wird ein neues Stück angefügt. Wegen ihrer Filzeigenschaft werden beim Nadelbinden heute meist Wollgarne verwendet; diese Eigenschaft macht es möglich, Fäden aneinander anzuschließen (anzufilzen), ohne sie miteinander zu verknoten.
Die Nadeln, mit denen Nadelbindearbeiten durchgeführt werden, haben eine Länge von 8 bis 12 cm, sind flach und an der Spitze stumpf, weil sie Fäden meist nicht durchstechen, sondern zwischen ihnen hindurchgeführt werden sollen. Gefertigt sind sie heute meist aus Holz; historisch sind daneben Nadeln aus Geweih, Horn oder Knochen belegt. Nicht minder geeignet sind vergleichbare Nadeln aus Metall oder Kunststoff.

### Freihandmethode
Beim Nadelbinden sind zwei Methoden möglich: die Freihandmethode und die Daumenfangmethode. Die Freihandmethode ist die ältere der beiden, und ihre Verwendung ist zweckmäßig bei Stichen mit maximal zwei Schlingen, zumal diese hier in einer einzigen Bewegung ausgeführt werden können. Bei komplexeren Stichen dagegen sind mindestens zwei Einzelschritte erforderlich.
Das Werkstück wird bei der Freihandmethode flach ausgelegt. Hier die Vorgehensweise am Beispiel des Oslo-Stichs:

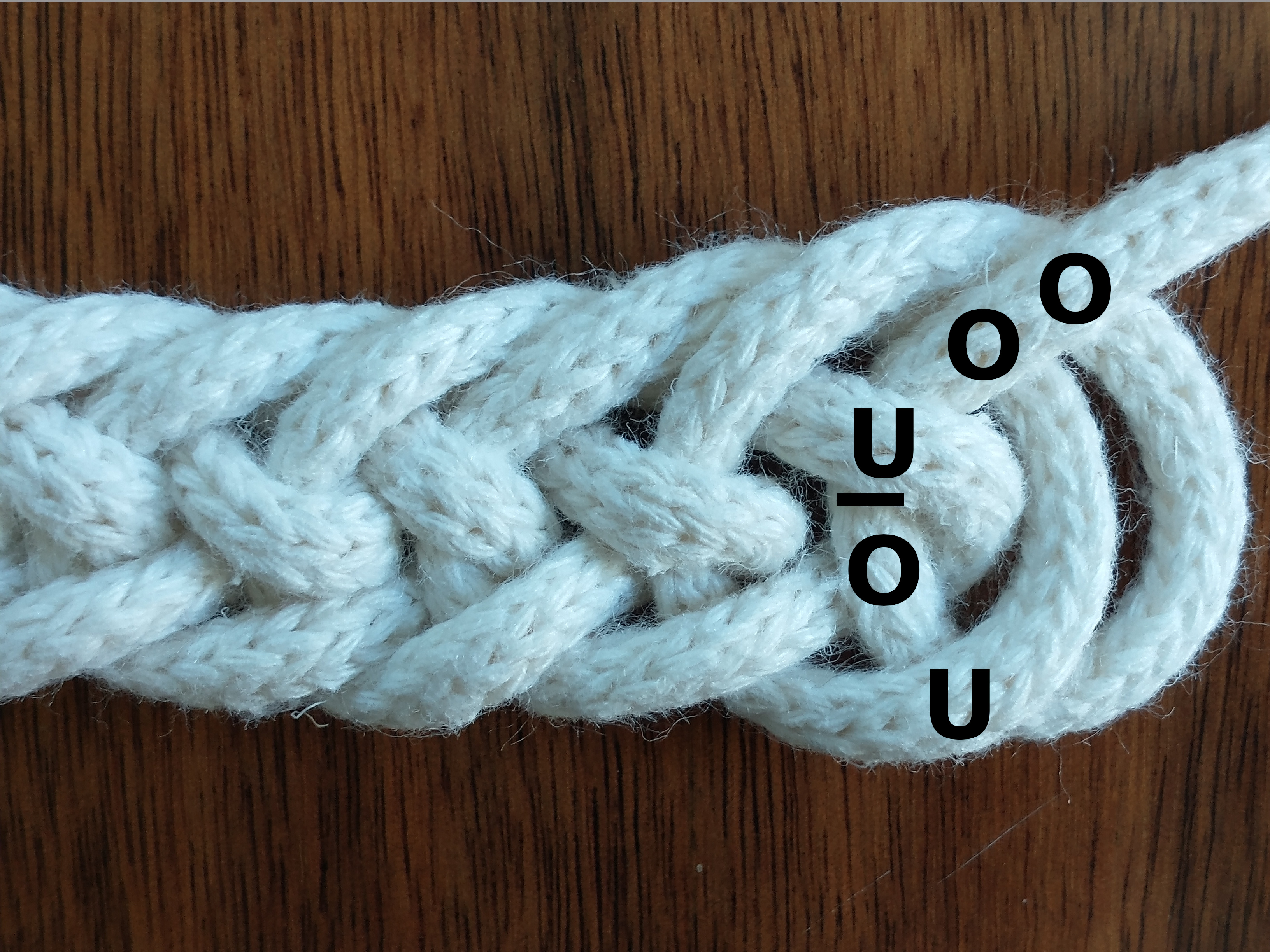
Hansen-Formel: UO/UOO (von unten nach oben zu lesen)
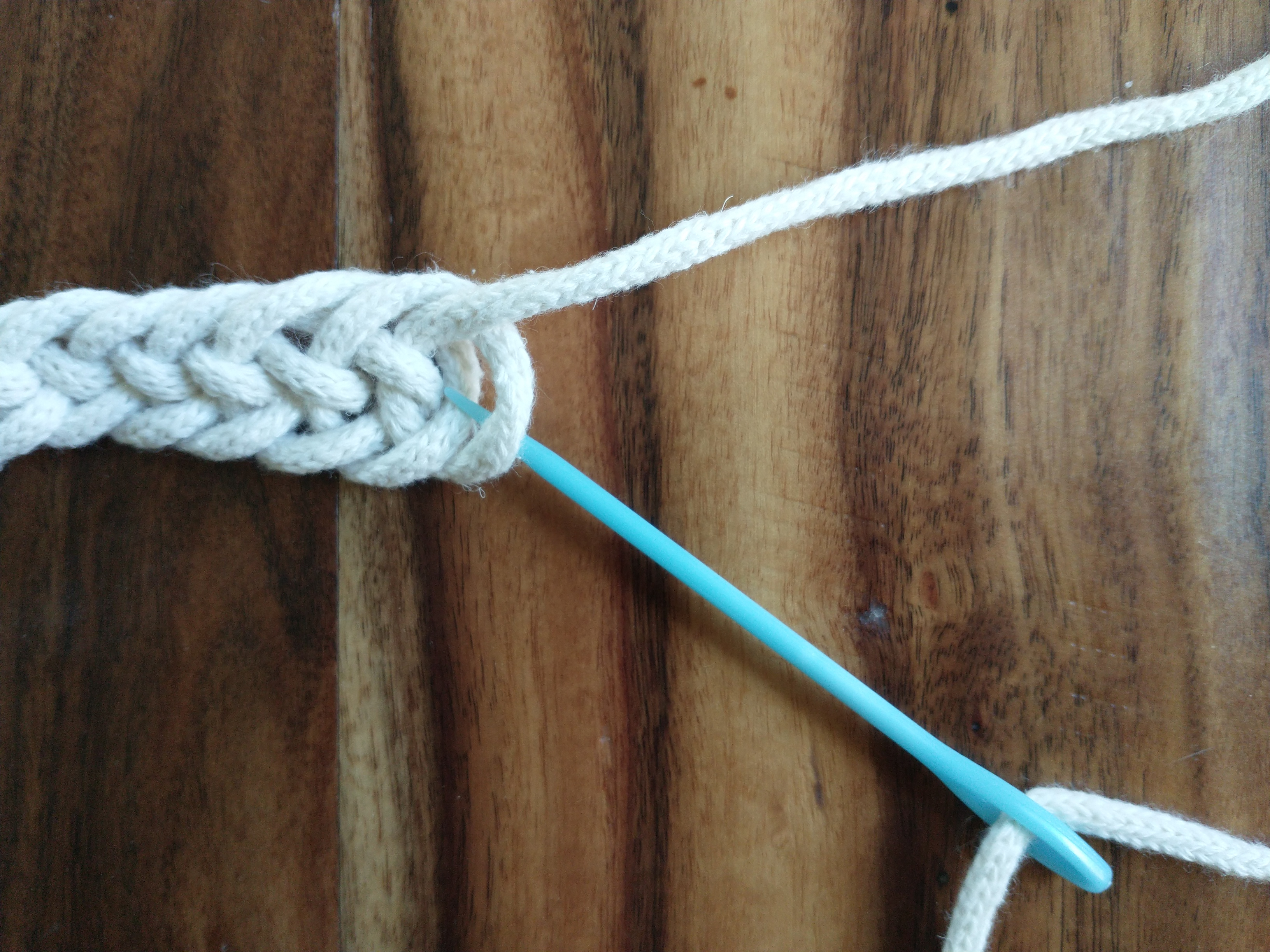
Schritt 1: UO = 1× unter einem Schlingenbogen hindurch, 1× über einen Schlingenbogen hinweg (anschließend Nadel durchziehen)
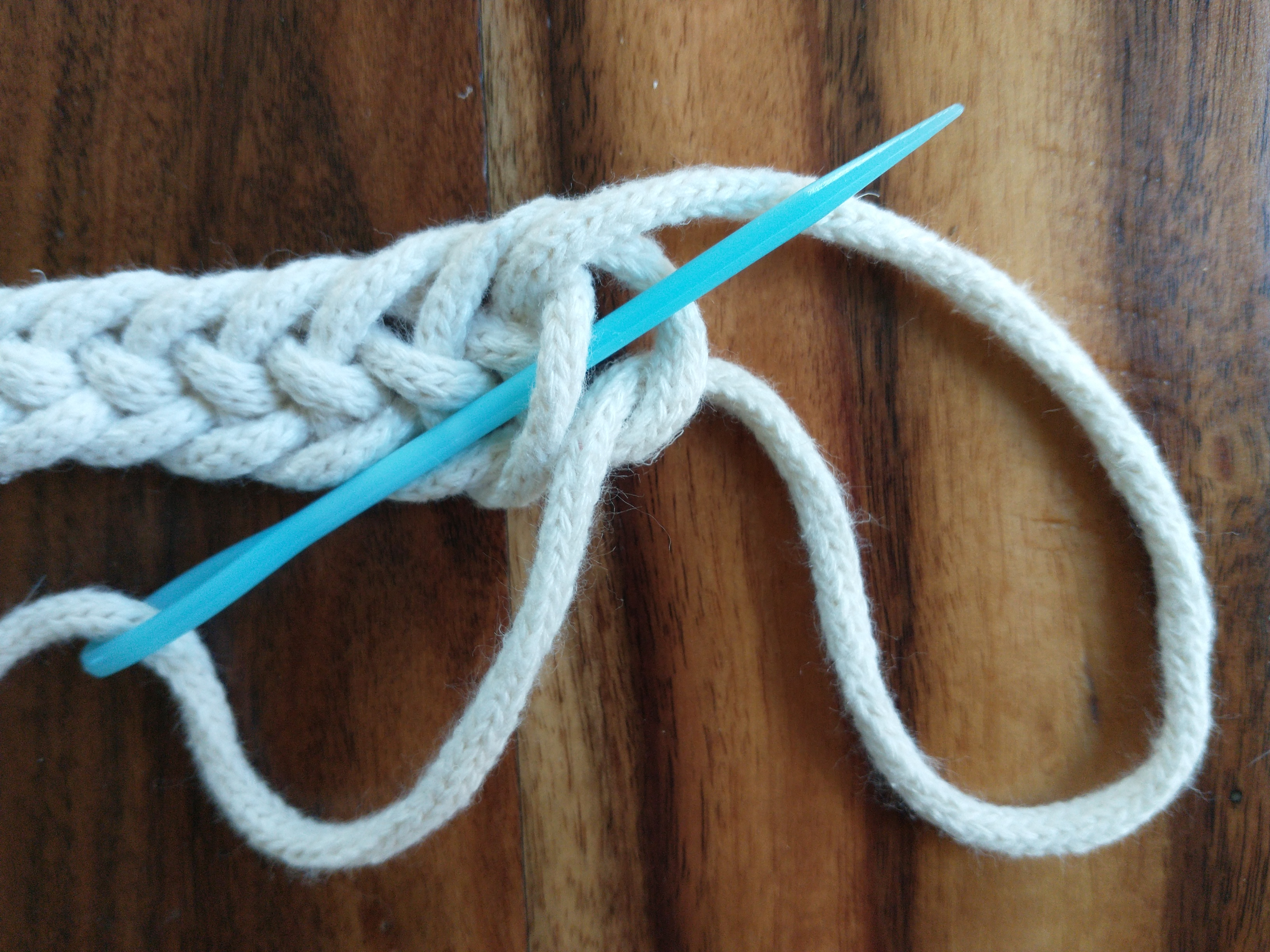
Schritt 2: /UOO = Nadel drehen, 1× unter einem Schlingenbogen hindurch, 2× über einen Schlingenbogen hinweg (anschließend Nadel durchziehen)
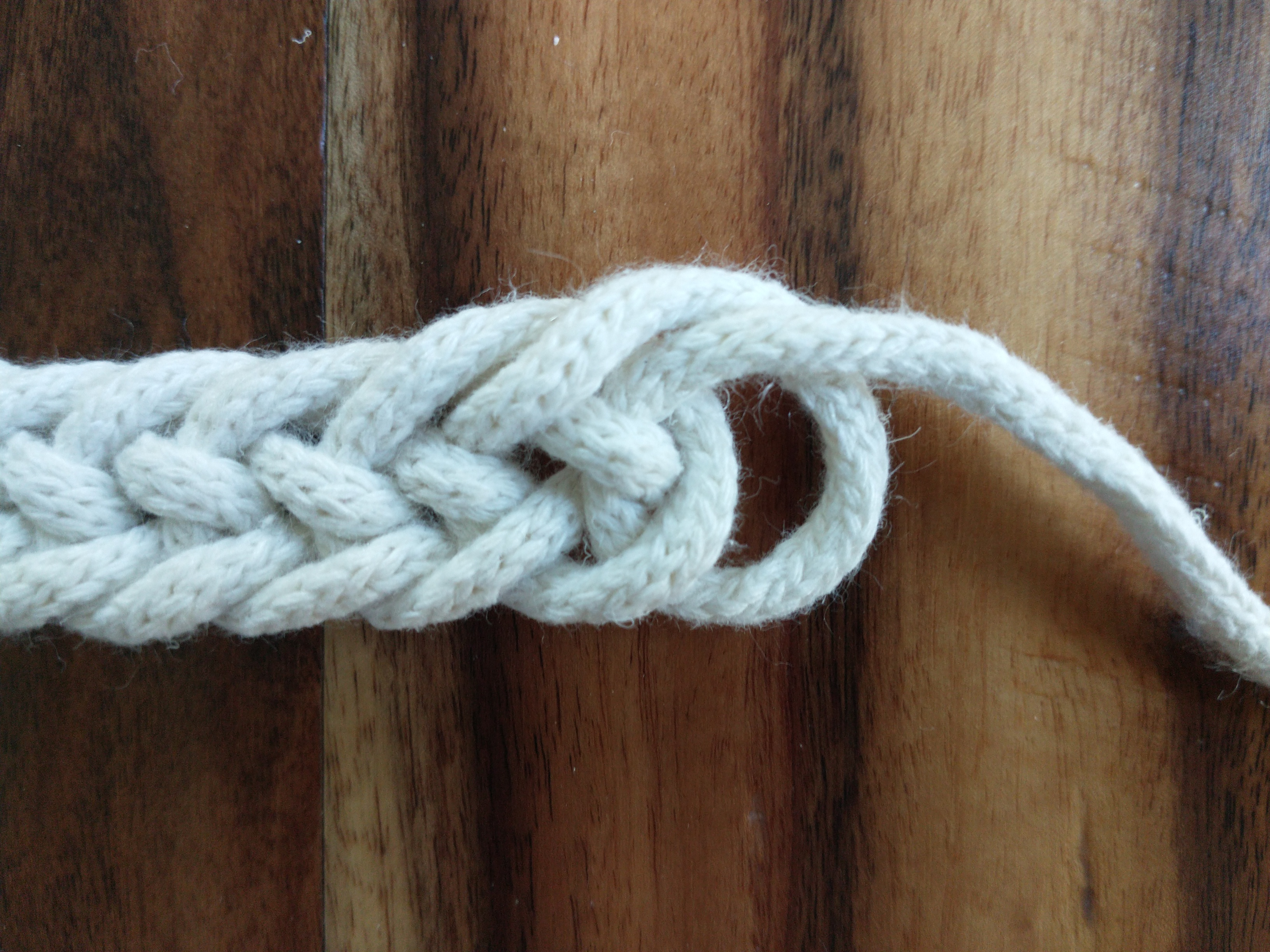
Schritt 3: die neue Schlinge bis zur gewünschten Größe zuziehen

Bei den meisten Stichen ist es möglich, zwischen Freihand- und Daumenfangmethode beliebig zu wechseln. Hilfreich sind solche Wechsel – bzw. ein vergleichendes Arbeiten mal mit der einen, mal mit der anderen Methode – insbesondere beim Erlernen eines neuen Stichs, weil dabei die Architektur der Schlingen am besten verstanden werden kann und ein direkter Vergleich mit der Hansen-Formel möglich ist.
Das Binden von Anschlussreihen sieht bei der Freihandmethode so aus (Beispiel: Oslo-Stich):

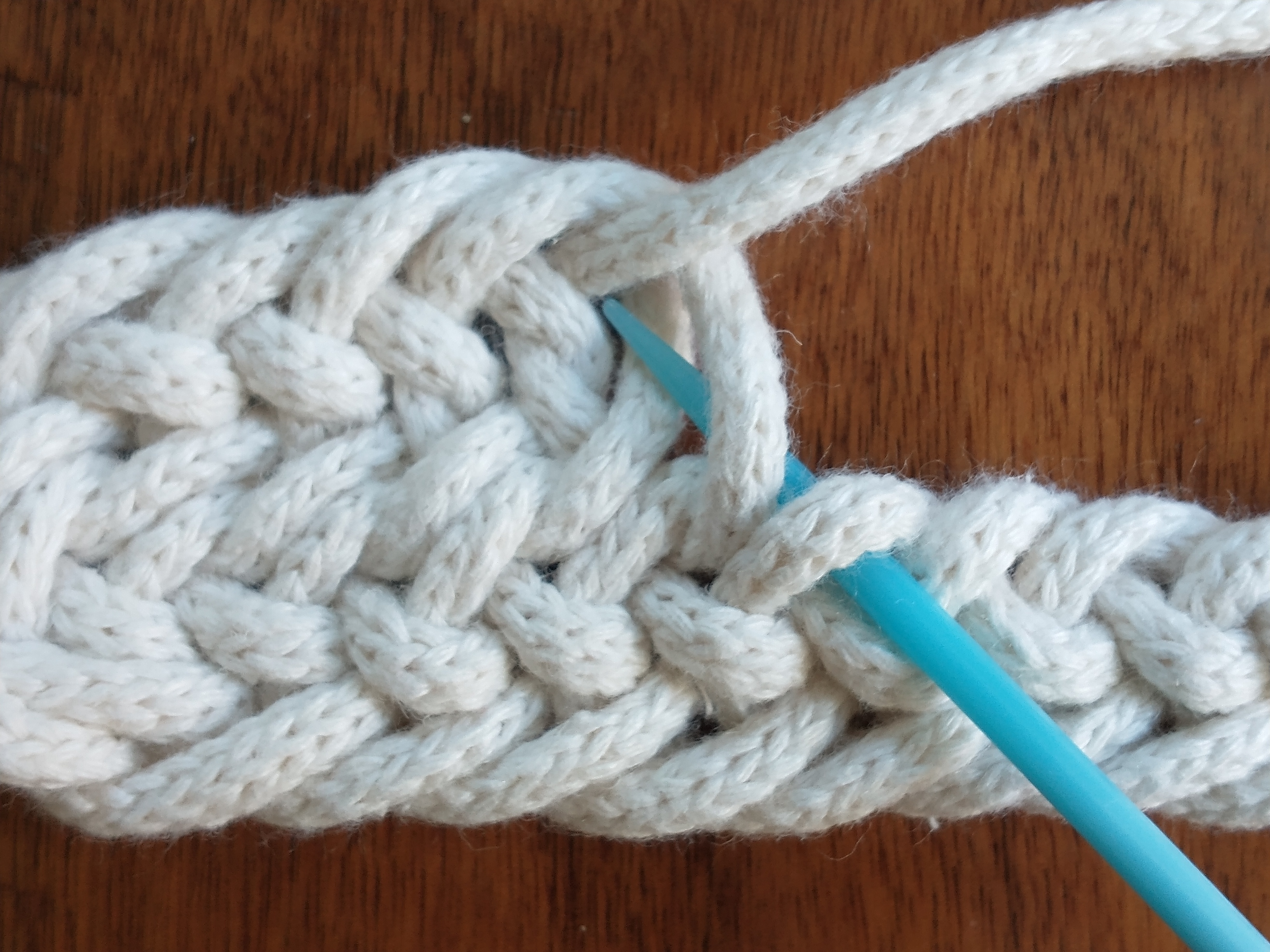
Schritt 1: F1 = 1 Schlinge von vorn; UO = 1 unter, 1 über (anschließend Nadel durchziehen)
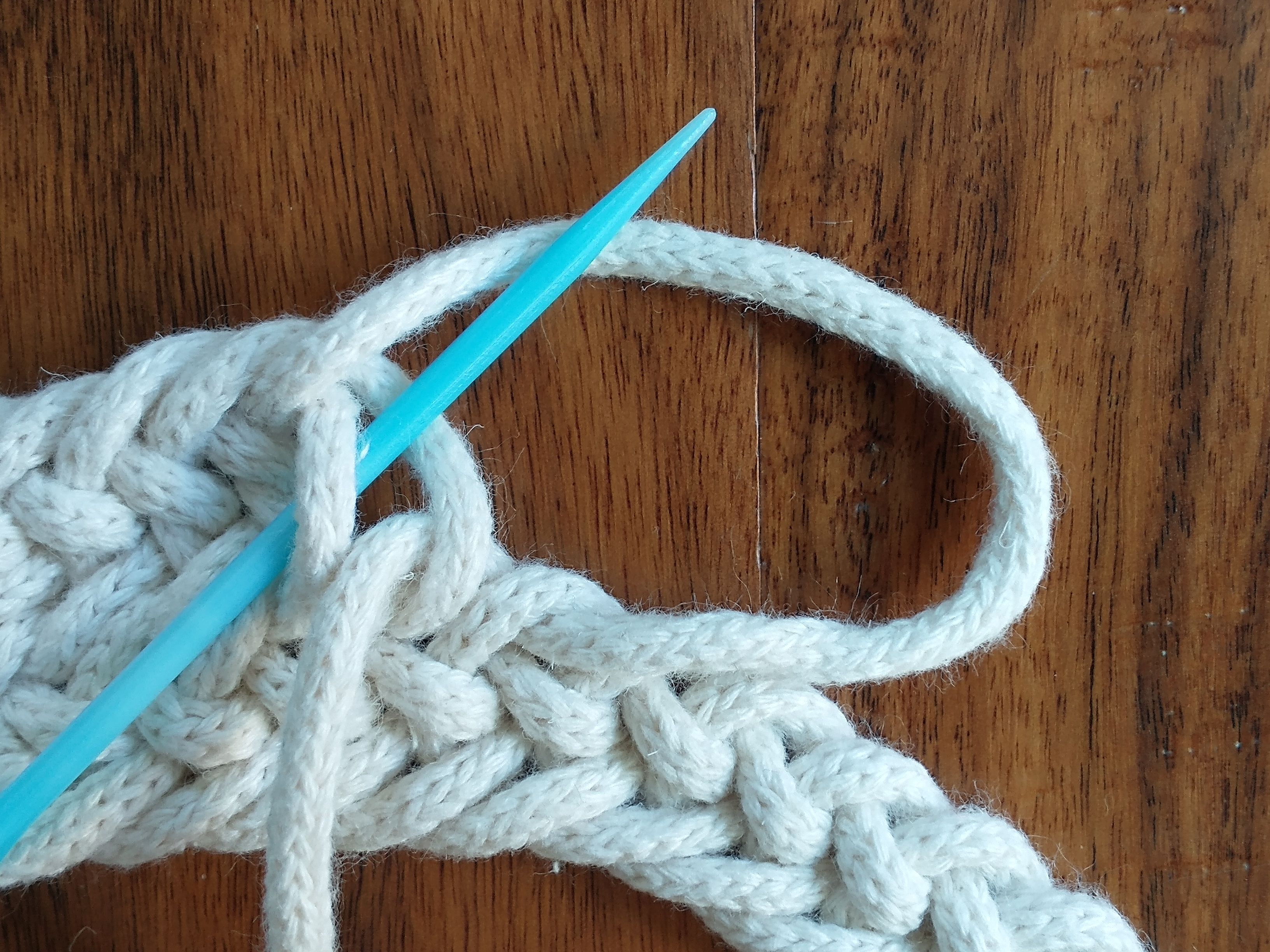
Schritt 2: /UOO = Nadel drehen, 1 unter, 2 über (anschließend Nadel durchziehen)
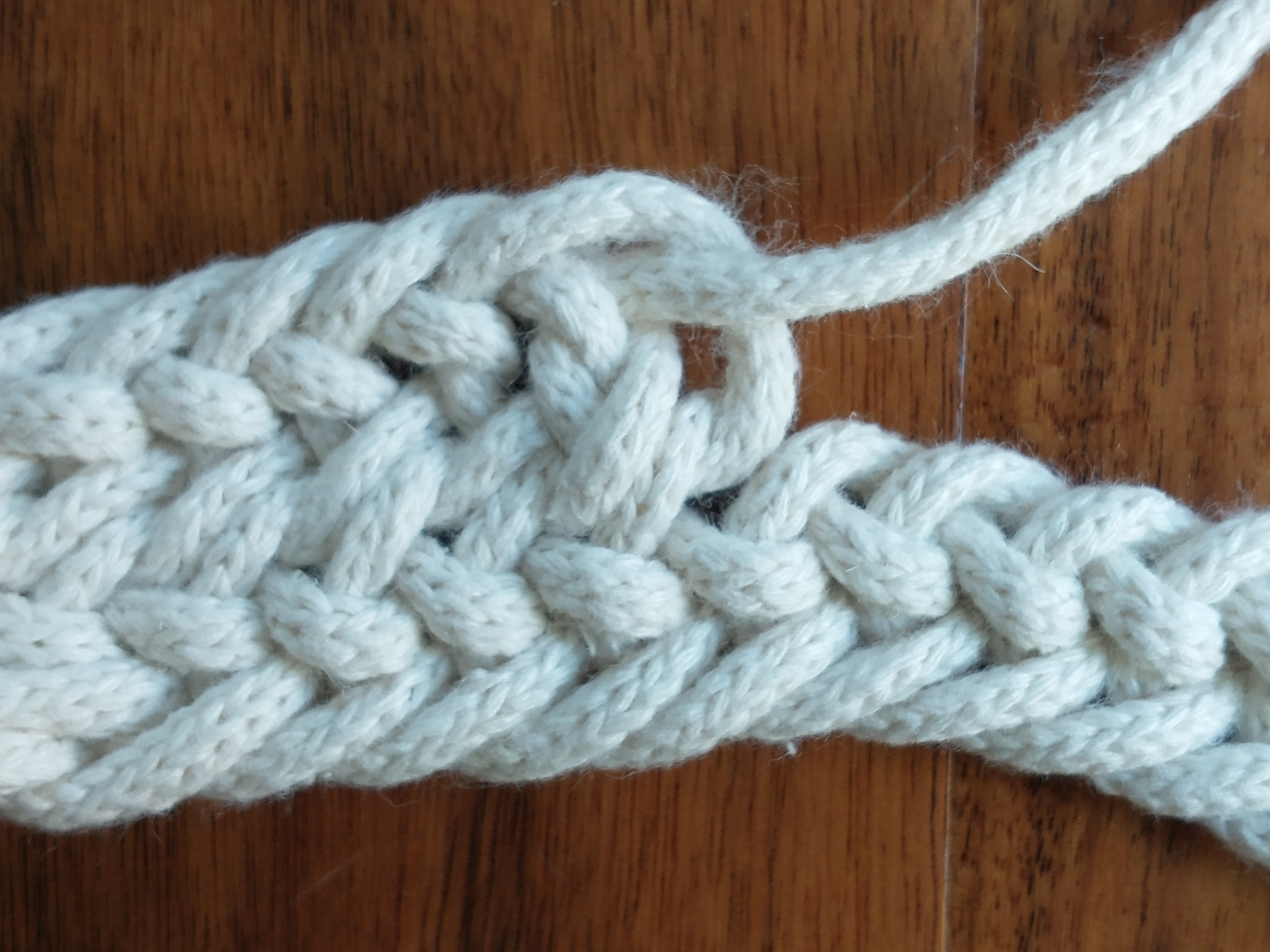
Schritt 3: die neue Schlinge bis zur gewünschten Größe zuziehen

### Daumenfangmethode

#### Allgemeines

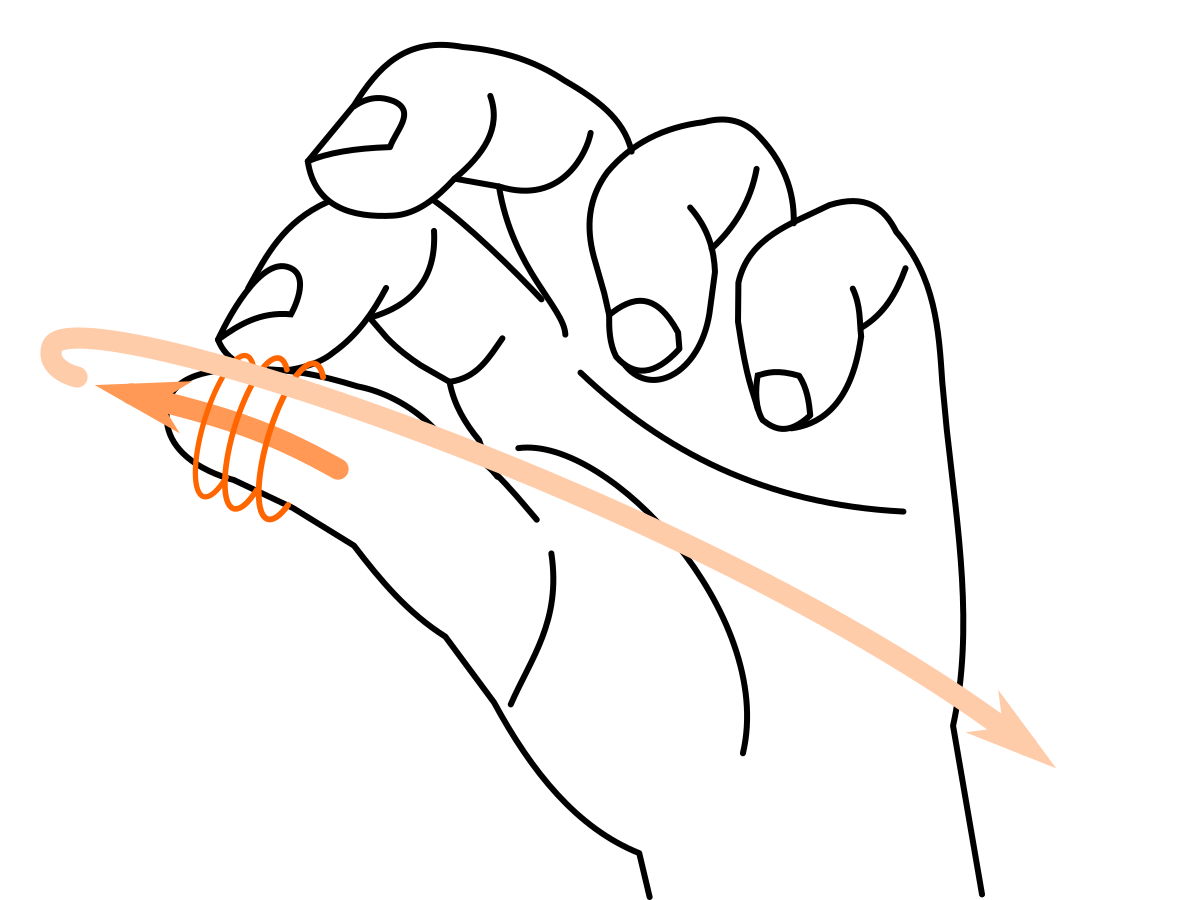
Bei der Daumenfangmethode werden rund um den Daumen mit Hilfe der Nadel Schlingen gebildet; in dem Maße, in dem die Arbeit fortschreitet, wächst das Werkstück über den Daumen hinaus und wandert dann über die hohle Handfläche.

Standard ist heute die Daumenfangmethode, auch Daumenfesselmethode genannt. Sie ist eine Weiterentwicklung der Freihandmethode. Während bei der letzteren Hin- und Rückstiche getrennt durchgeführt werden, erlaubt die Daumenfangmethode es, alle erfassten Schlingenbögen in einem einzigen Arbeitsgang auf die Nadel zu nehmen. Der zweite Vorteil der Daumenfangmethode besteht darin, dass der Daumen dabei als immer gleichbleibendes Regulativ für die Größe der neuen Schlinge dient, da diese jedes Mal um den Daumen geschlungen wird. Würde diese Schlinge nicht mit dem Daumen abgefangen und der Faden stark angezogen, würde sich die Schlinge zu einem festen Knoten zusammenziehen. Das Werkstück wird bei der Daumenfangmethode von derjenigen Seite her betrachtet und bearbeitet, die bei der Freihandmethode unten liegt.

#### Ausführung am Beispiel des Oslo-Stichs
Bei der Daumenfangmethode wird, abhängig vom gewählten Stich, in der Regel mindestens eine Schlinge um den Daumen gelegt, während mindestens eine (ältere, in einem vorausgegangenen Stich gebundene) Schlinge auf die Daumenkuppe gelegt wird. Dann erfolgt der Stich, der – auf die eine oder andere Art – so durch alle beteiligten Schlingenbögen plus dem nach unten hängenden Arbeitsfaden geführt wird, dass sich um den Daumen eine neue Schlinge legt. Hier das Beispiel des Oslo-Stichs:

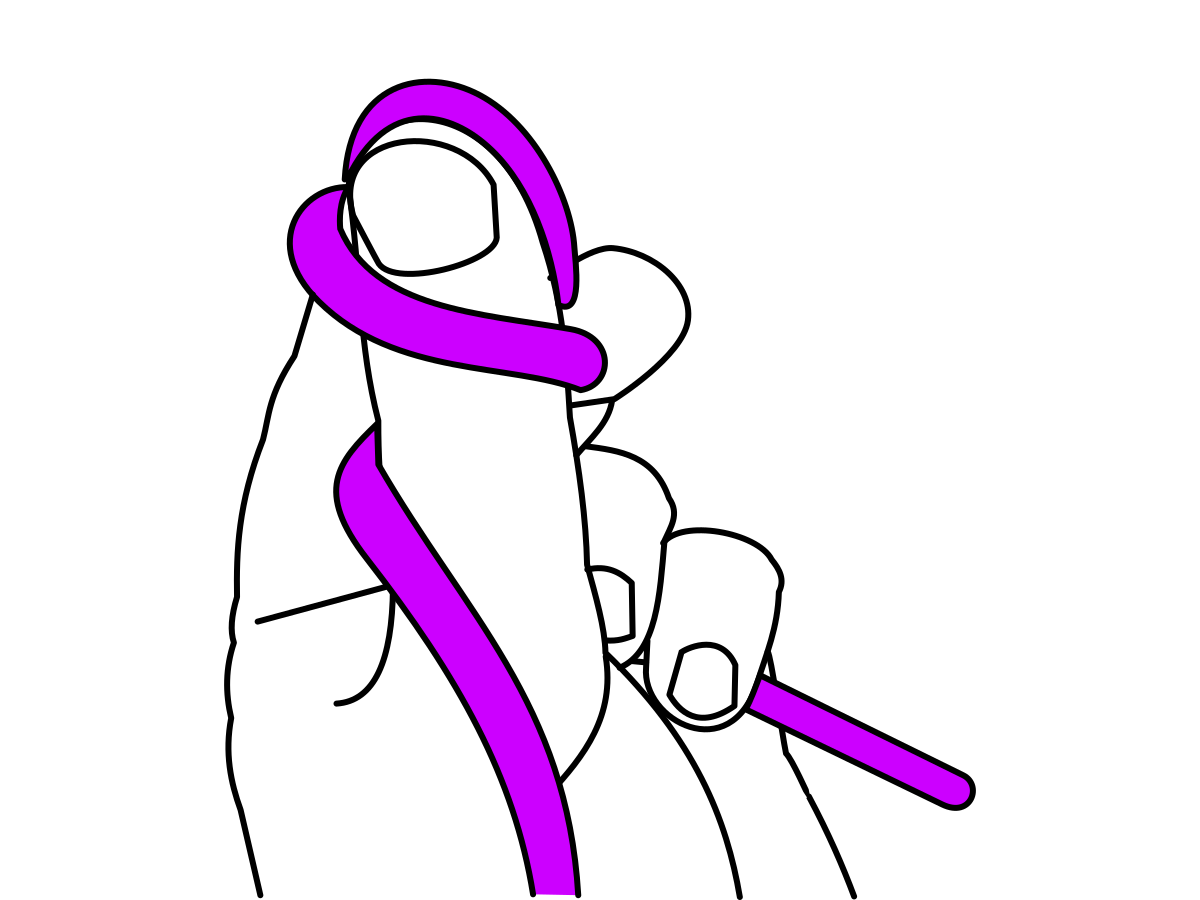
Ausgangssituation (nach Vorbereitung mit halbem Knoten; siehe weiter unten)
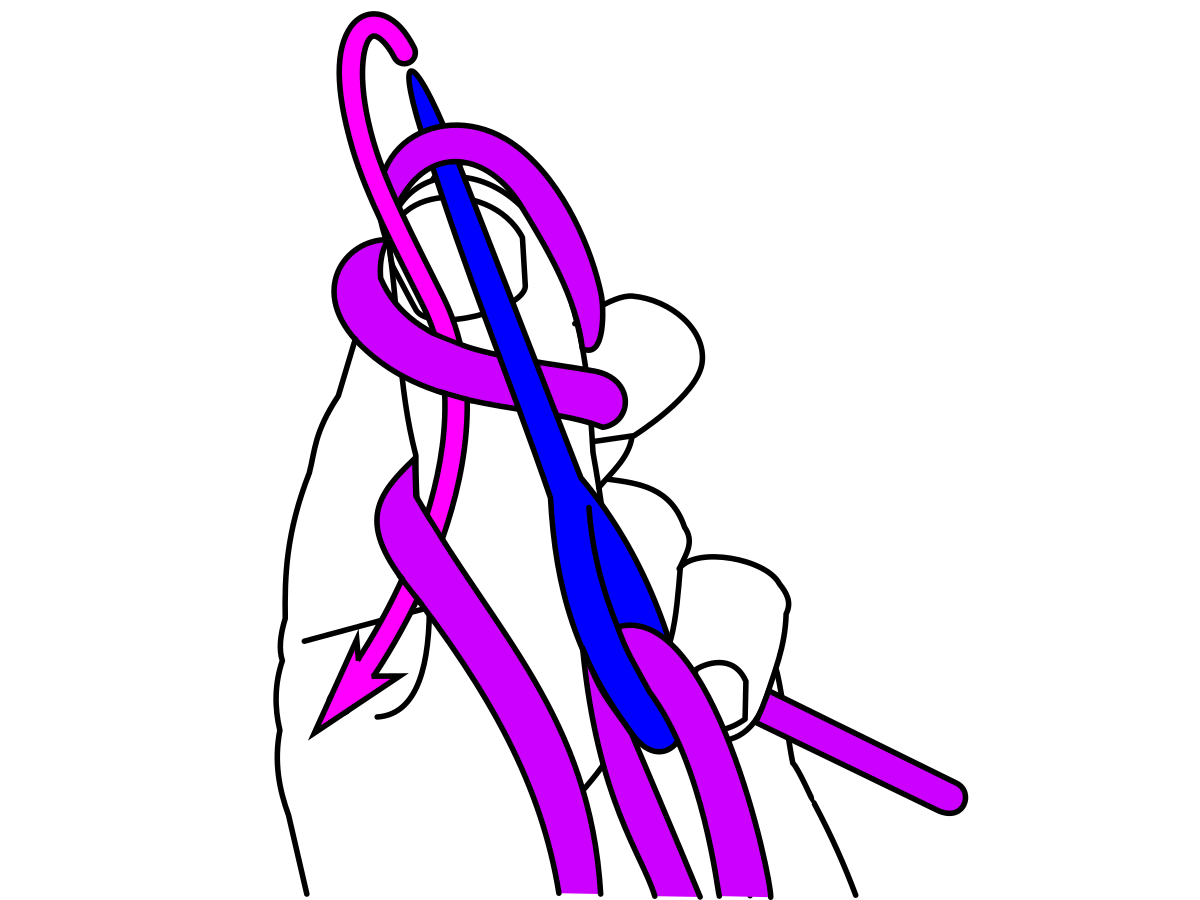
Die Nadel wird von vorn durch die alte Schlinge (die anschließend nach hinten fallengelassen wird) gestochen, dann gedreht…
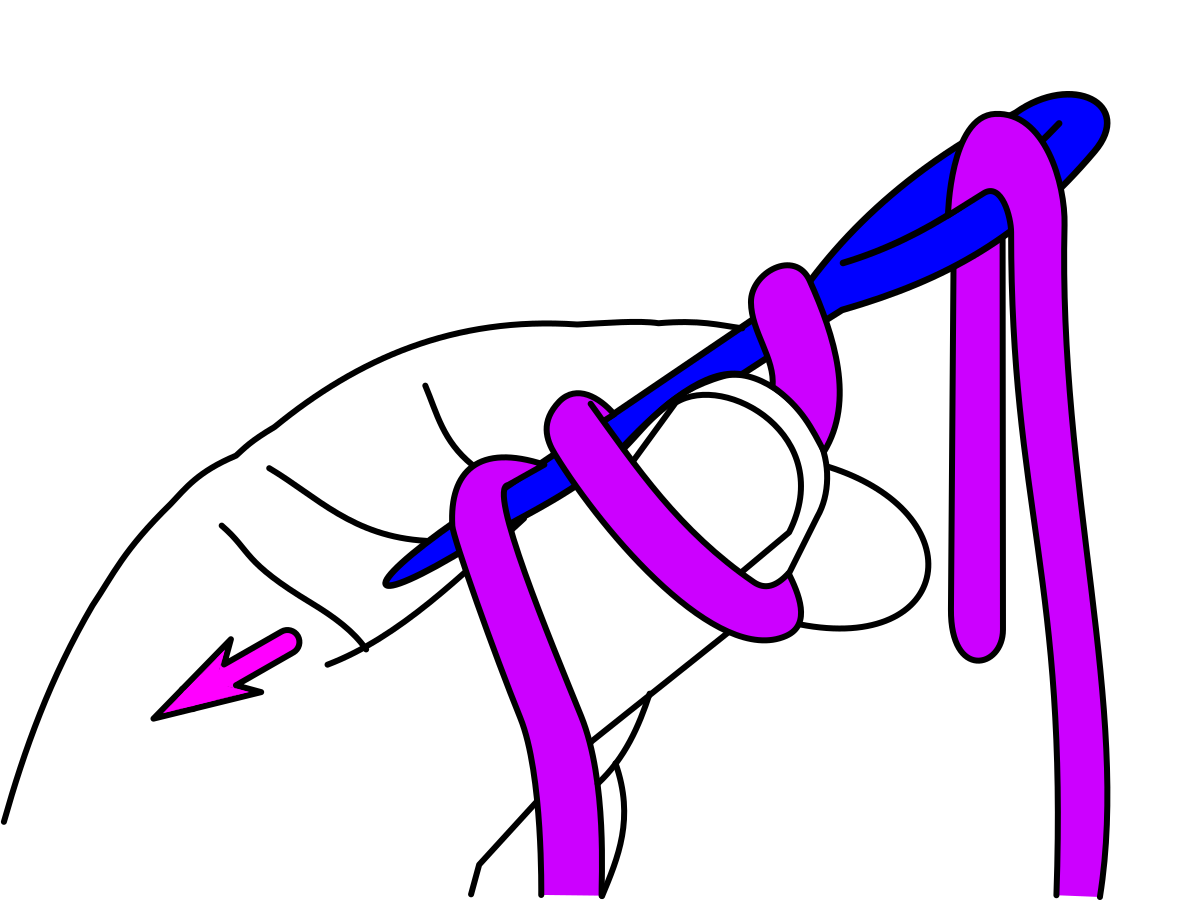
…und von oben durch die neue Schlinge und unter dem Arbeitsfaden so hindurchgestochen, dass sich eine neue Schlinge um den Daumen legt. Dann von vorn.
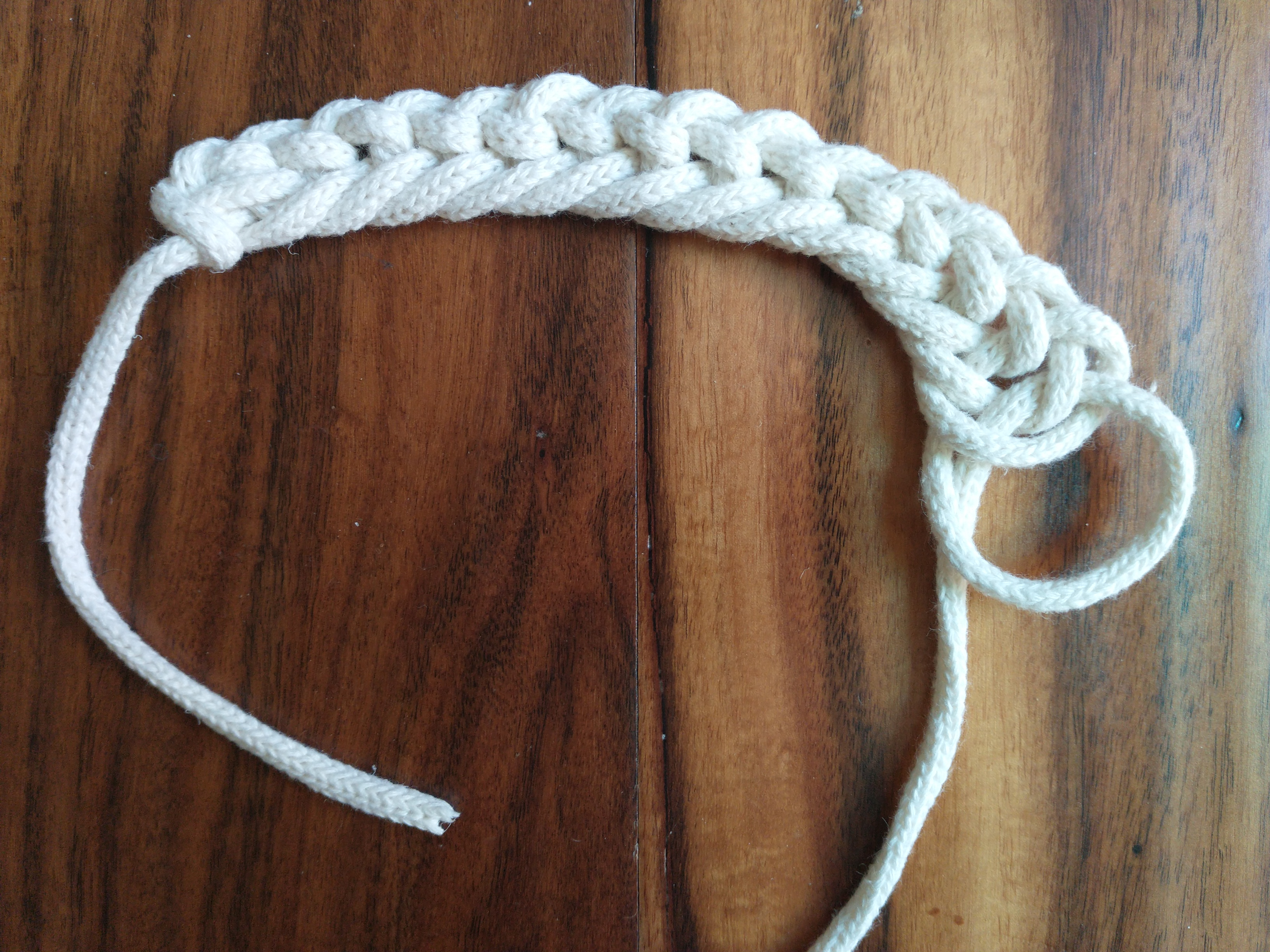
Ergebnis nach einigen Stichen

Die Daumenfangmethode wird nicht nur bei der Grundreihe, sondern auch beim Binden aller folgenden Reihen verwendet und erlaubt auch dann eine Ausführung des Stichs in einer einzigen Bewegung.

### Vorbereitung
Um eine Basisreihe zu starten, die mit der Daumenfang- oder der Freihandmethode ausgeführt werden soll, müssen Ausgangsschlingen erzeugt werden. Bei Stichen mit drei Schlingen wird oft eine Technik verwendet, die auf einem halben Knoten basiert:

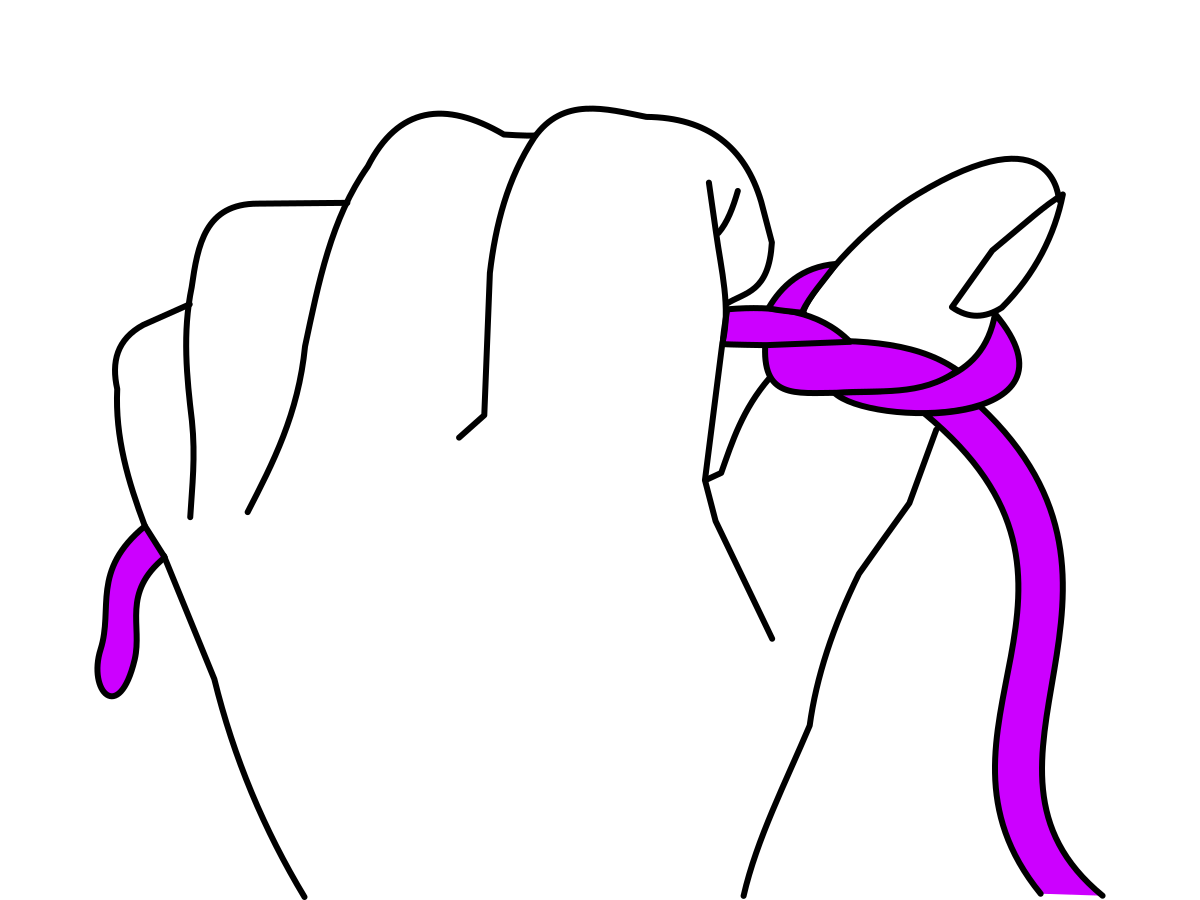
Um den Daumen wird ein halber Knoten gebunden. Das kurze Fadenende (links) wird von Ring- und kleinem Finger gehalten.
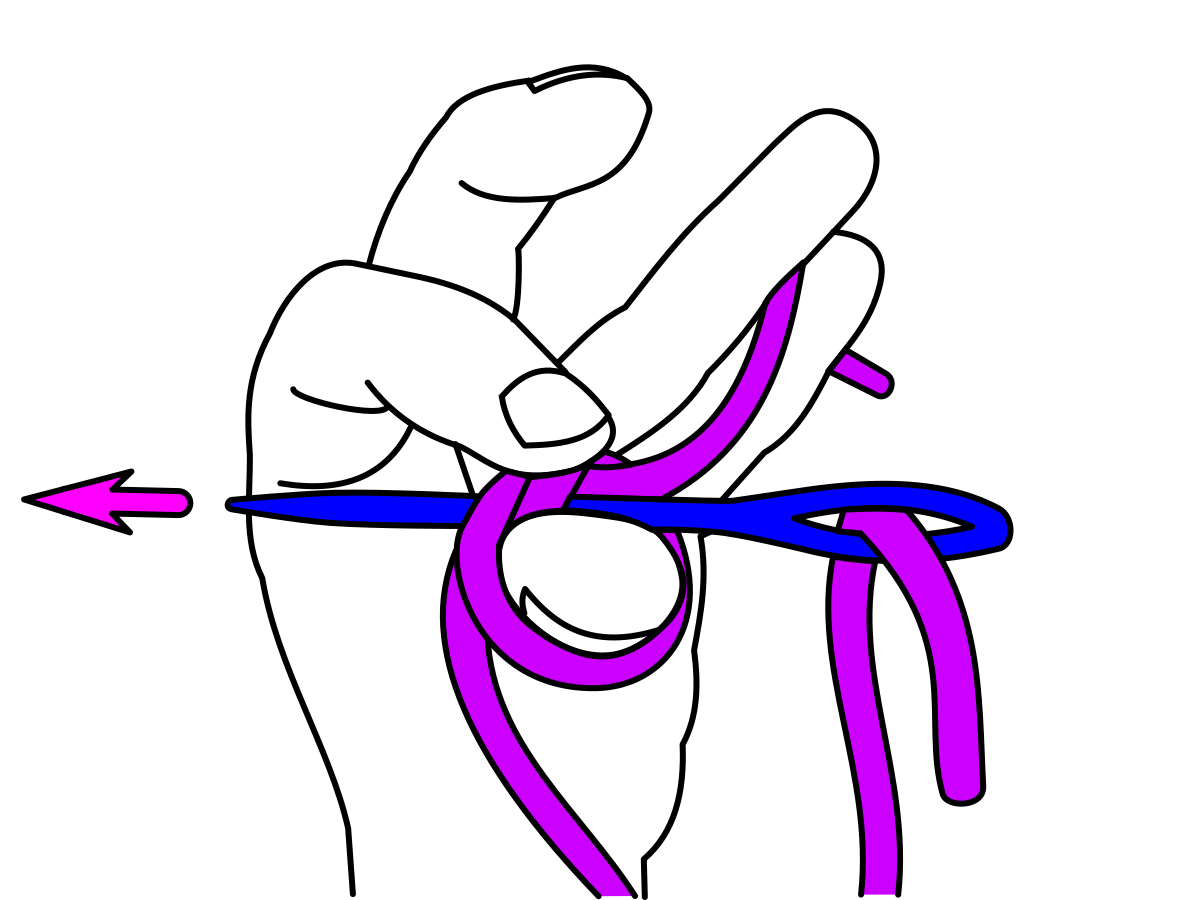
Die Nadel mit dem Arbeitsfaden wird so zwischen Knoten und Daumen durchgestochen, dass sich eine zweite Schlinge um den Daumen legt. (Kann für mehr Schlingen beliebig oft wiederholt werden.)
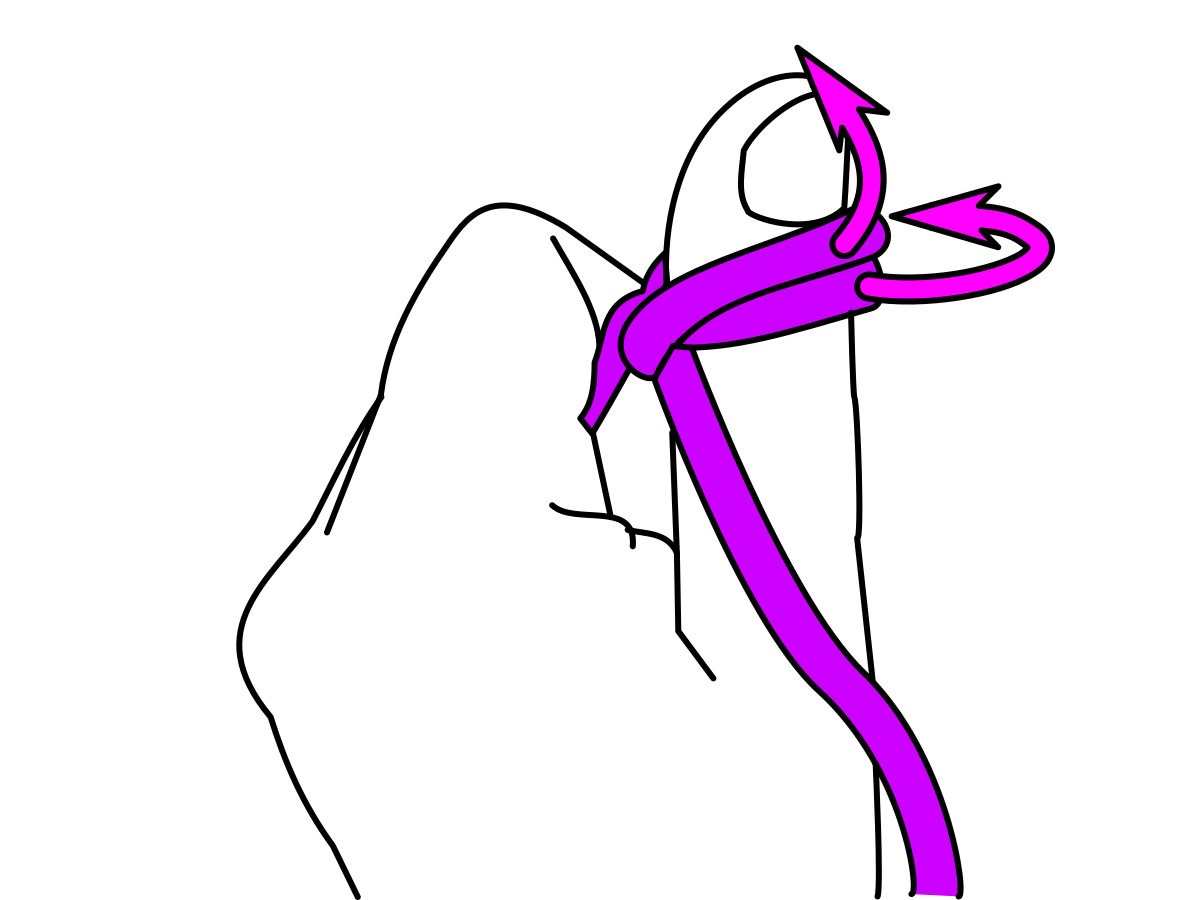
Die erste Schlinge wird auf die Daumenkuppe geschoben…
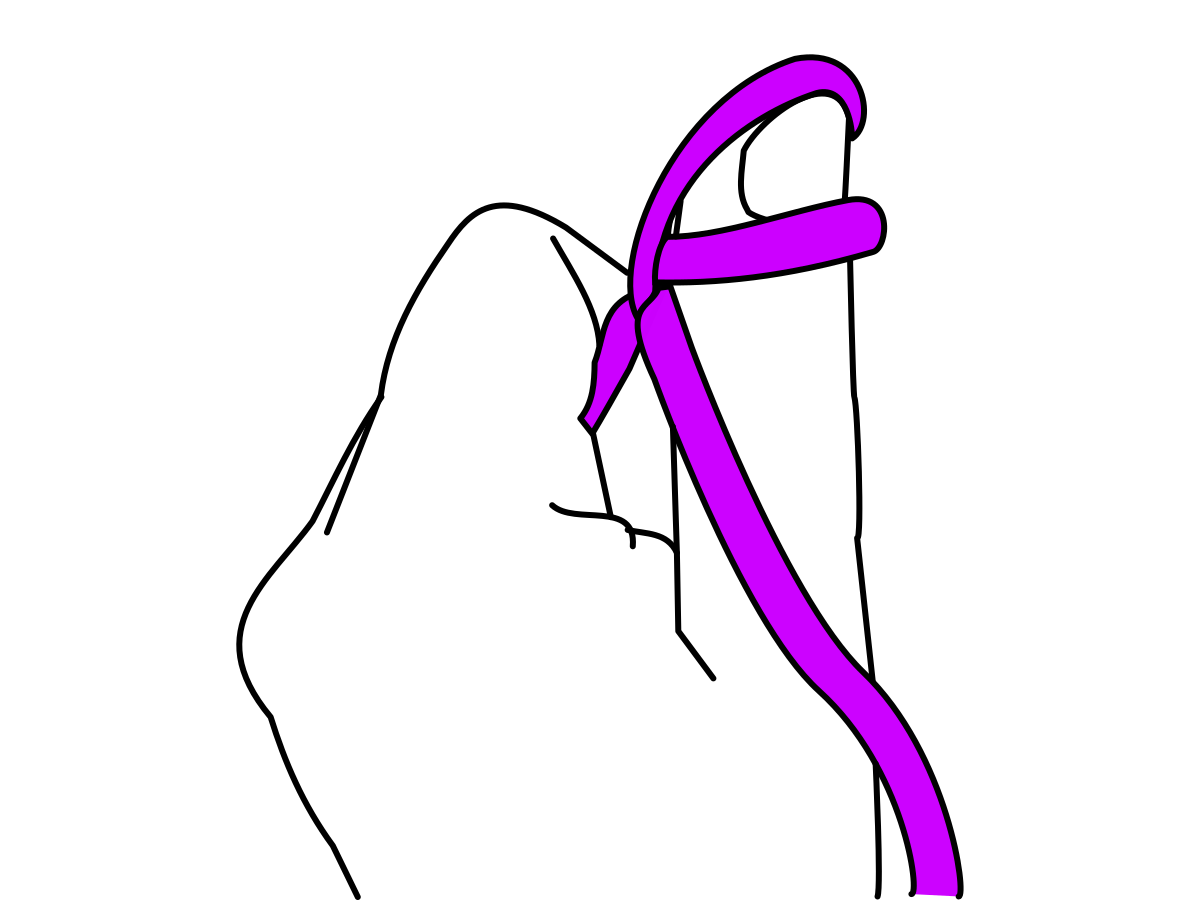
…die zweite auf den unteren Rand des Daumennagels.

Bei Stichen mit vier und mehr Schlingen ist dagegen eine Technik weit verbreitet, bei der der Faden zunächst in Schlingen gewickelt wird:

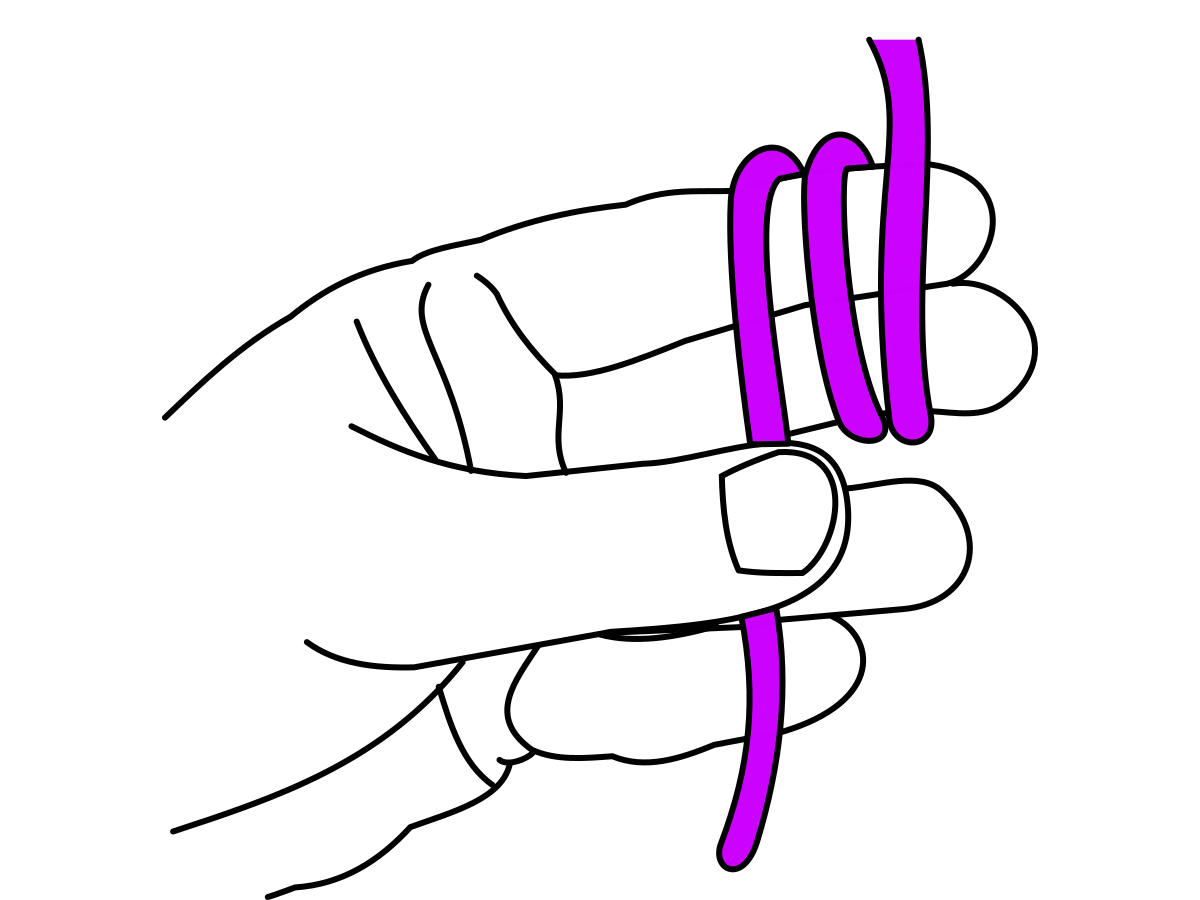
Zeige- und Mittelfinger werden (von unten beginnend) 2½-mal umwickelt.
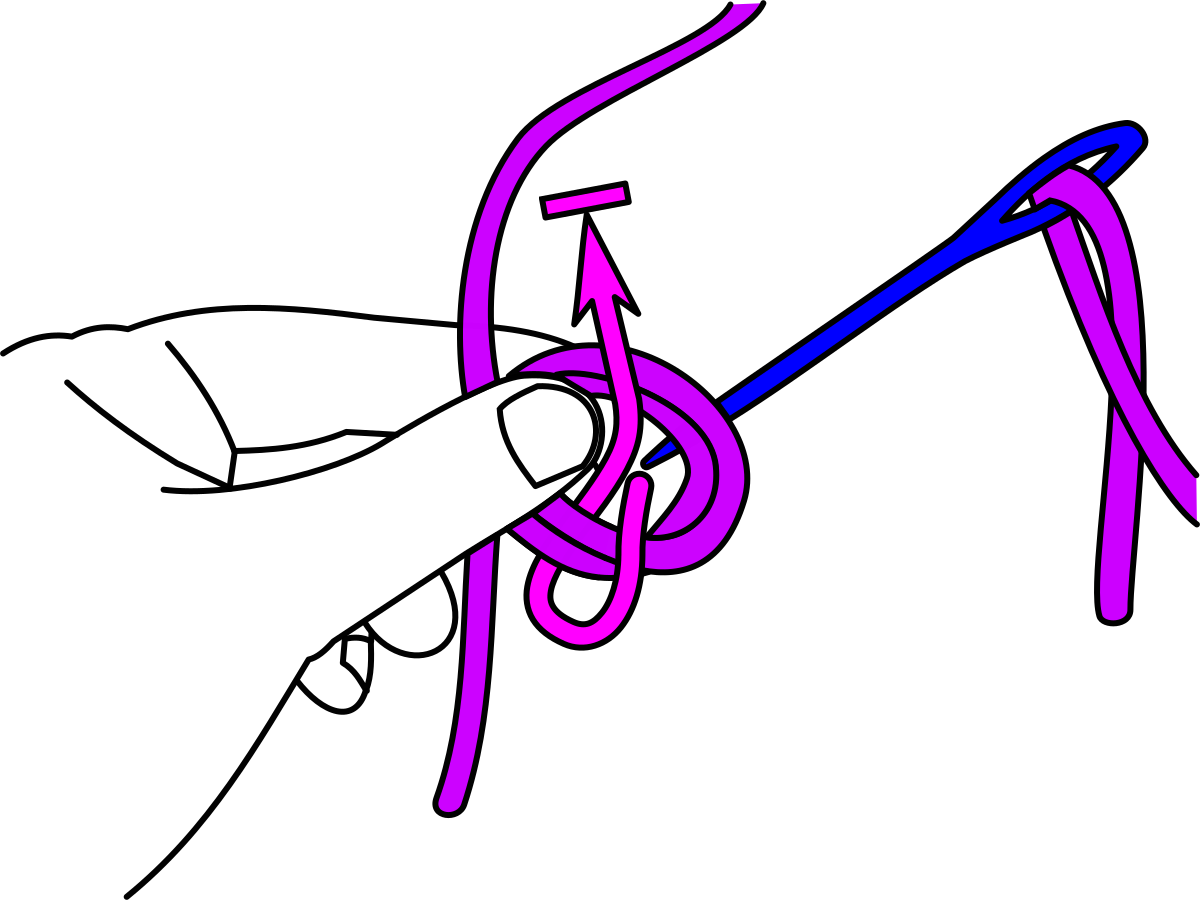
Während Daumen und Zeigefinger das Knäuel halten, wird ein erster Stich begonnen, der Faden aber noch nicht durchgezogen.
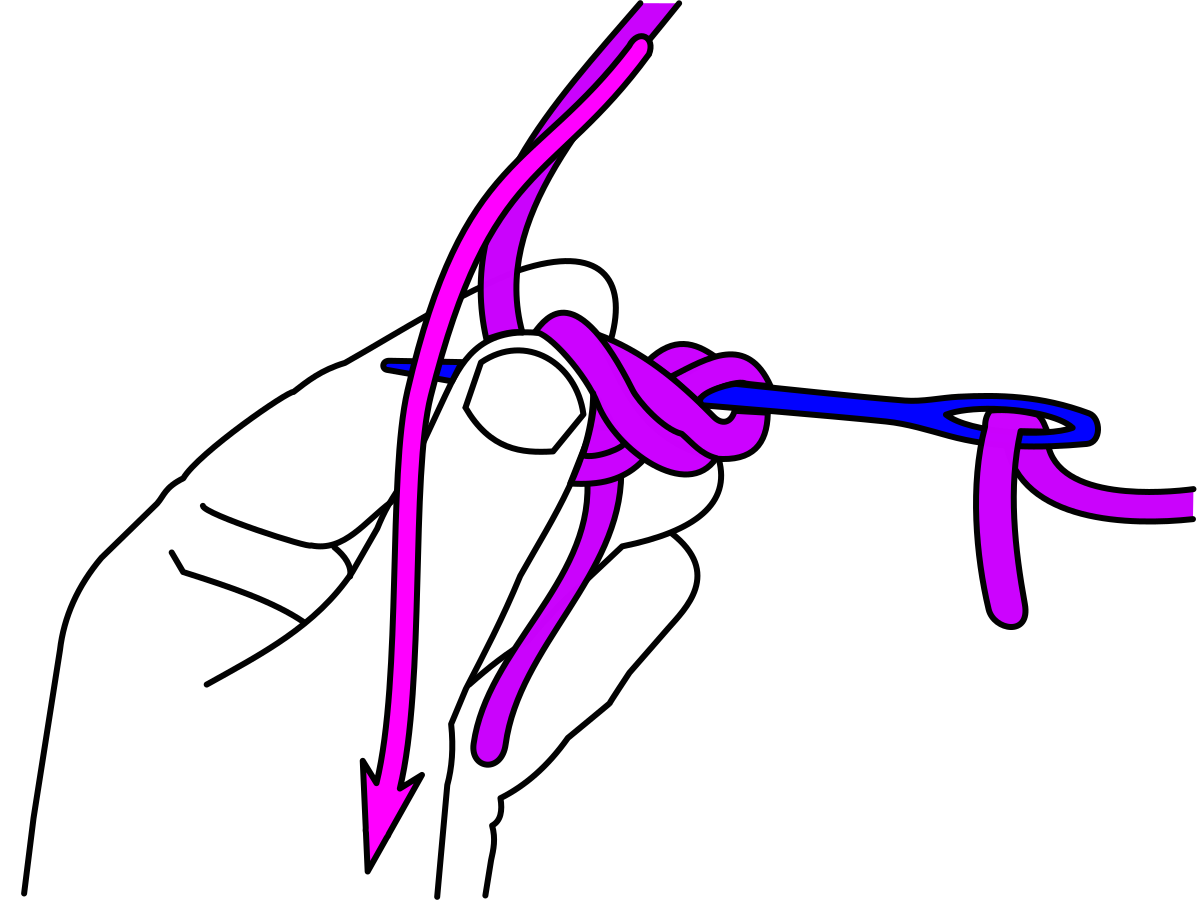
Während Daumen und Zeigefinger außer dem Knäuel auch die Nadelspitze halten, wird der Arbeitsfaden nach unten gelegt.
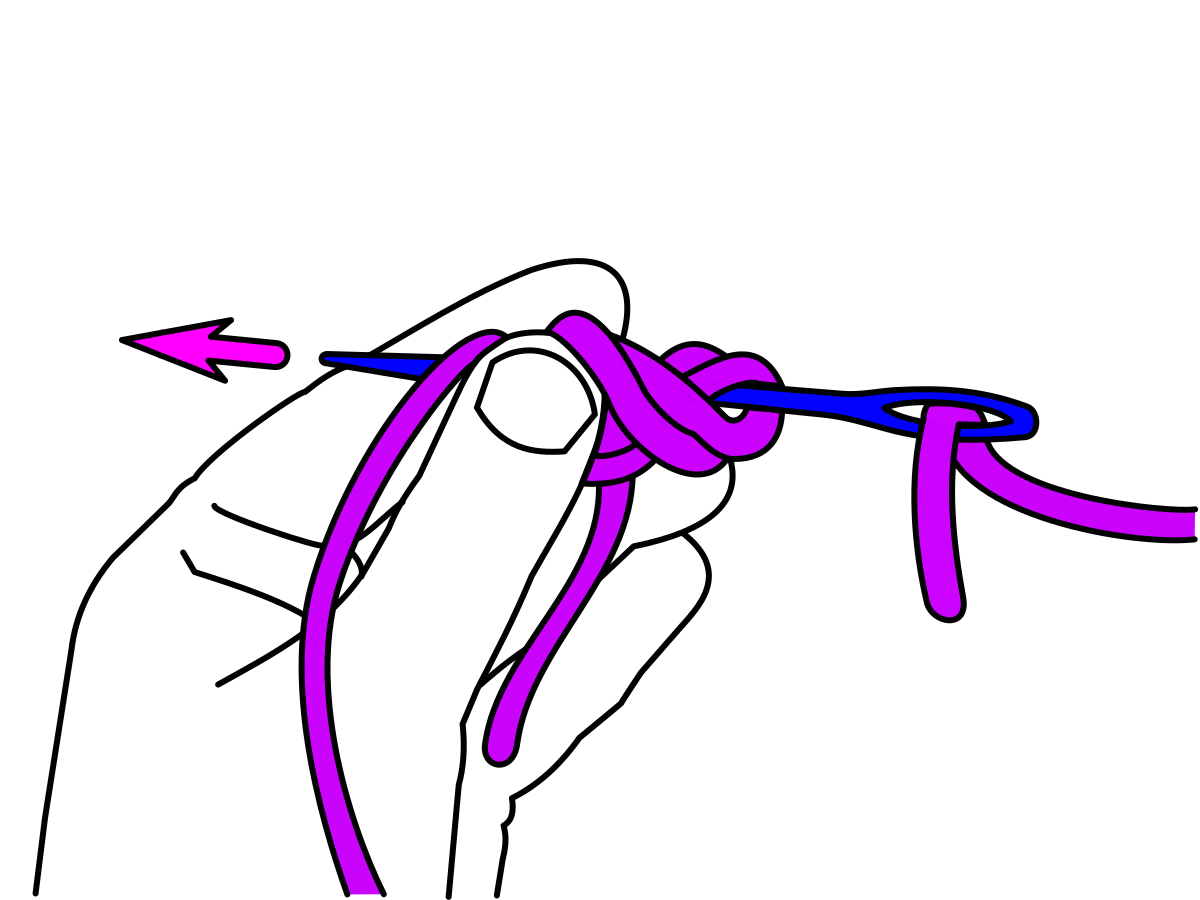
Der begonnene Stich wird so abgeschlossen, dass eine neue Schlinge sich um den Daumen legt.
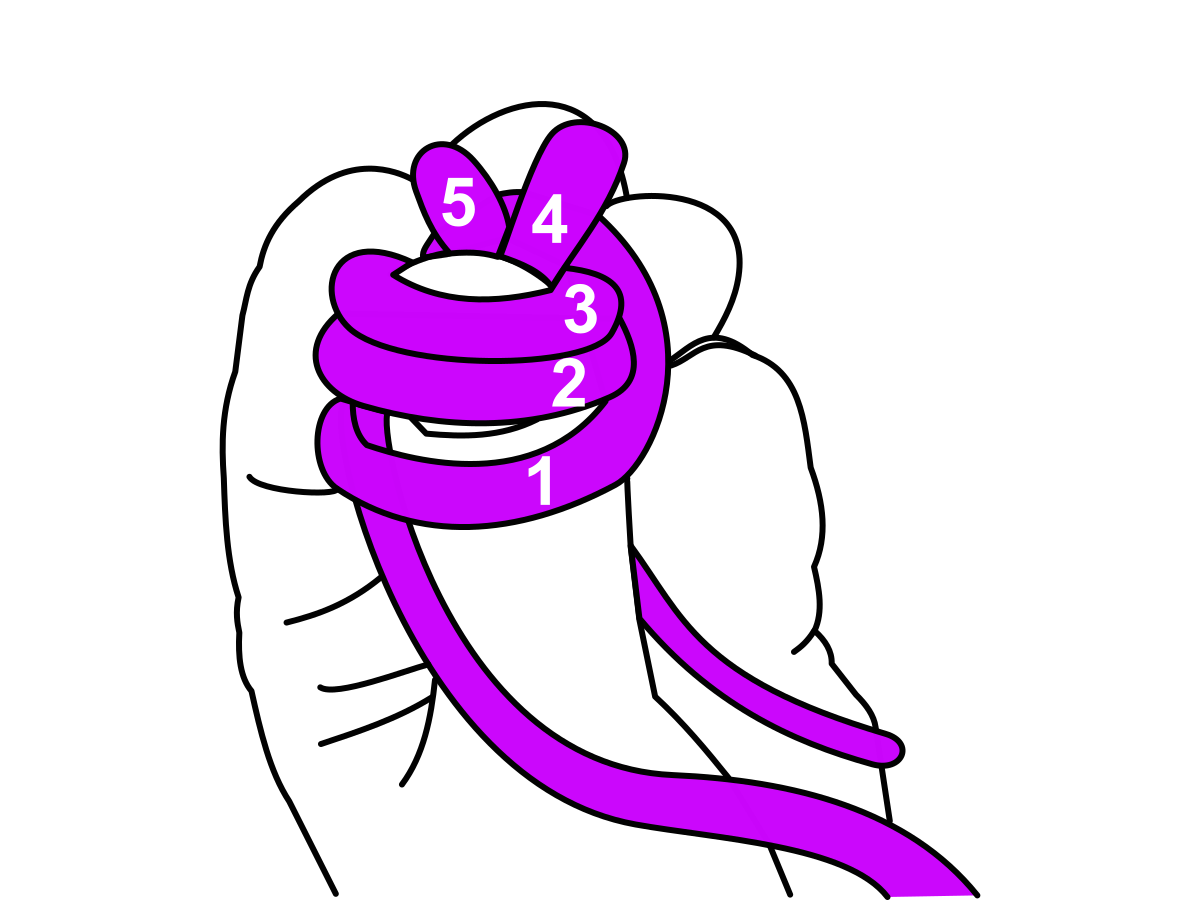
Außer der neuen Schlinge (1) stehen jetzt vier weitere Schlingenbögen zur Verfügung. Sie brauchen nicht alle verwendet zu werden.

Daneben sind verschiedene weitere Gründungstechniken verbreitet, darunter beispielsweise eine, die auf einem Ankerstich basiert und drei Schlingenbögen ergibt. Bei einer anderen Technik, die eine frei wählbare Zahl von Schlingenbögen liefert, wird eine Fadenspirale zugrunde gelegt. Die Wahl der Technik ist für das Arbeitsergebnis in der Regel ohne weitere Konsequenz und eine reine Frage der persönlichen Vorliebe.

### Reihenführung
Ähnlich wie beim Häkeln wird beim Nadelbinden zunächst eine Grundreihe gearbeitet, in der jeder Schlingenbogen auf mehr oder weniger komplexe Weise mit mindestens einem der vorausgegangenen Schlingenbögen seitlich verbunden ist. Ein flächiges Textil entsteht, wenn weitere Reihen gearbeitet werden, deren Stiche zusätzlich in den Schlingenbögen der jeweiligen Vorreihe senkrecht verbunden werden. Traditionell werden die Reihen – wie beim Stricken eines Strumpfes oder Häkelns einer Mütze – meist in Runden gearbeitet. Alternativ ist – wie beim Stricken eines Schals – aber auch ein Arbeiten in gegenläufigen Reihen möglich; damit die Stichzahl von Reihe zu Reihe gleich bleibt, müssen bei der letztgenannten Vorgehensweise zusätzliche Wendestiche gearbeitet werden. Anders als beim Häkeln sind die Stiche der Grundreihe mit den Stichen der folgenden Reihen – abgesehen von der Tatsache ihrer Verankerung – identisch.
Beim zylindrischen Arbeiten wird die Basisreihe ringförmig ausgelegt. Dann wird – wie bei entsprechenden Strick- und Häkeltechniken – in Spiralform weitergearbeitet. Dabei wird die Verbindung zur vorausgegangenen Reihe dadurch erzeugt, dass vor jedem weiteren Stich (der ansonsten genauso ausgeführt wie in der Basisreihe) eine Schlaufe dieser vorausgegangenen Reihe durchstochen wird:
Wenn ein flaches Stück gearbeitet werden soll, beispielsweise ein Schal, werden Kehren ausgeführt, ähnlich wie beim Häkeln. Damit die Stichzahl in jeder Reihe gleich ist, müssen vor jeder Kehre zusätzlich zwei Wendestiche (Basisstiche) gearbeitet werden.

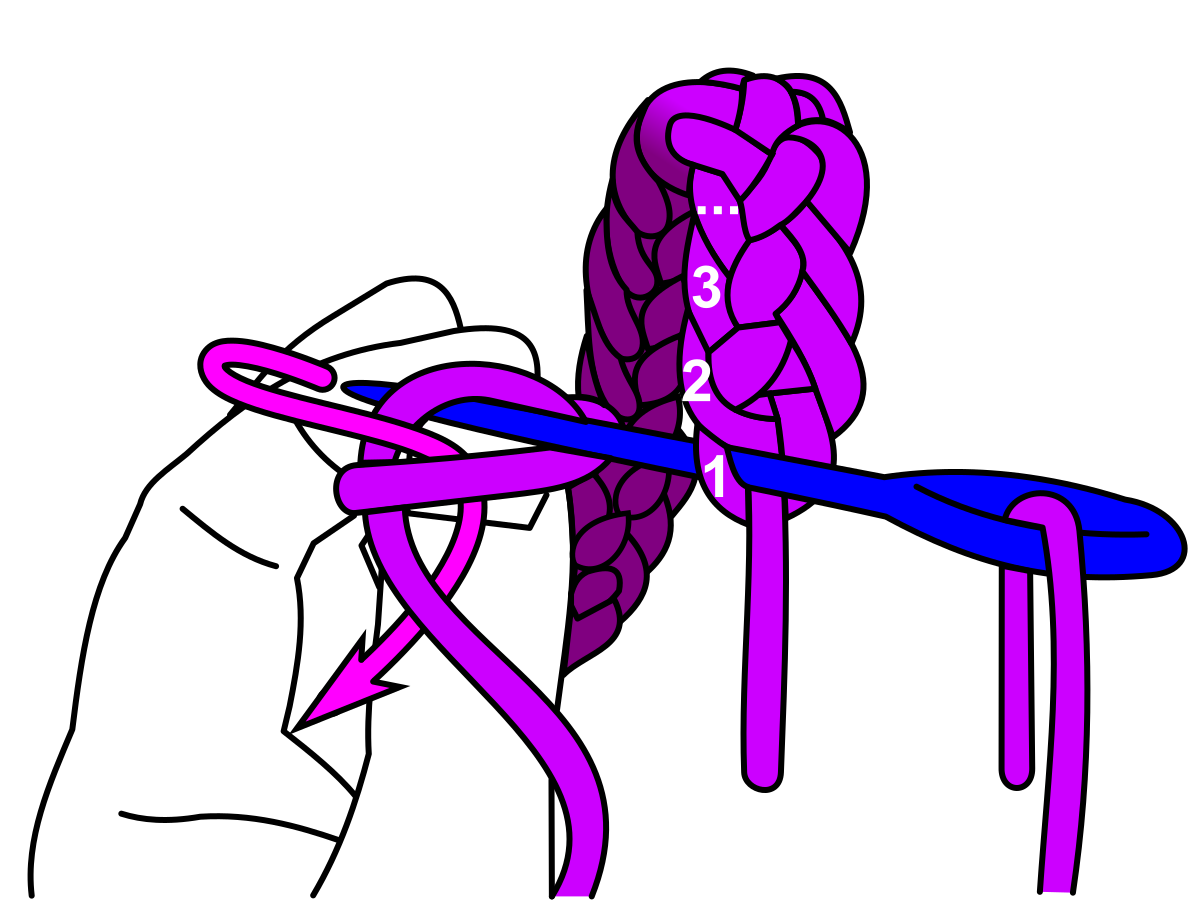
Zylindrisches Arbeiten: Erster Stich der zweiten Reihe
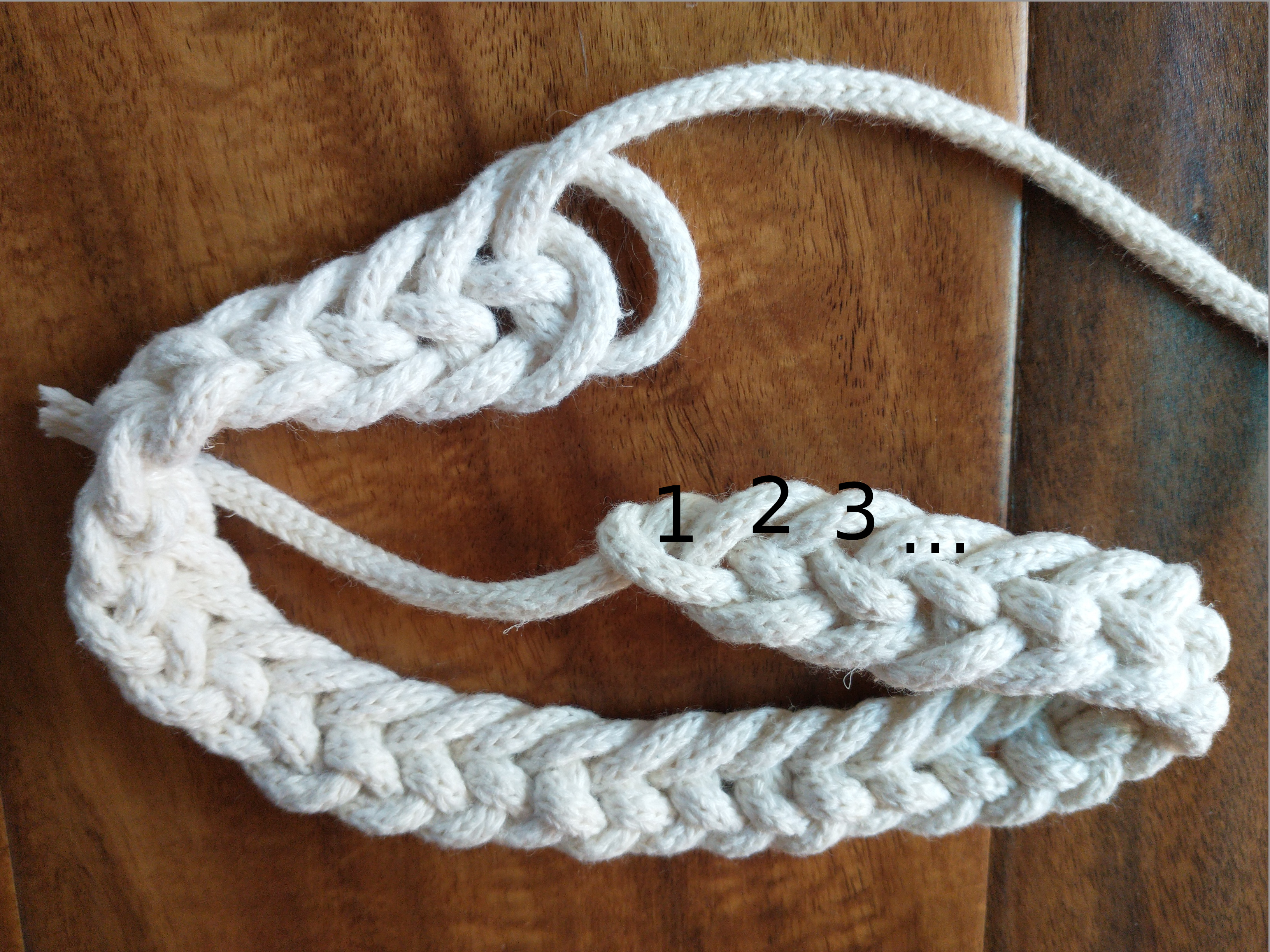
Die Ankerschlingen für die ersten 3 Stiche der zweiten Reihe
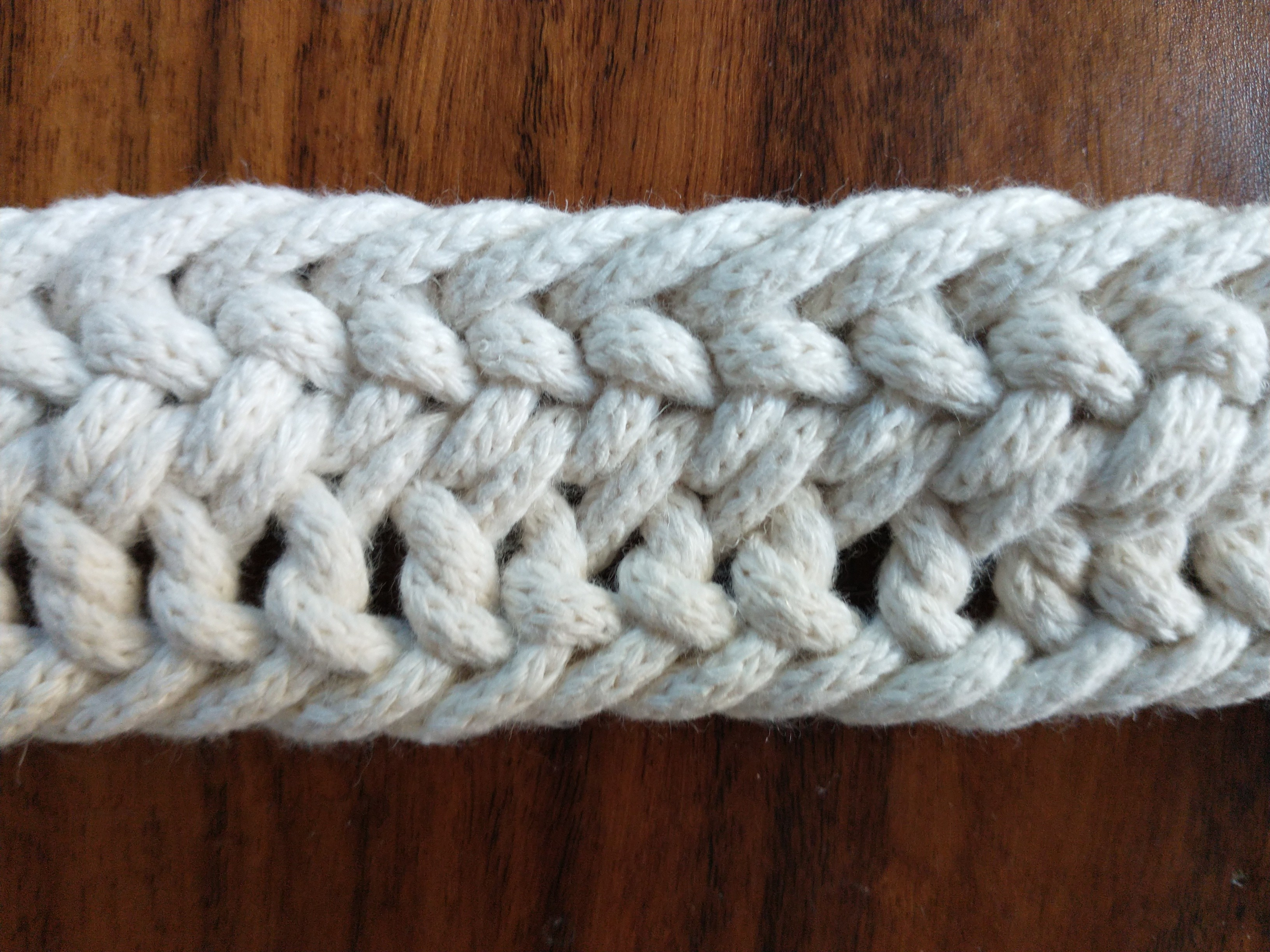
Zwei Reihen
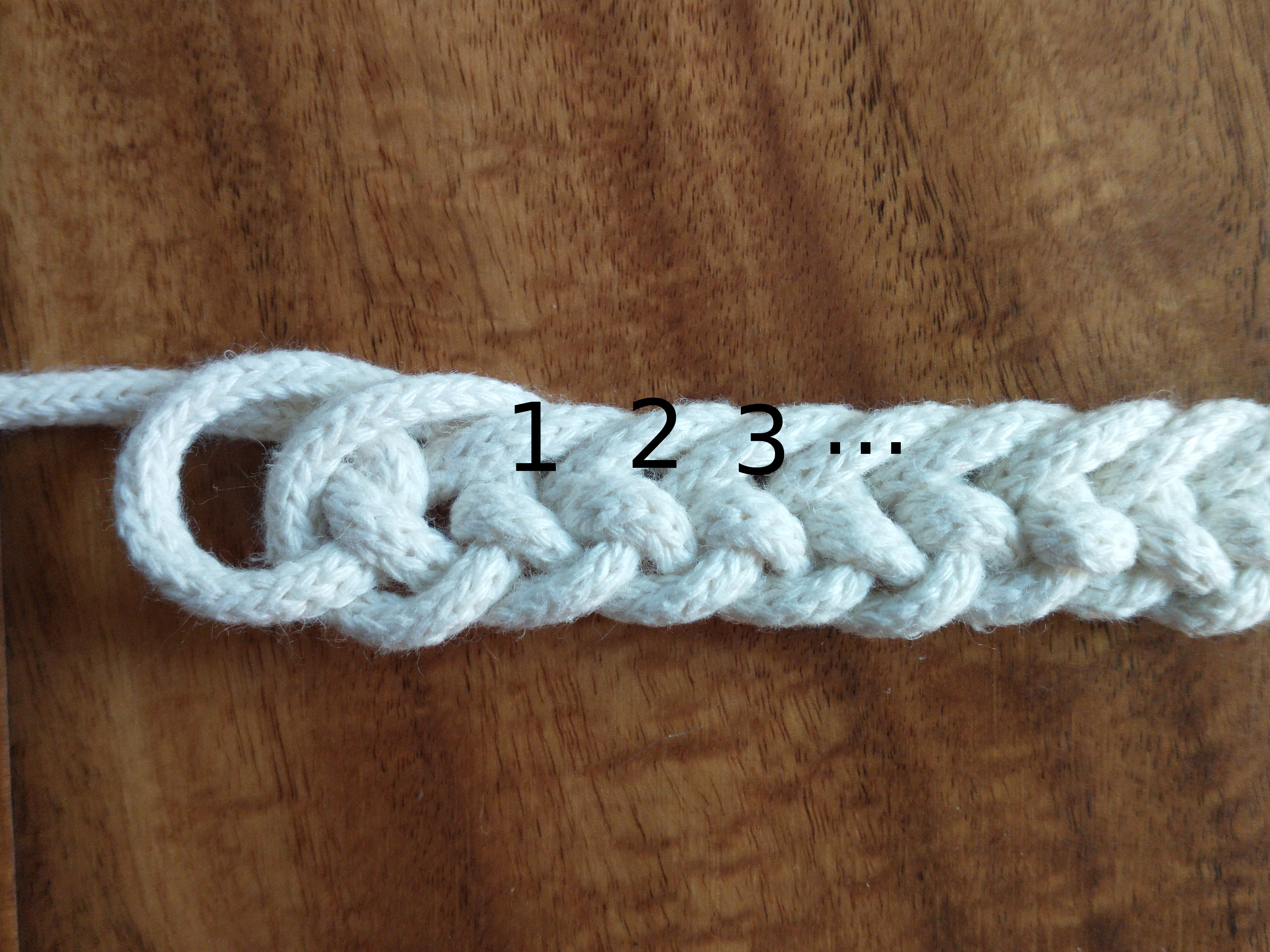
Flaches Arbeiten: Die Ankerschlingen für die zweite Reihe
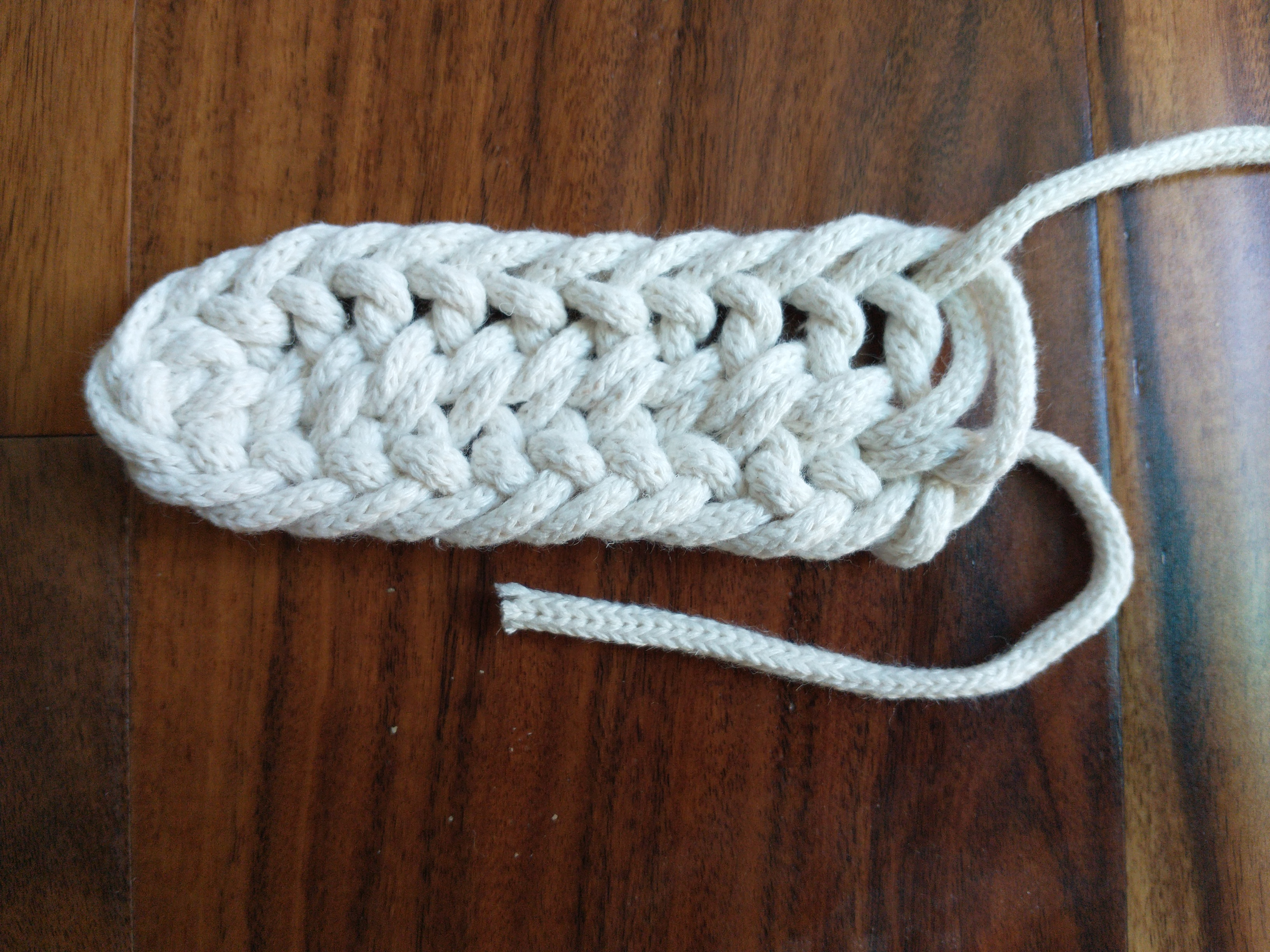
Wenn auf die fertige Reihe…
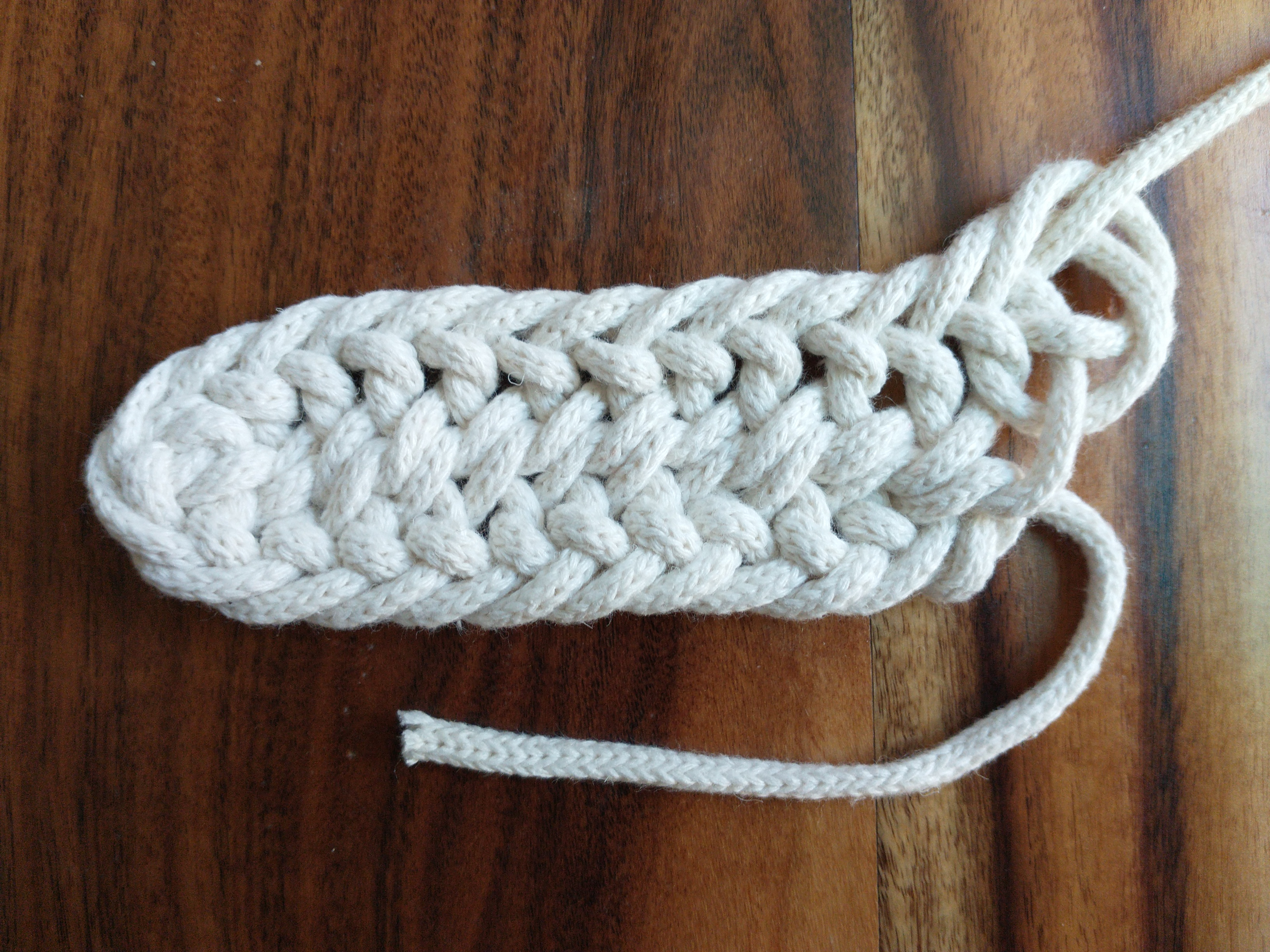
…eine weitere Reihe folgen soll, müssen zunächst 2 Basisstiche ausgeführt werden.
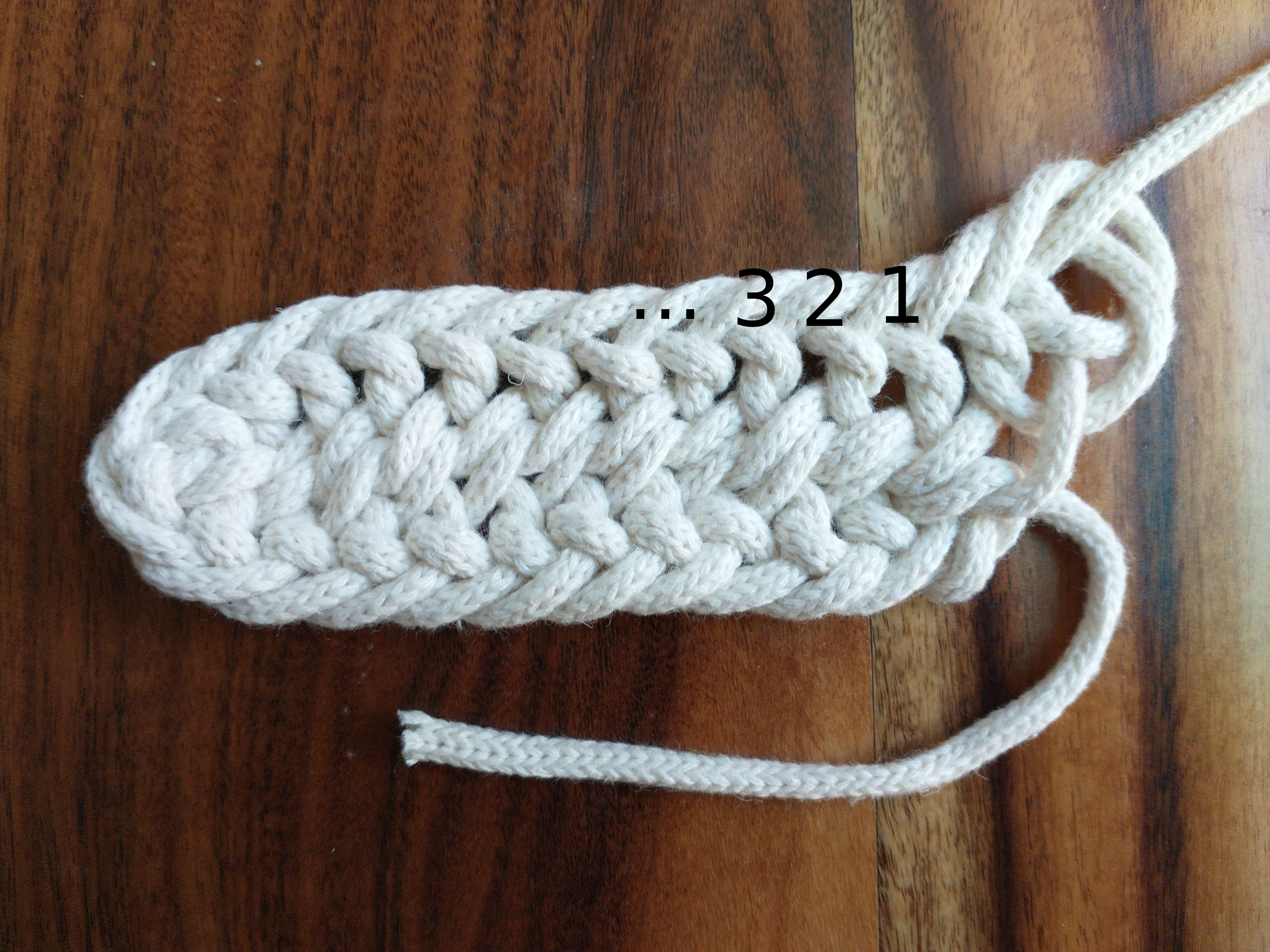
Die Ankerschlingen für die folgende Reihe

### Systematik und Notation individueller Stiche
Beim Nadelbinden existieren Hunderte von verschiedenen Stichen. In der Community, die sich mit dem Nadelbinden beschäftigt, besteht eine Tendenz, individuelle Stiche da, wo dies möglich erscheint, nach dem Fundort zu benennen, an dem das älteste Beispiel dieses Stichs archäologisch sichergestellt worden ist. Wie Anne Decker aufgewiesen hat, kam es hier jedoch oft nicht nur zu Fehlbezeichnungen infolge fehlerhafter Identifikation der Machart (Beispiel: „Tarim“-Stich), sondern auch zu irreführenden Bezeichnungen (Beispiel: „koptischer“ Stich, bei dem ein Zusammenhang mit den Römern und letztlich den Griechen wahrscheinlicher ist als mit den Kopten).

#### Kaukonens Systematik
Eine erste Systematik der Nadelbindstiche hatte 1950 die dänische Textilkundlerin Margrethe Hald vorgeschlagen. 1960 folgte ihr die finnische Volks- und Textilkundlerin Toini-Inkeri Kaukonen, deren Systematik sich seitdem gegen die von Hald durchgesetzt hat. Kaukonen unterschied drei Gruppen von Stichen: finnische, russische und Drehstiche.
- Finnische Stiche (z. B. Oslo-Stich, Mammen-Stich) werden bei der Daumenfangmethode in zwei Schritten gearbeitet. Kaukonen wies jedem finnischen Stich zwei Kennzahlen zu, die den Stich zwar nicht definieren, aber weiter klassifizieren. Die erste Kennzahl bezeichnet die die Zahl der Schlingen, die um den Daumen gelegt wird; die zweite bezeichnet, wie viele auf der Daumenkuppe liegende Schlingen mit der Nadel aufgenommen werden. Beispiel: Oslo-Stich – Finnisch 1+1.[70]
- Russische Stiche (z. B. Dalby-Stich, Telemark-Stich, Oulu-Stich) werden in drei Schritten gearbeitet. Das heißt, dass die auf der Daumenkuppe liegenden Schlingen, die mit der Nadel aufgenommen werden, teils von vorn und teils von hinten durchstochen werden. Kaukonen verwendete hier drei Kennzahlen: die erste für die Zahl der um den Daumen gelegten Schlingen, die zweite für die Zahl der von vorn aufgenommenen Schlingen, die dritte für die Zahl der von hinten aufgenommenen Schlingen. Beispiel: Dalby-Stich – Russisch 1+1+1.[71]
- Bei den Drehstichen wird eine der auf der Daumenkuppe liegenden Schlingen – entweder manuell oder mit der Nadelspitze – umgedreht und dann erst aufgenommen. Auch hier werden bis zu drei Kennwerte angegeben: 1. Zahl der um den Daumen gelegten Schlingen, 2. Zahl der auf der Daumenkuppe liegenden Schlingen, 3. Drehrichtung der gedrehten Schlinge, z. B. „tr“ für turn right (Drehung nach rechts um 180°; gemeint ist, bei Sicht von oben, eine Drehung gegen den Uhrzeigersinn). Bei einigen Stichen ergibt sich, weil nicht die letzte, sondern eine frühere Schlinge gedreht wird, eine andere Reihenfolge der Kennwerte. Drehstiche müssen, damit für die Drehung genug Faden vorhanden ist, etwas lockerer ausgeführt werden als andere Stiche. Die zusätzlichen Schlingen, die durch die Drehung erzeugt werden, sind von außen in der Regel nicht sichtbar, verleihen dem Textil aber zusätzliche Masse.[72]

Eine einflussreiche jüngere Textilexpertin, die seit 2009 Nadelbindstiche aus aller Welt studiert und dokumentiert, ist die Finnin Sanna-Mari Pihlajapiha. Da viele der von ihr erfassten Stiche sich in keine von Kaukonens Gruppen einordnen lassen, hat Pihlajapiha für diese eine vierte, eine Restkategorie („andere Nadelbindstiche“) vorgeschlagen.

#### Hansen-Formel

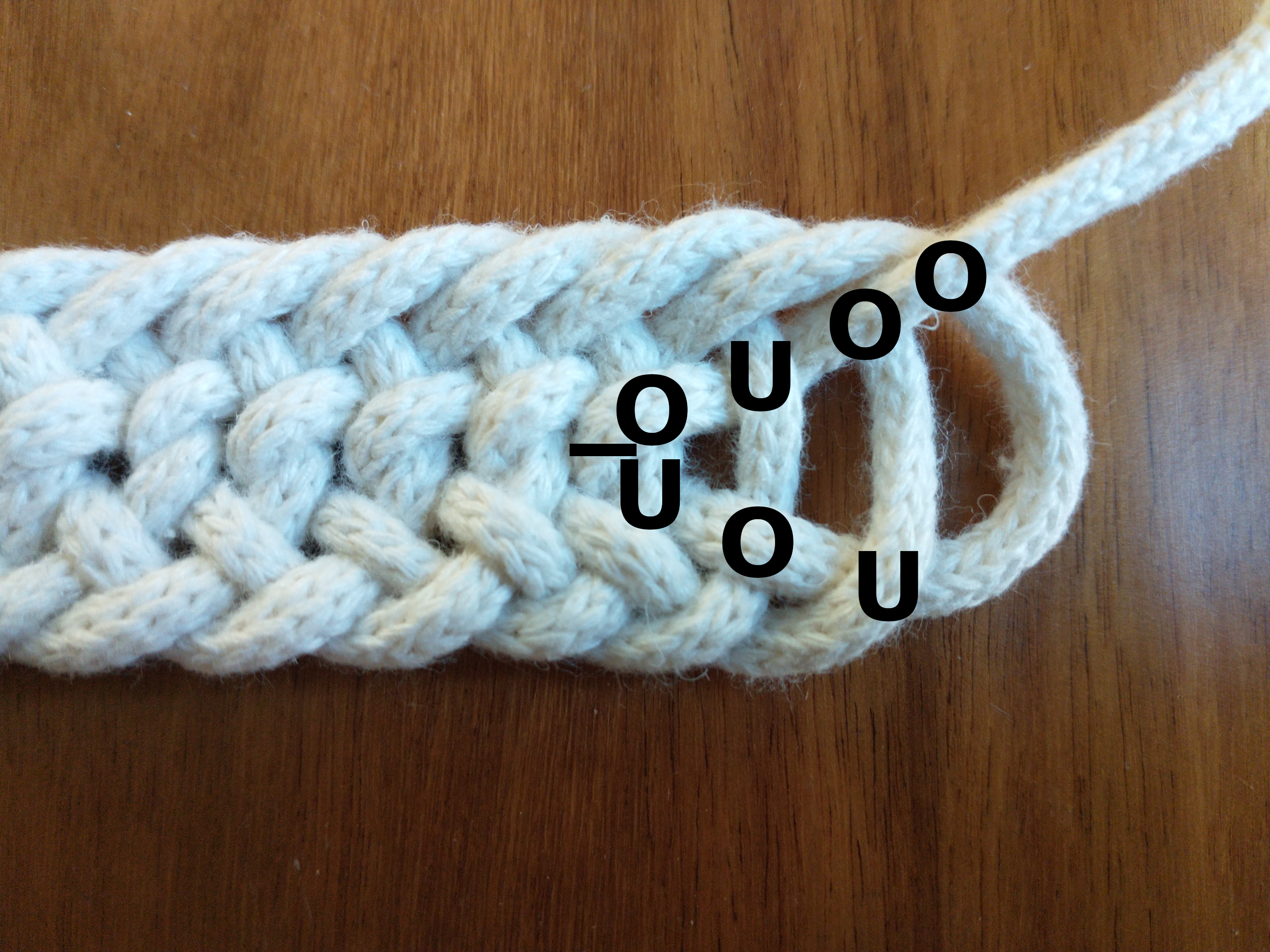
Hansen-Formel für den Dalby-Stich: UOU/OUOO; von rechts unten beginnend im Uhrzeigersinn zu lesen

Die bis heute am weitesten verbreitete Methode der Notation für Nadelbindstiche hat 1990 der dänische Textilkundler Egon H. Hansen vorgestellt. Da Rechtshänder den Stich bei der Freihandmethode rechts unten beginnend im Uhrzeigersinn ausführen, notiert er z. B. den Dalby-Stich als UOU/OUOO. U steht hier für under (engl. für „unter“) und O für over („über“). Im gegebenen Beispiel bedeutet dies, dass der Stich zunächst unter einer Schlinge hindurch, dann über eine Schlinge hinweg und dann wieder unter einer Schlinge hindurch geführt wird. Der Schrägstrich (/) markiert den linken Wendepunkt der neuen Schlinge; die Nadel wird hier um 90° im Uhrzeigersinn gedreht. Die Folge OUOO beschließt den Stich.
Diese Formel beschreibt die Ausführung des Stichs in einer Basisreihe. Wenn der Stich in einer vorausgegangenen Reihe verbunden wird, gibt Hansen zusätzlich eine Information darüber, wie diese Verankerung erfolgt. So bedeutet F1 zum Beispiel, dass von vorn (engl. frontal) in 1 Schlinge der vorausgegangenen Reihe gestochen wird; B2 bedeutet, dass von hinten (back[wards]) in 2 Schlingen gestochen wird. Bei manchen Stichen besteht die Wahl zwischen zwei verschiedenen Anschlüssen (z. B. F1 oder F2). Bei wieder anderen erfolgt die Verankerung nicht oder nicht ausschließlich in den obersten Schlingenbögen der vorausgegangenen Reihe; so wird gelegentlich auch in die unteren (Bottom) oder mittleren Schlingenbögen (M, für engl. middle) eingestochen, oder in Kombinationen daraus.
Aus der Grundformel und der Zusatzinformation ergibt sich beim Dalby-Stich die Gesamtformel UOU/OUOO F1 oder F2.
Die Wahl des Verbindungsstichs hat Einfluss aufs Erscheinungsbild und eventuell auch auf die Eigenschaften des Textils:
- Anschluss an die vorausgegangene Reihe: F1 = 1 Schlingenbogen von vorn (Beispiel: Mammen-Stich)
- F2 = 2 Schlingenbögen von vorn (Mammen-Stich)
- M2 = 2 Schlingenbögen in der Mitte, von links nach rechts (Mammen-Stich), erzeugt ein besonders dickes Textil
- B2 = 2 Schlingenbögen von hinten (Mammen-Stich)
- Bottom1+F1 = unterer Schlingenbogen, dann oberer Schlingenbogen (Åsle-Stich)

| Name    | Klassifikation nach Kaukonen/ Pihlajapiha | Hansen-Formel | Hansen-Formel | Quelle        |
| Name    | Klassifikation nach Kaukonen/ Pihlajapiha | Stichführung  | Verbindung    | Quelle        |
| ------- | ----------------------------------------- | ------------- | ------------- | ------------- |
| dänisch | andere                                    | O/UO          | F1            | [ 77 ]        |
| Oslo    | Finnisch 1+1                              | UO/UOO        | F1            | [ 78 ]        |
| York    | andere                                    | UU/OOO        | F2            | [ 78 ]        |
| Mammen  | Finnisch 1+2                              | UOO/UUOO      | F1 oder F2    | [ 78 ] [ 79 ] |
| Dalby   | Russisch 1+1+1                            | UOU/OUOO      | F1 oder F2    | [ 80 ]        |
| Åsle    | andere                                    | U(U)O/UO:UOO  | Bottom1 + F1  | [ 81 ]        |

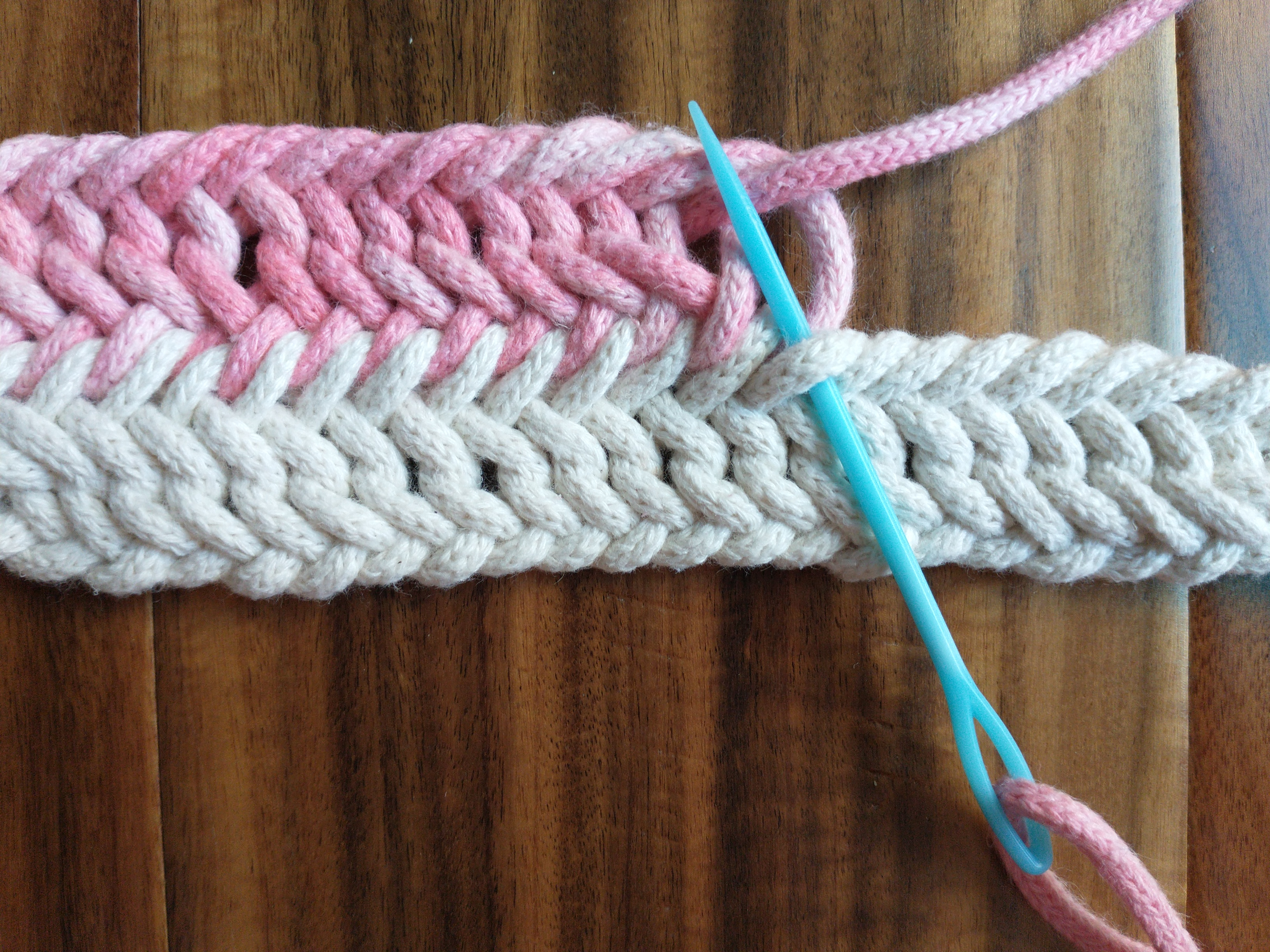
Anschluss an die vorausgegangene Reihe: F1 = 1 Schlingenbogen von vorn (Beispiel: Mammen-Stich)
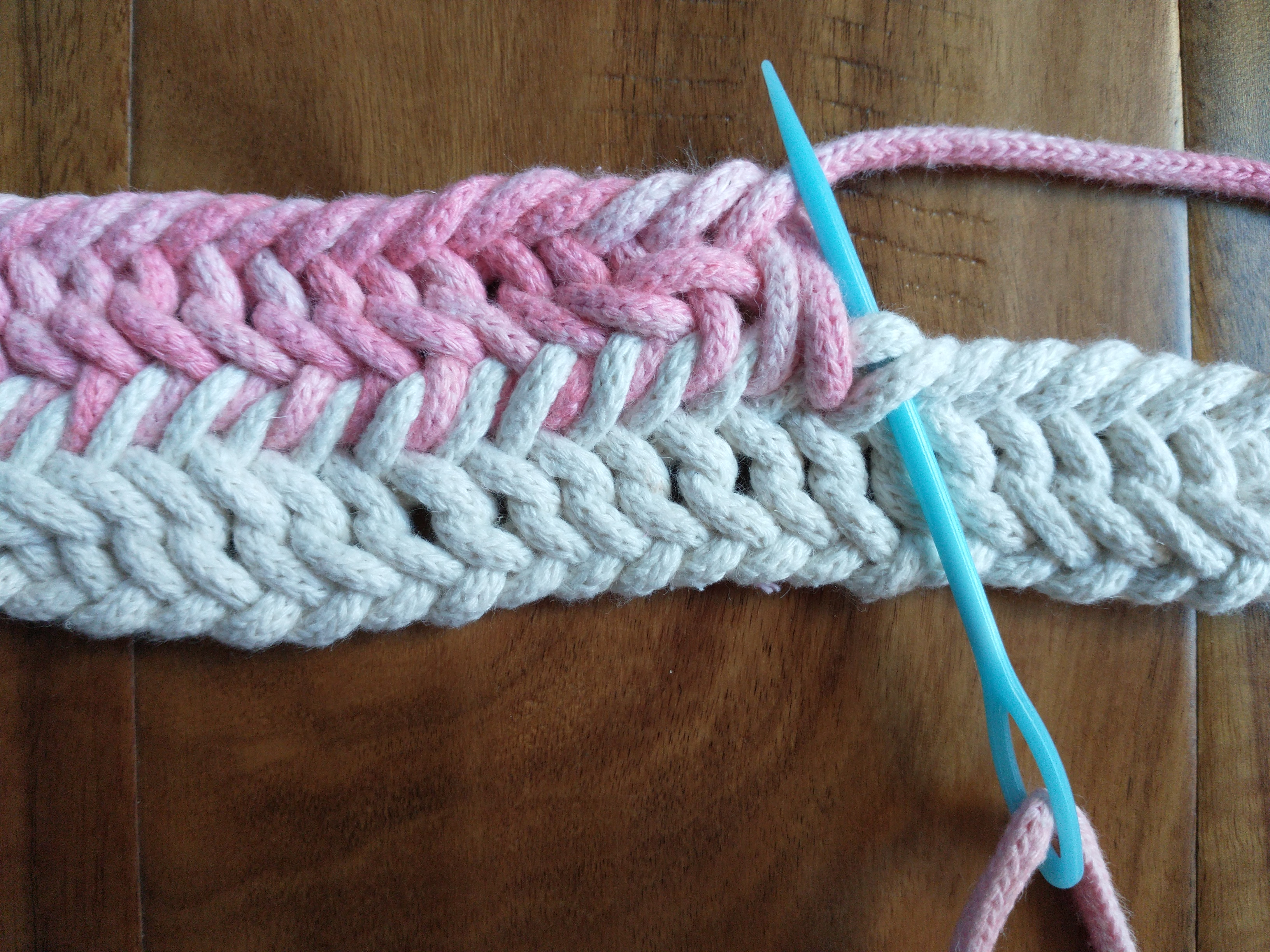
F2 = 2 Schlingenbögen von vorn (Mammen-Stich)
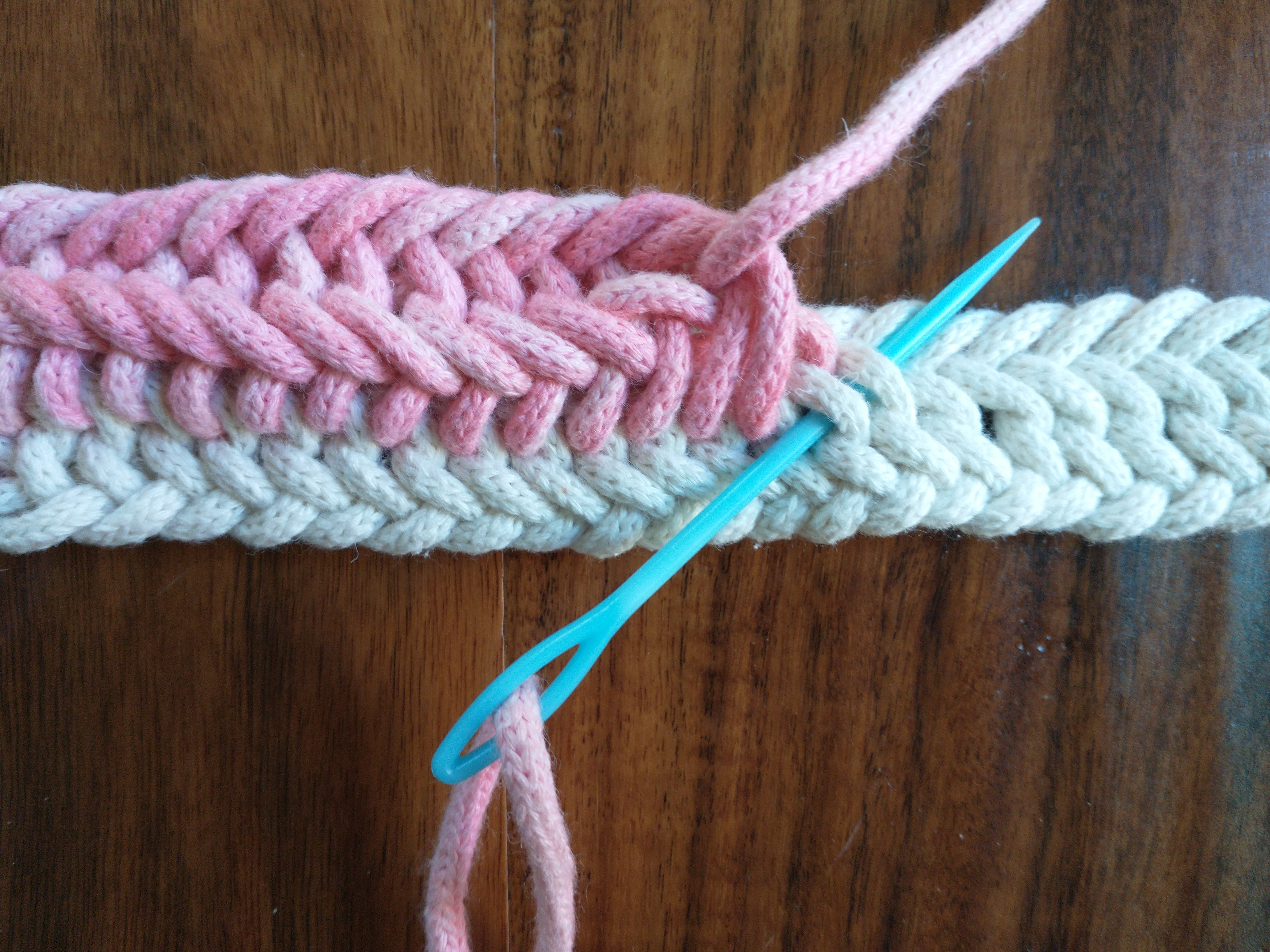
M2 = 2 Schlingenbögen in der Mitte, von links nach rechts (Mammen-Stich), erzeugt ein besonders dickes Textil
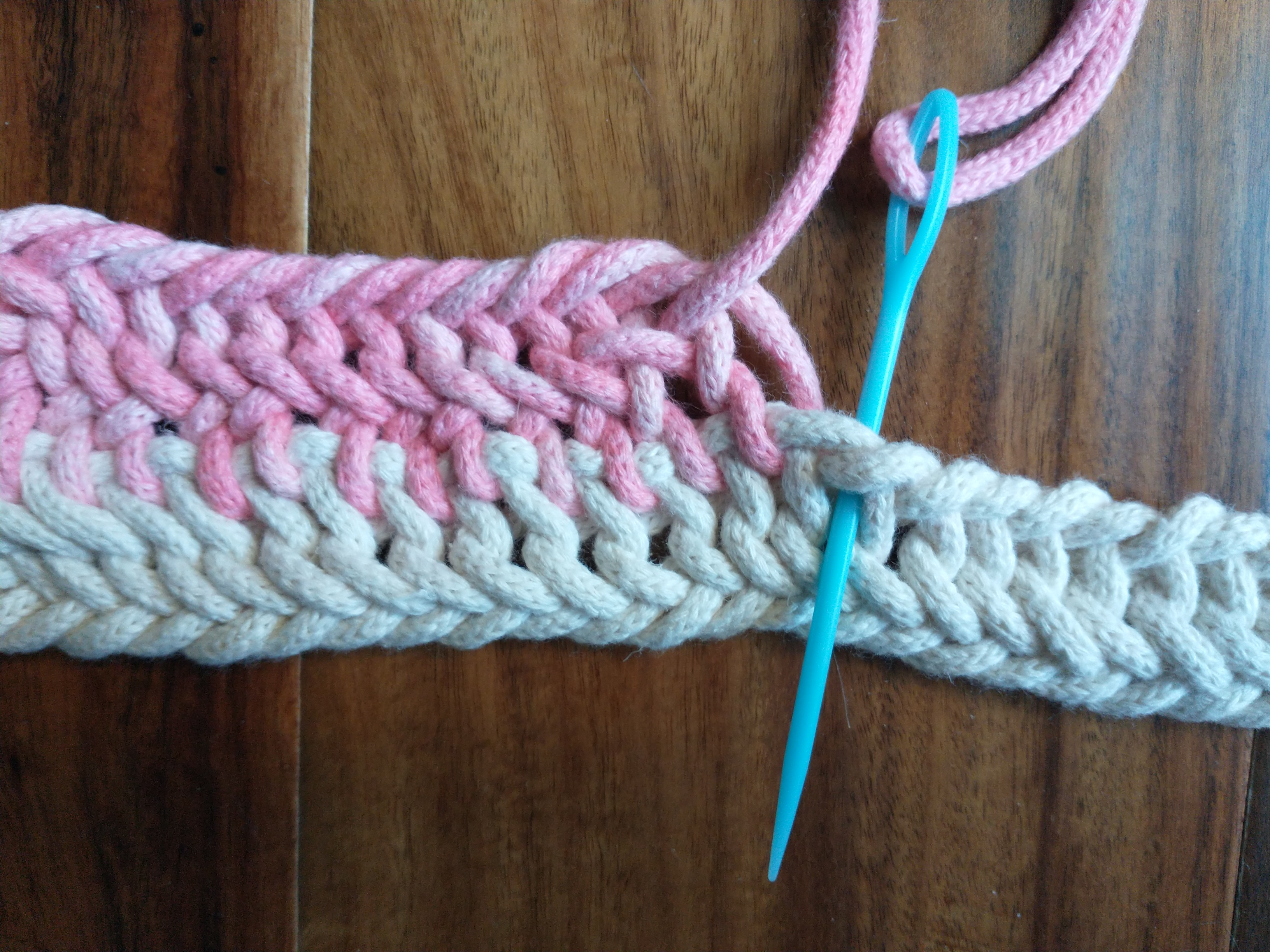
B2 = 2 Schlingenbögen von hinten (Mammen-Stich)
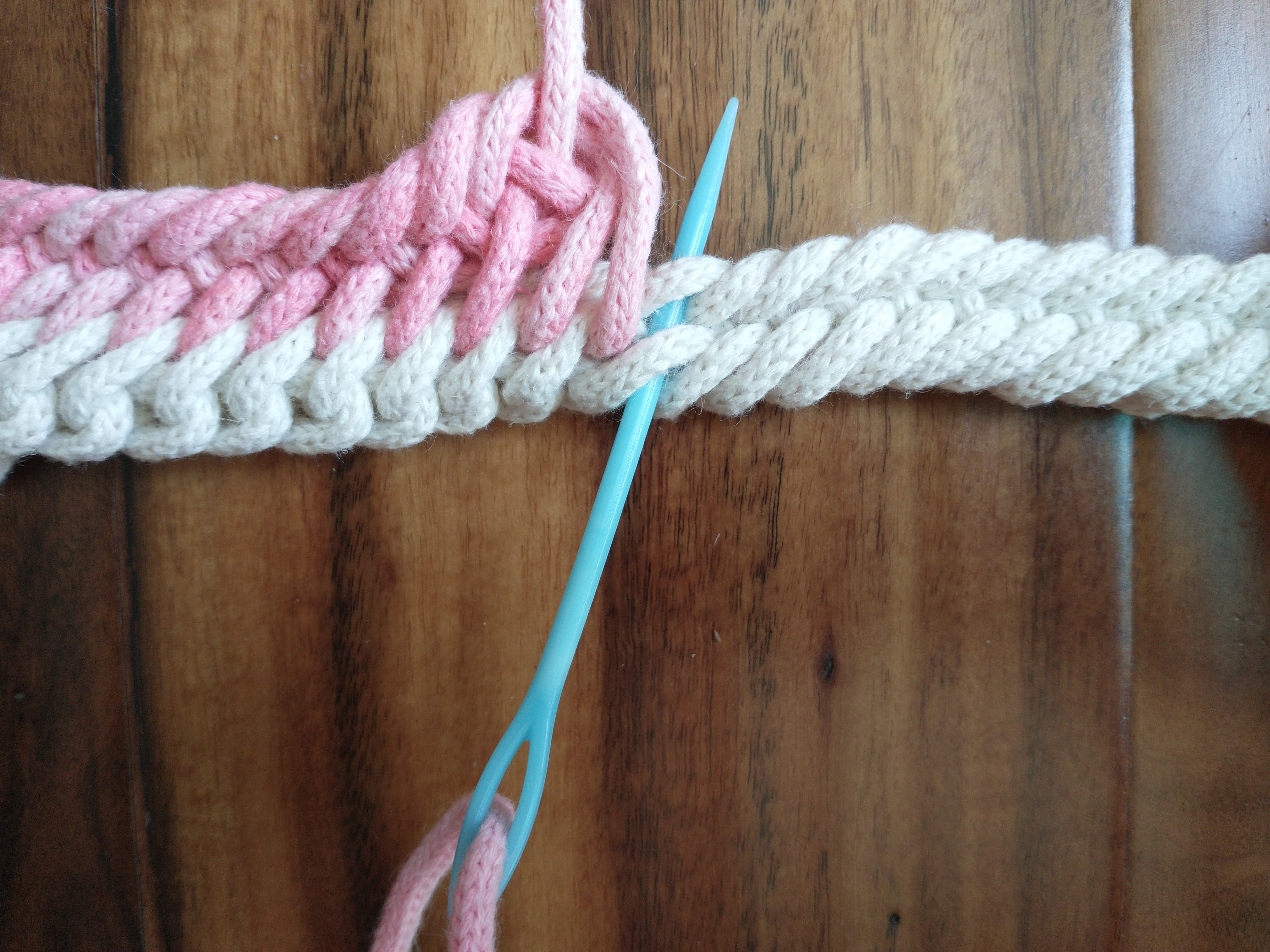
Bottom1+F1 = unterer Schlingenbogen, dann oberer Schlingenbogen (Åsle-Stich)

Bei einigen komplexeren Stichen – namentlich bei Stichen, die keine reinen Kreisbewegungen beschreiben (z. B. Åsle-Stich, Dalarna-Stich, Omani-Stich) – ist die Hansen-Formel in ihrer Grundform nicht mehr geeignet, um auszudrücken, wie der Stich ausgeführt wird. Hansen hilft sich hier, indem er zusätzliche Zeichen verwendet (Klammern, Doppelpunkte).

### Sticharten (Auswahl)

#### Einfache Schlingen
Stiche, die nur ein oder zwei Schlingen erzeugen, werden beim Nadelbinden – insbesondere dann, wenn die Nadel dabei in einer einzigen Bewegung durchgestochen werden kann – mit der Freihandmethode ausgeführt. Im englischen Sprachraum unterscheidet man bei diesen Techniken des knotless netting („knotenlose Netzgeflechte“) u. a. zwischen simple looping (Techniken, bei denen jede neue Reihe in den oberen Schlingenbögen der vorausgegangenen Reihe verankert wird), cross-knit looping (Techniken, bei denen halbe Schläge über halbe Schläge gebunden werden) und Techniken wie dem pierced looping (einfaches durchstechendes Verschlingen).

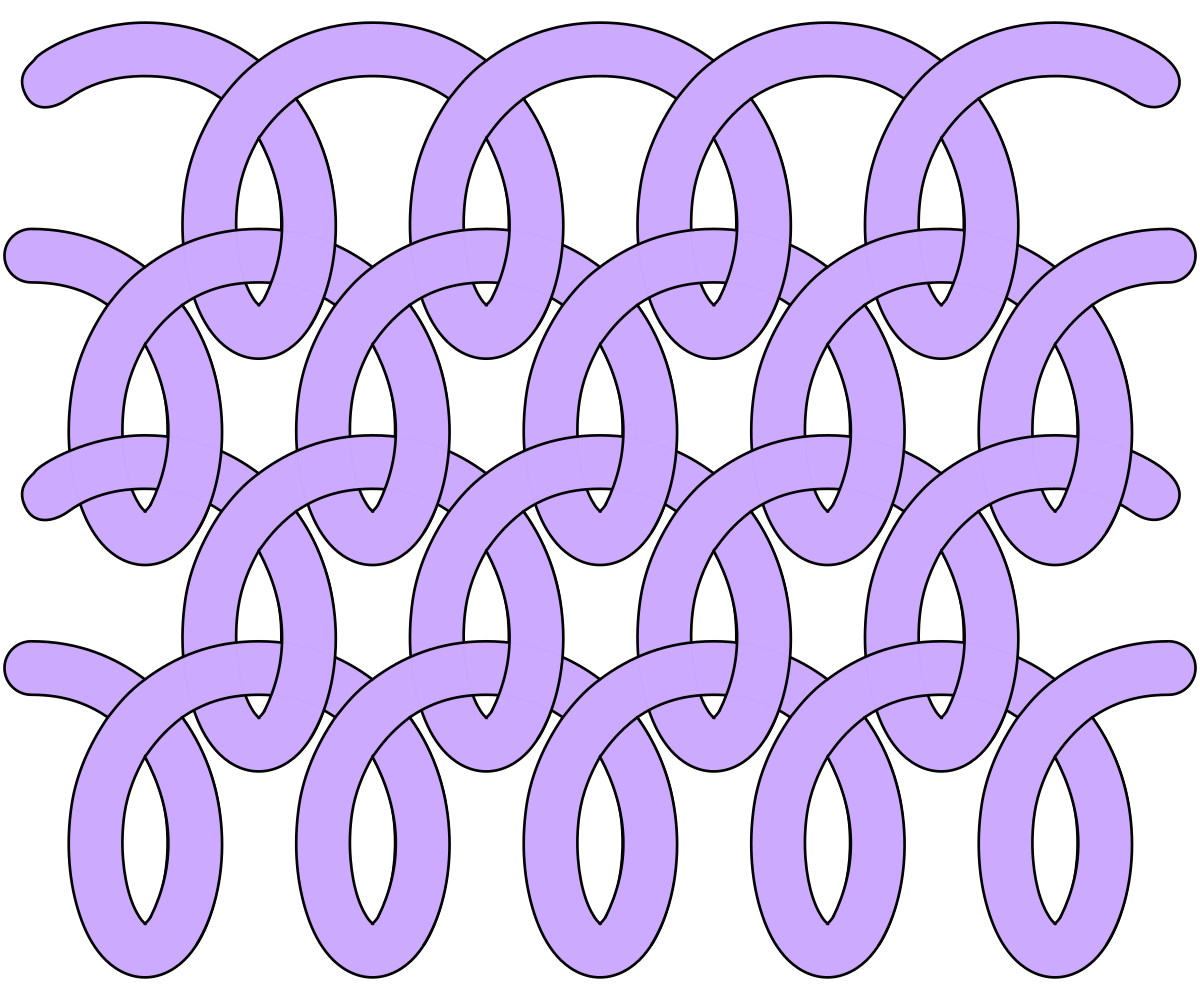
Eine einfache Schlingentechnik (engl. simple looping)
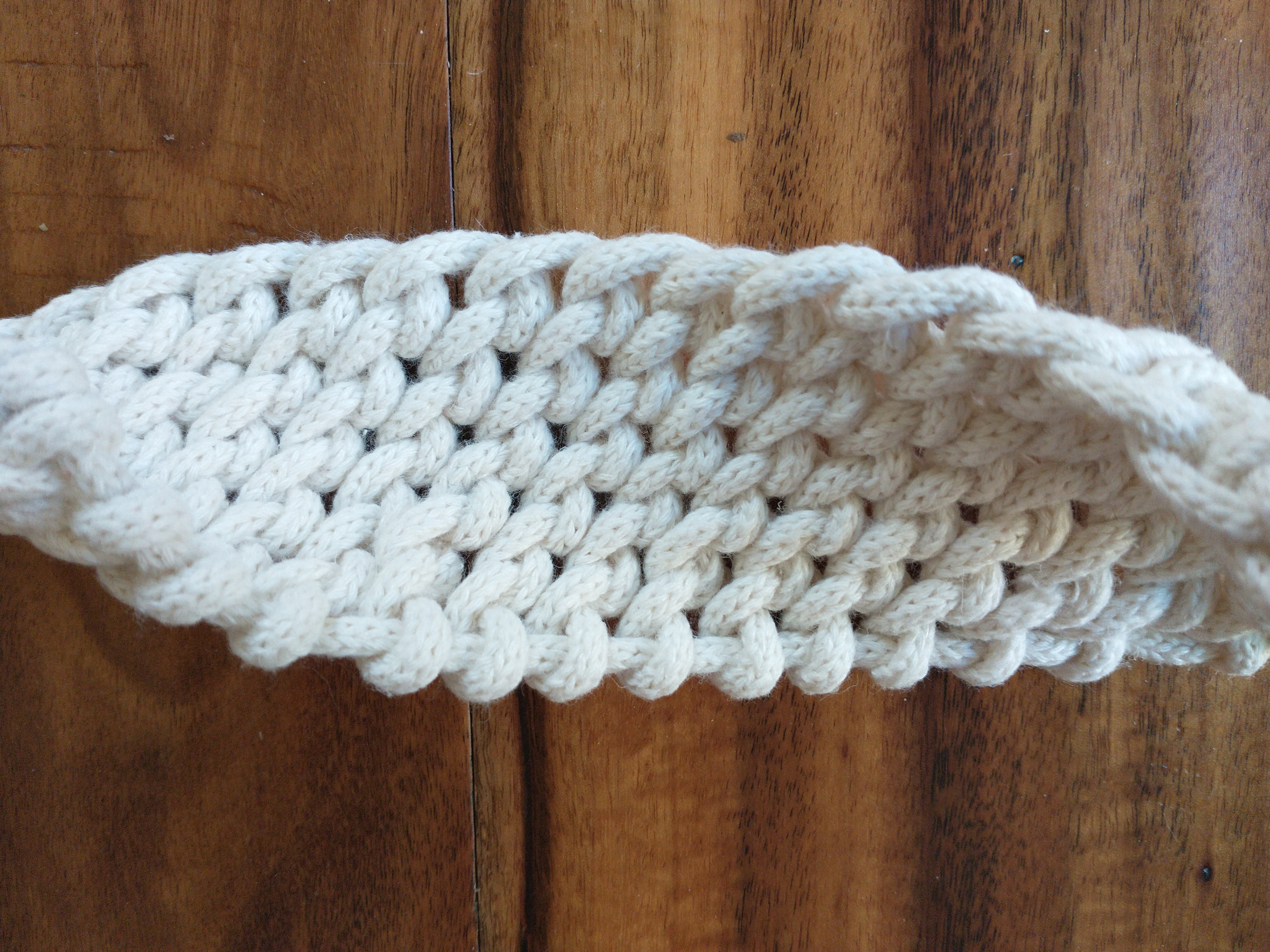
Ausführung; deutlich zu sehen der Drall des Werkstücks.
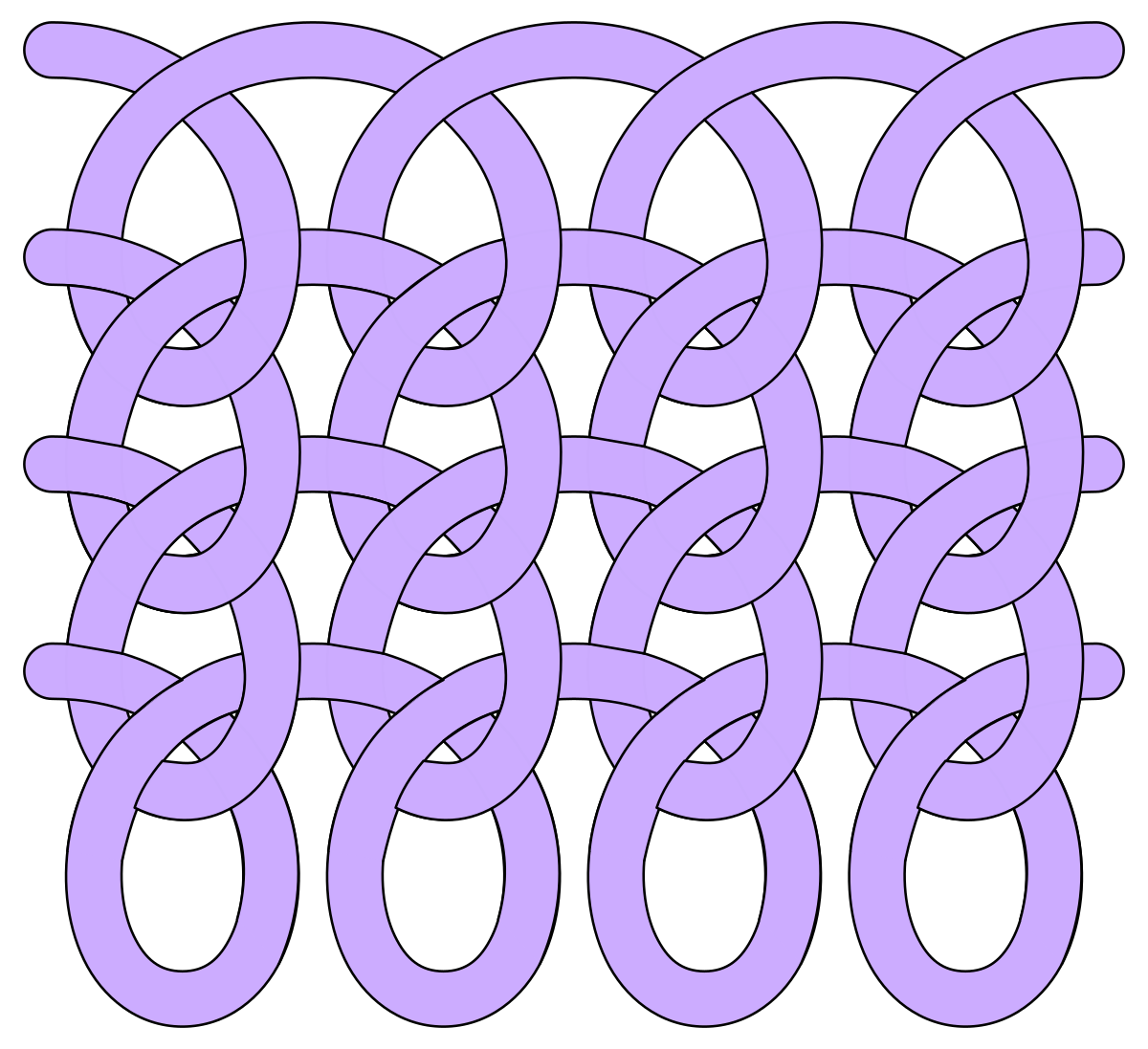
Einfaches durchstechendes Verschlingen
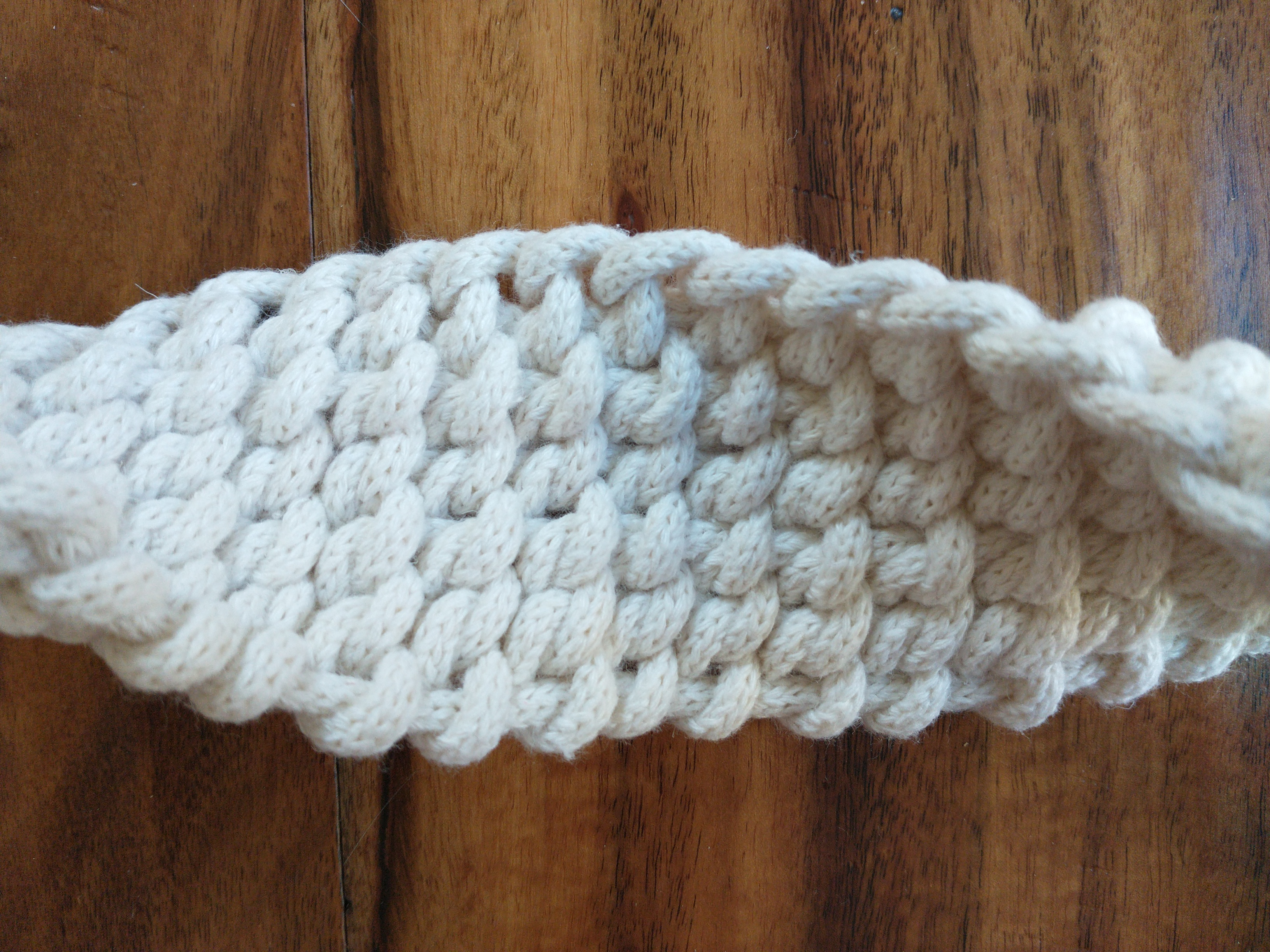
Ausführung
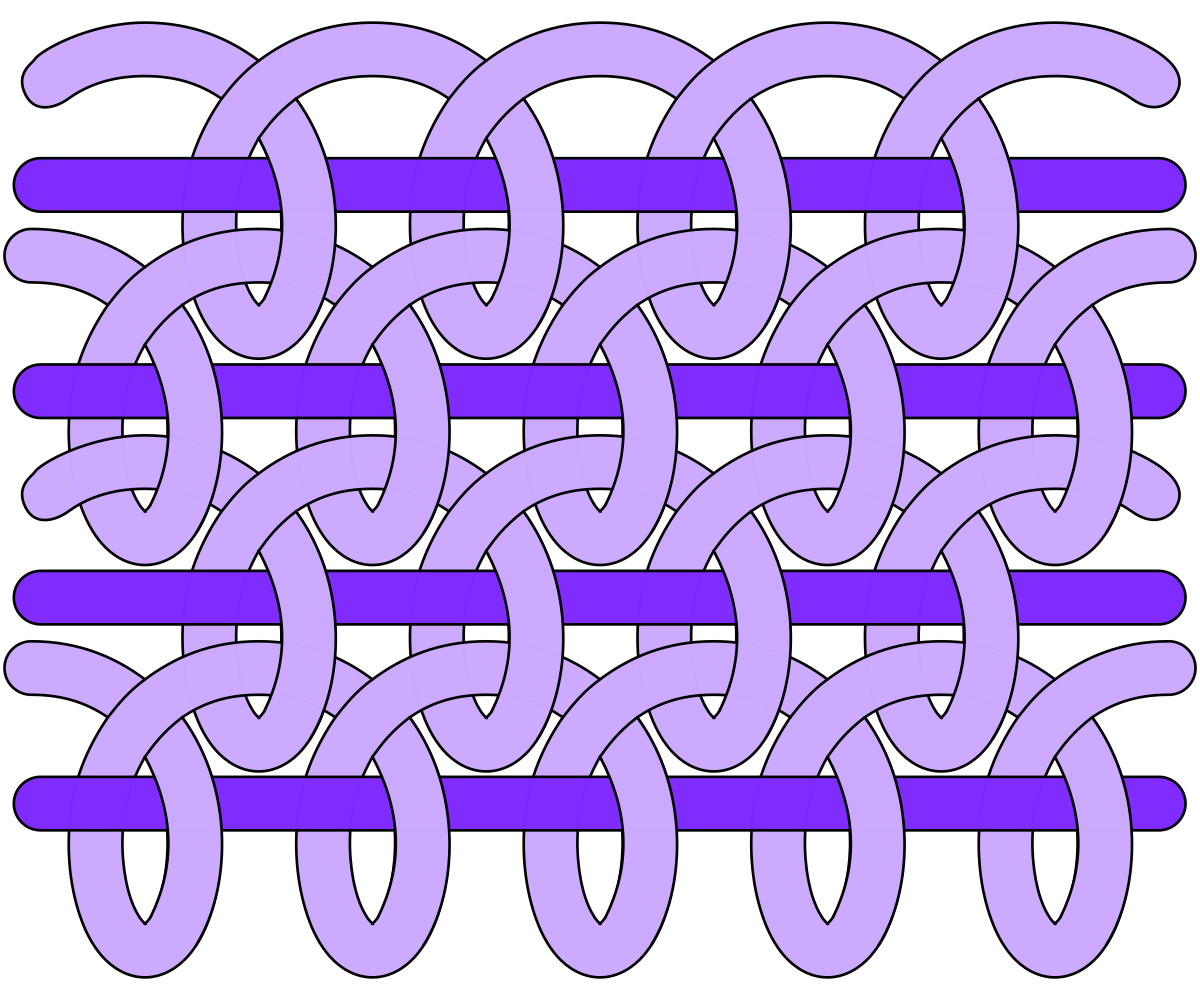
Beim Needle-netting umwinden die Schlingen horizontal durchlaufende Fäden.
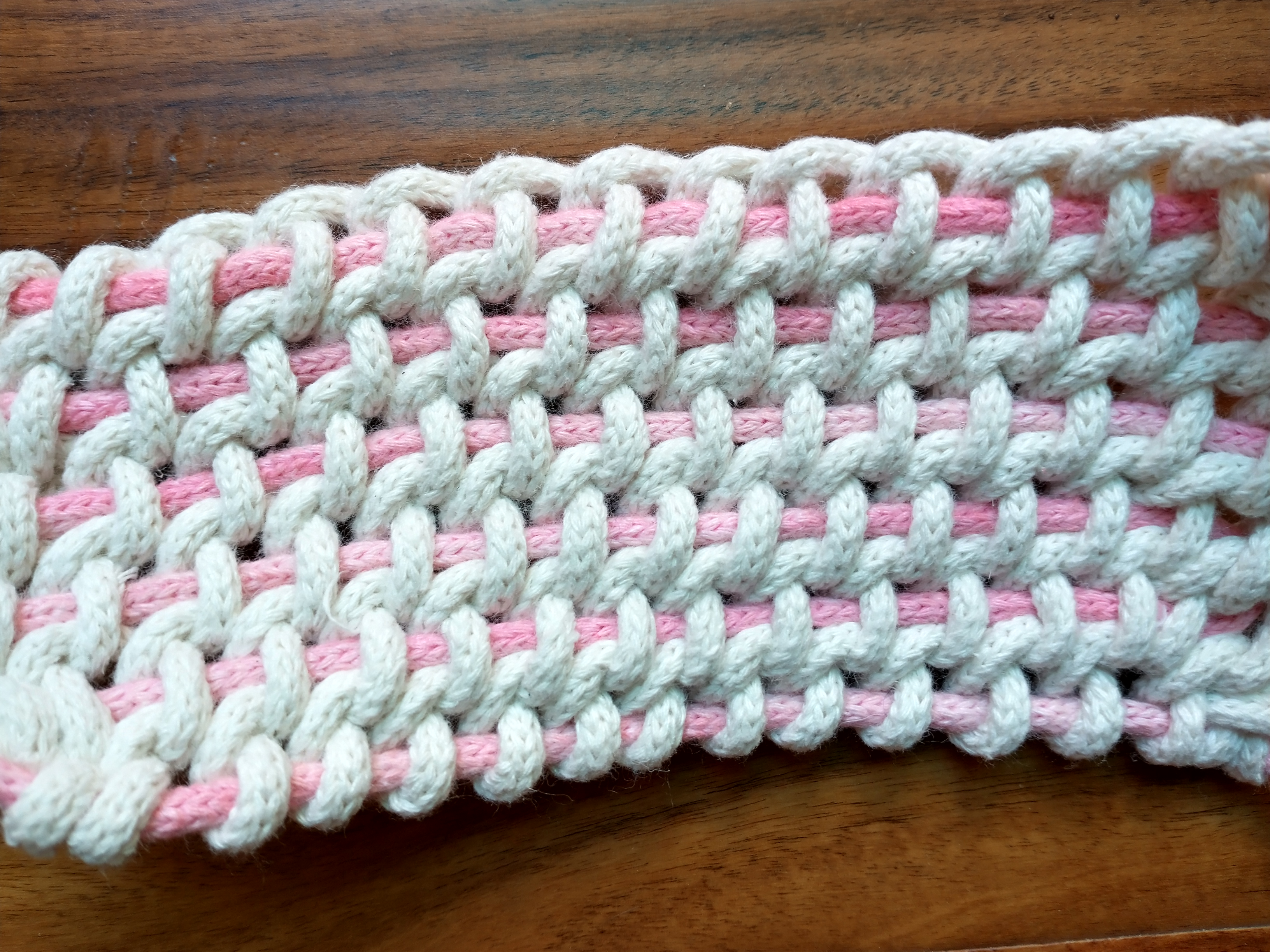
Ausführung

Ein weiterer sehr alter und einfacher Stich ist das cross-knit looping (irreführend auch „koptischer“ Stich bzw. – sachlich schlichtweg falsch – „Tarim-Stich“), das Hansen als „-/-O F1B1“ notiert.

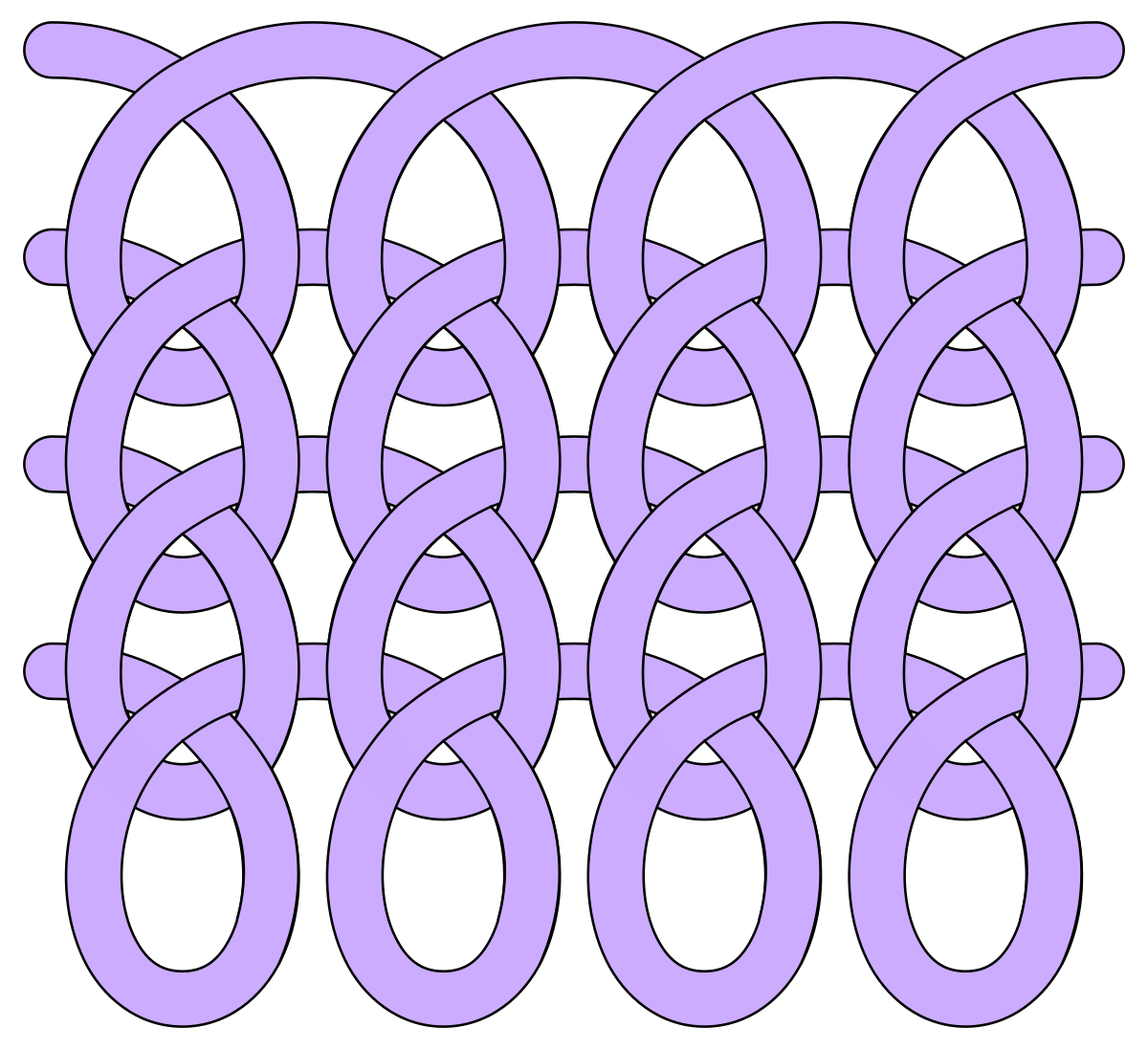
Cross-knit-Technik
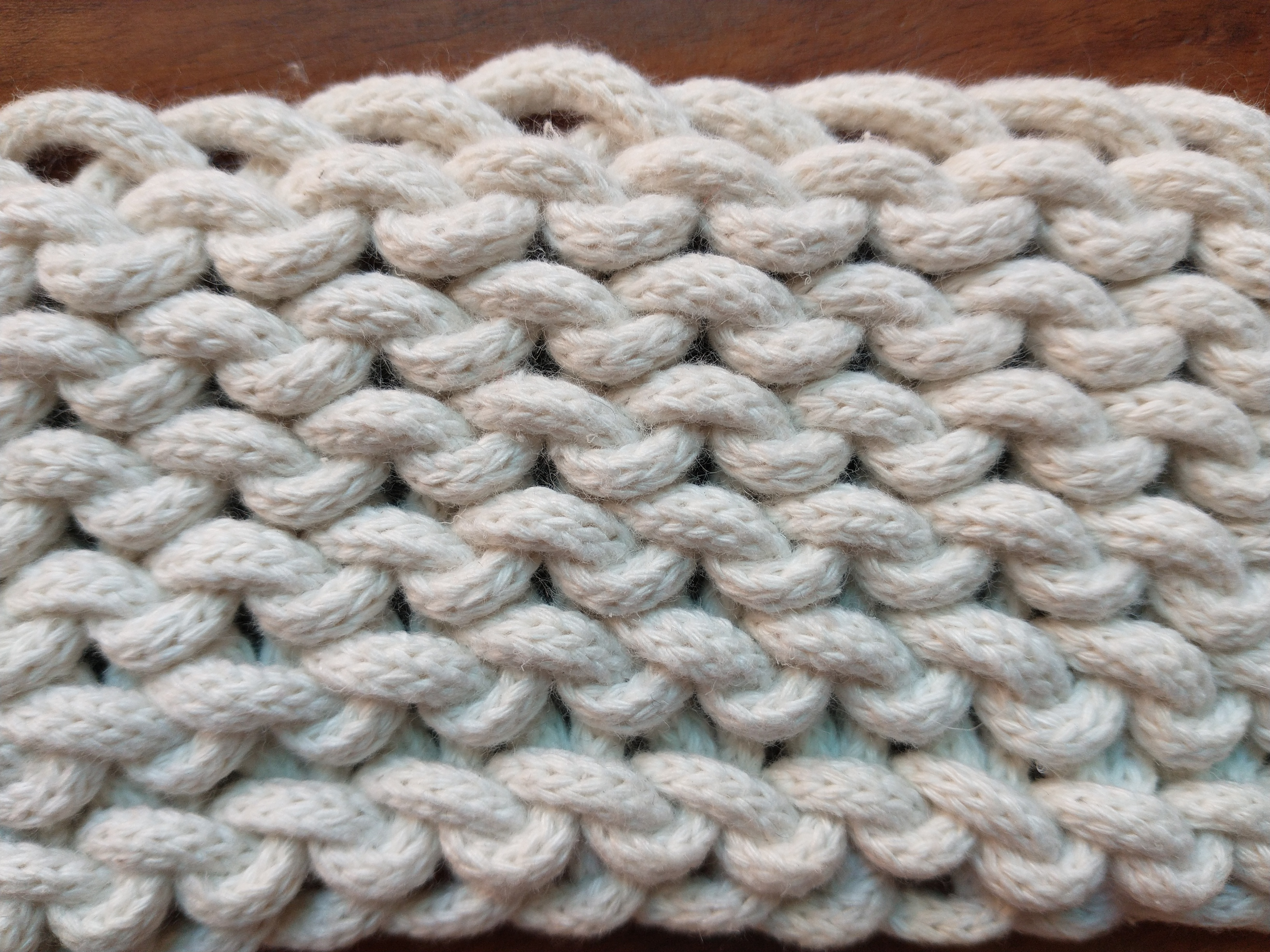
Cross-knit-Technik: Die Rückseite sieht aus wie glatt links gestrickt.
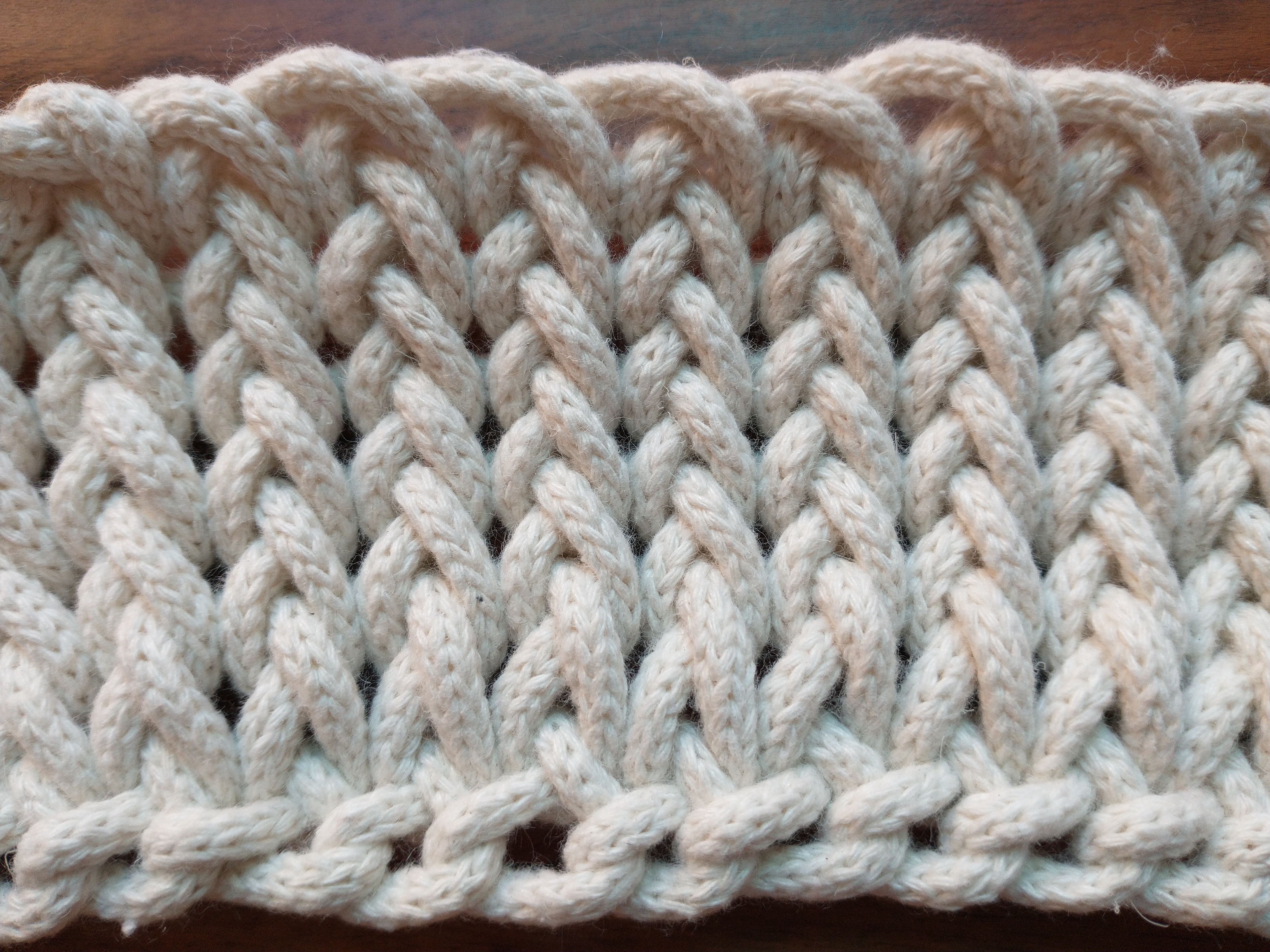
Auch die Vorderseite erinnert an glatt rechts Gestricktes. Jedoch wirken die vertikalen Strukturen wie geflochten.
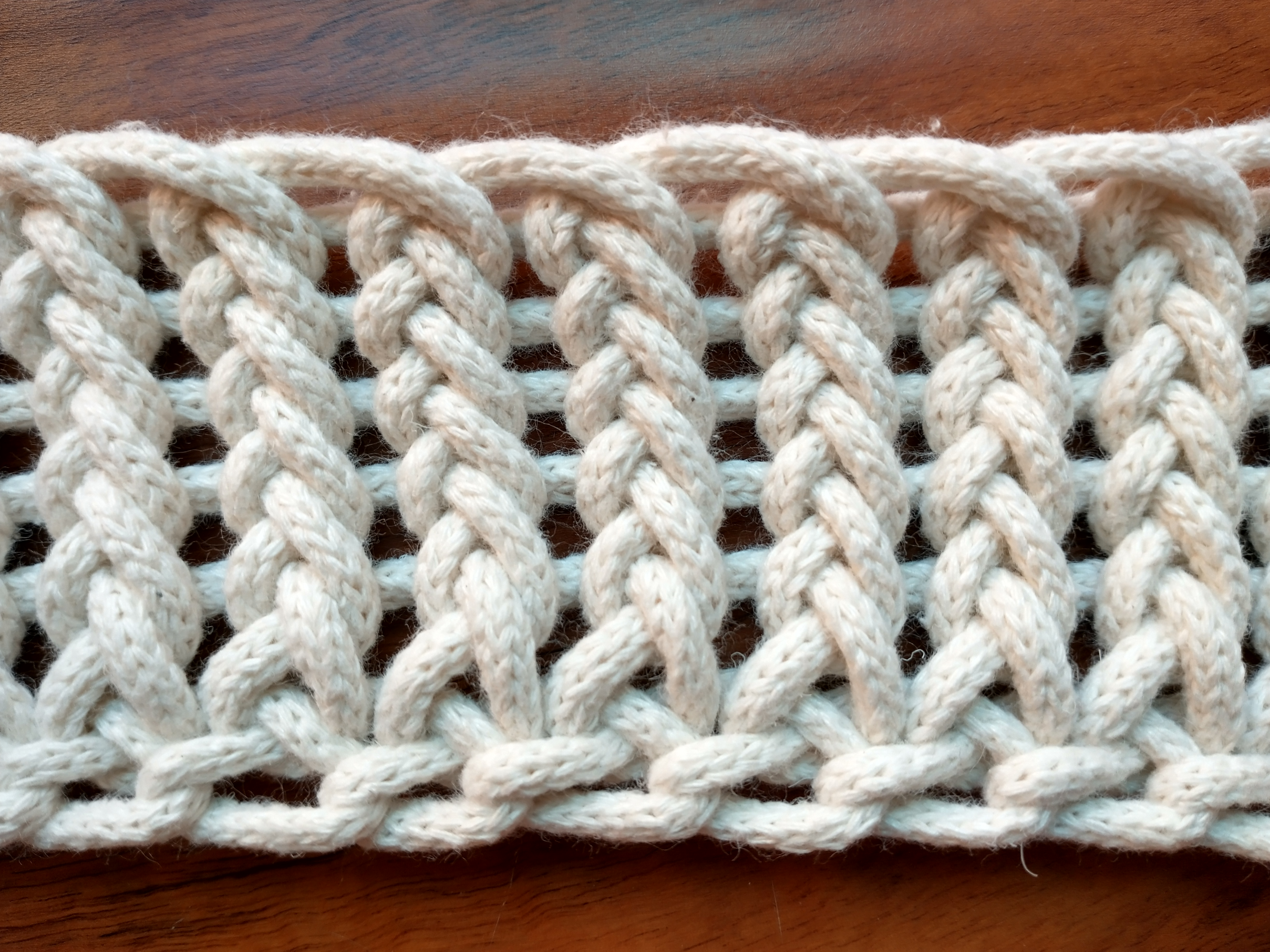
Noch klarer sichtbar wird der Unterschied, wenn man das Werkstück seitlich streckt. (Gestricke lassen sich kleinteiliger strecken.)
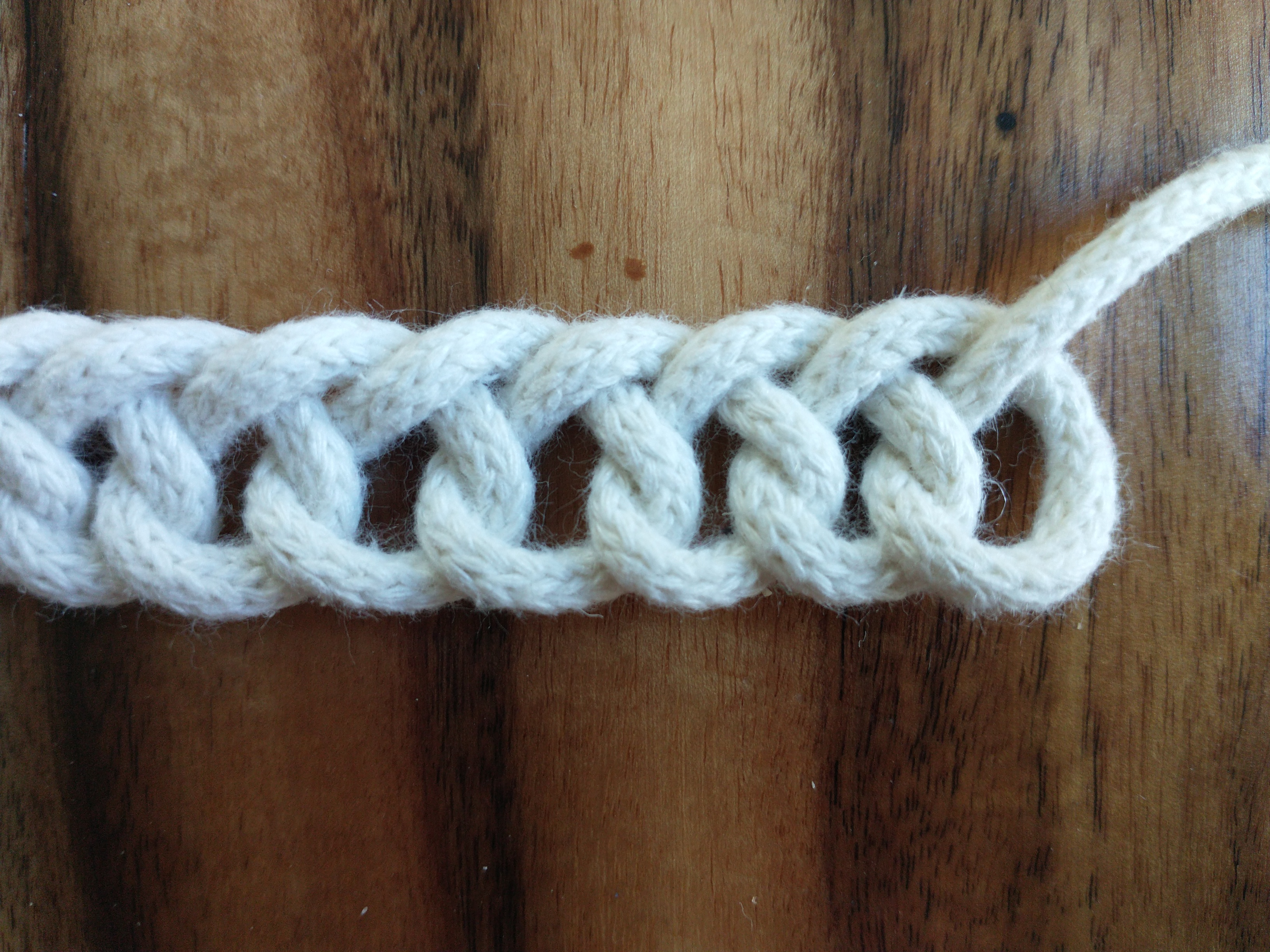
Die Ausführung kann auf einer Grundreihe von dänischen Stichen erfolgen.
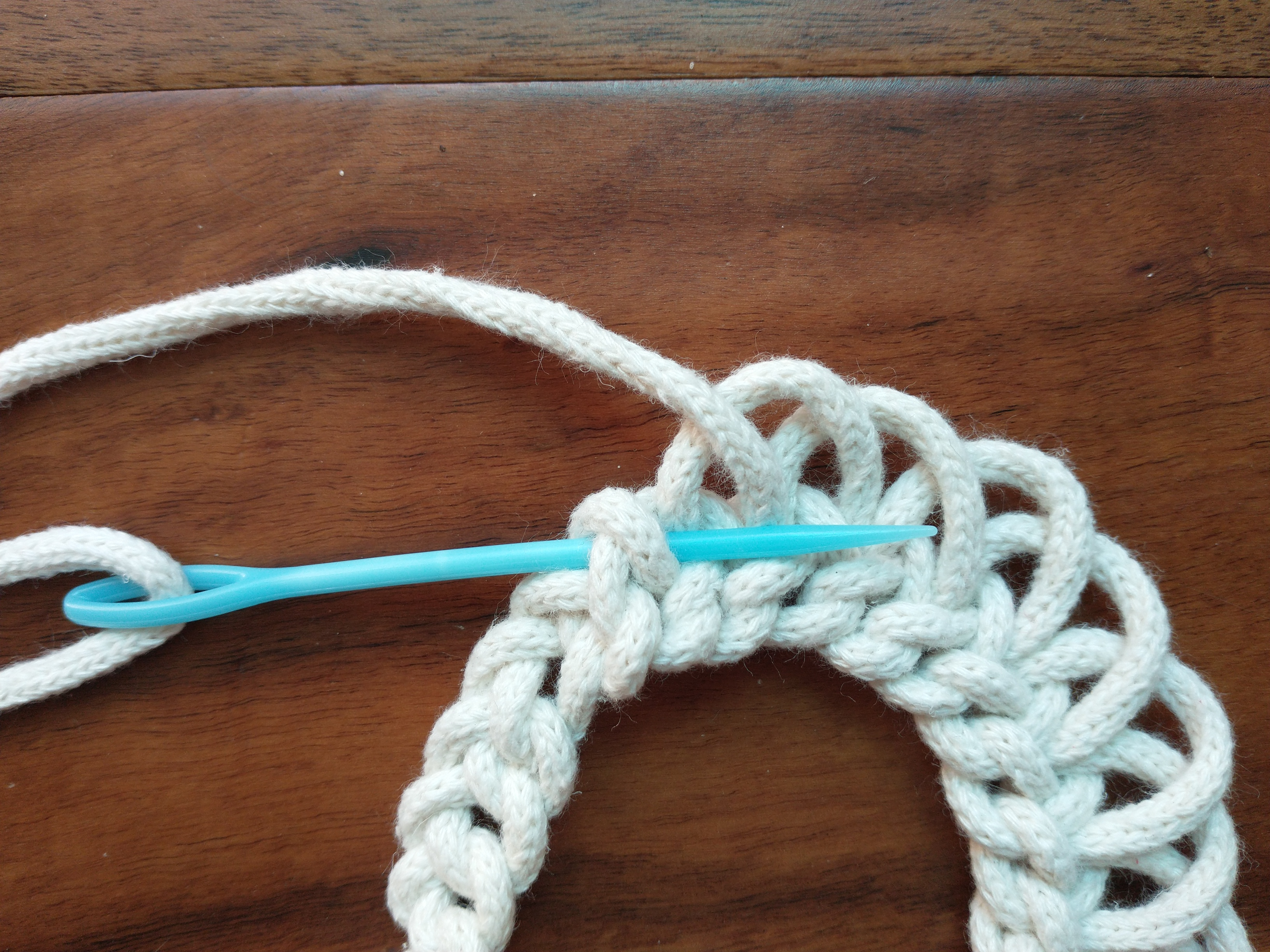
Alle weiteren Reihen werden von rechts nach links gearbeitet…
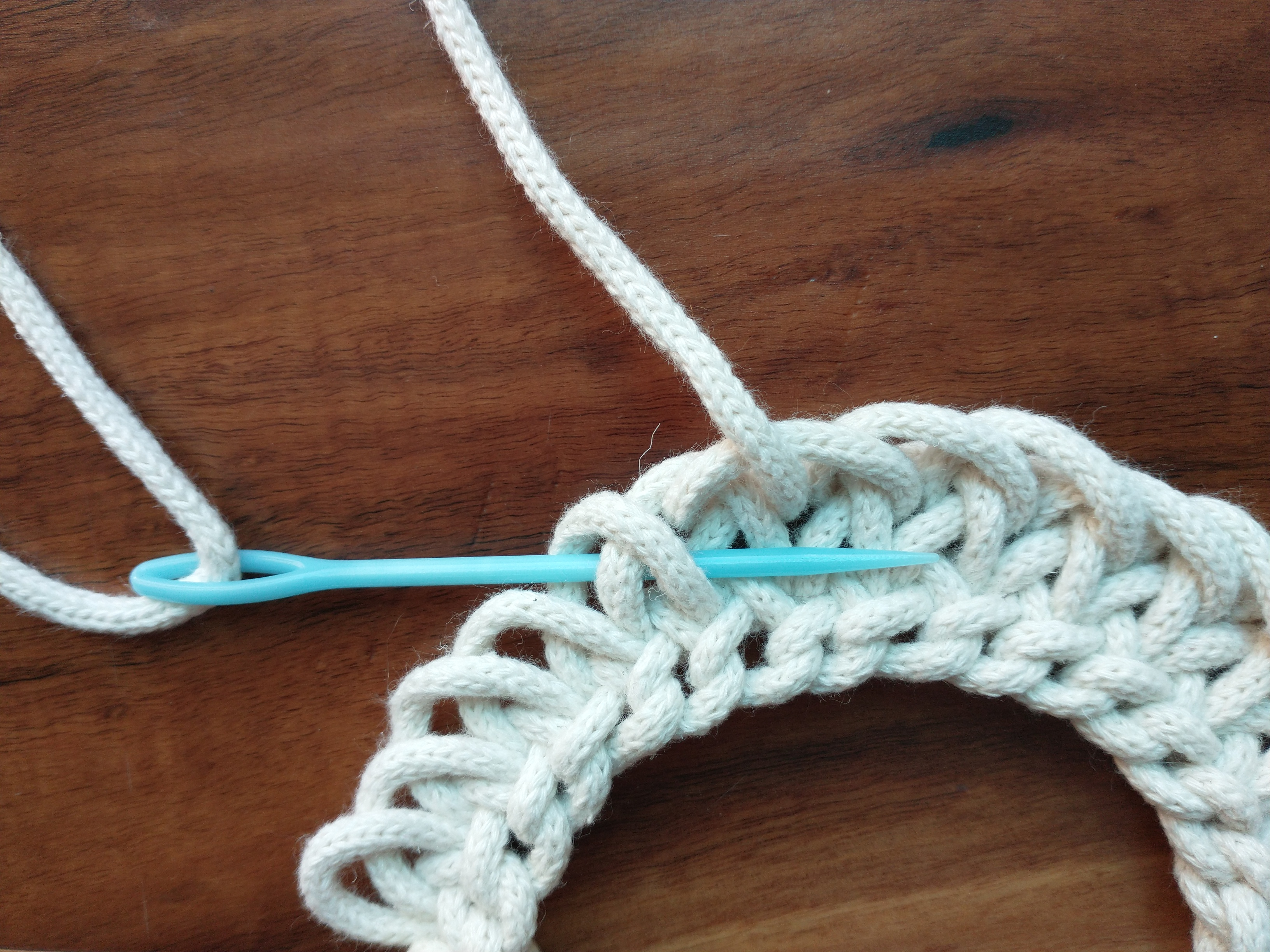
…wobei die Nadel immer von rechts nach links unter den Schlingenschnittstellen hindurch geführt wird; für Rechtshänder mag es zweckmäßig sein, spiegelverkehrt zu arbeiten.

#### Zweischlingenstiche
Der dänische Stich ist der einfachste Zweischlingenstich und beim Nadelbinden heute kaum gebräuchlich. Eine Folge von dänischen Stichen kann, sofern diese nicht durch Verbindungsstiche mit Schlingen einer anderen Reihe verbunden sind, aufgeräufelt werden.

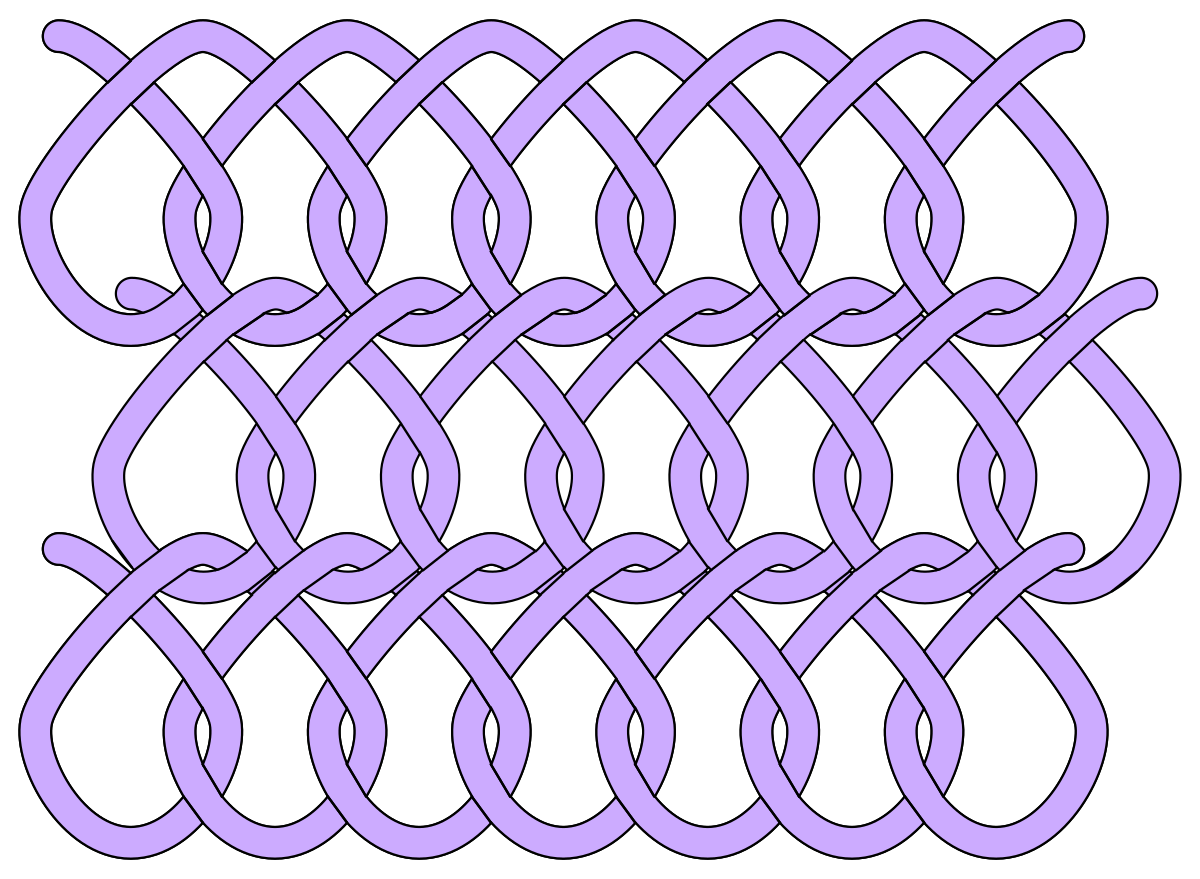
Dänischer Stich im Verband
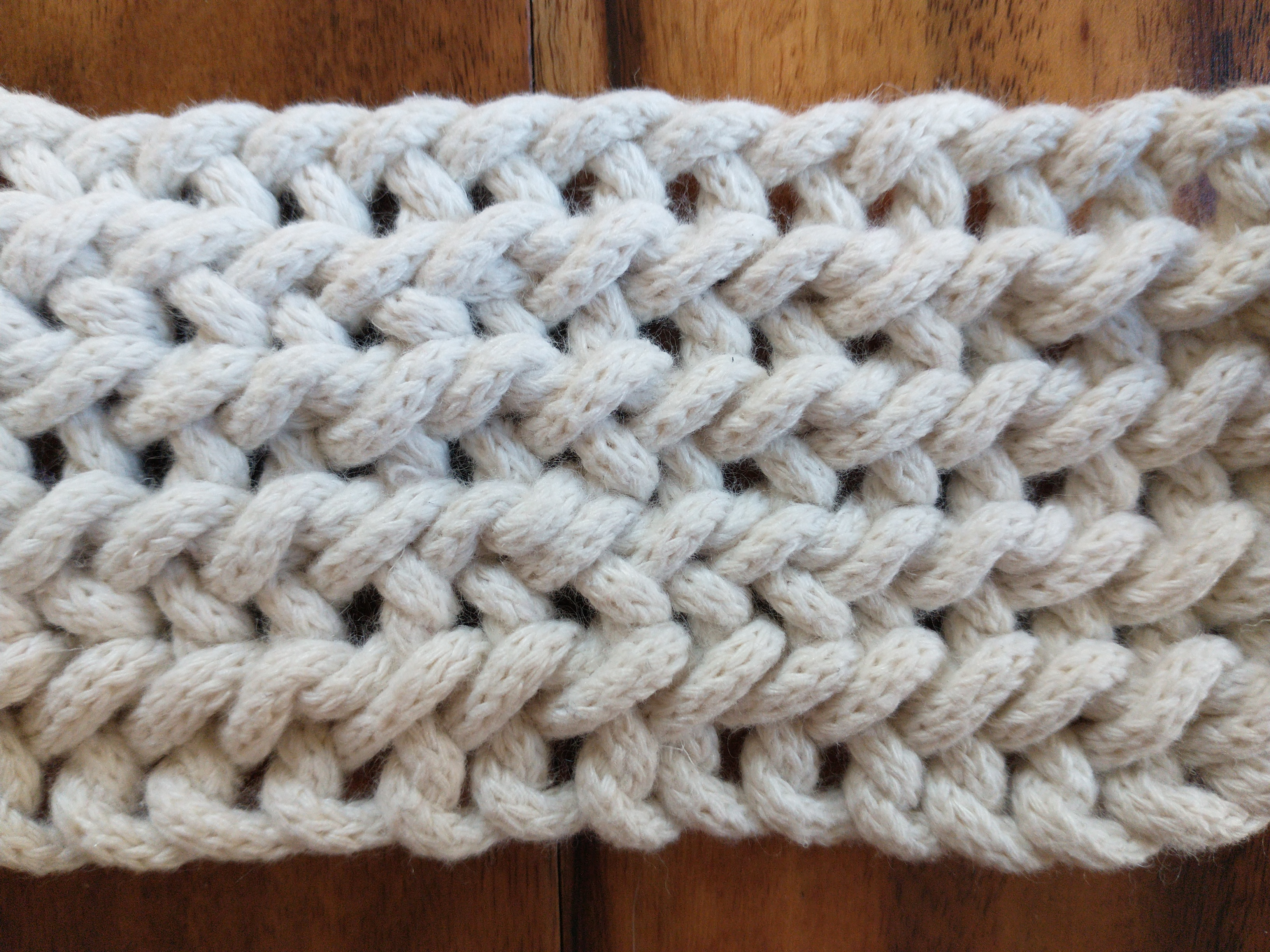
Ausführungsbeispiel.
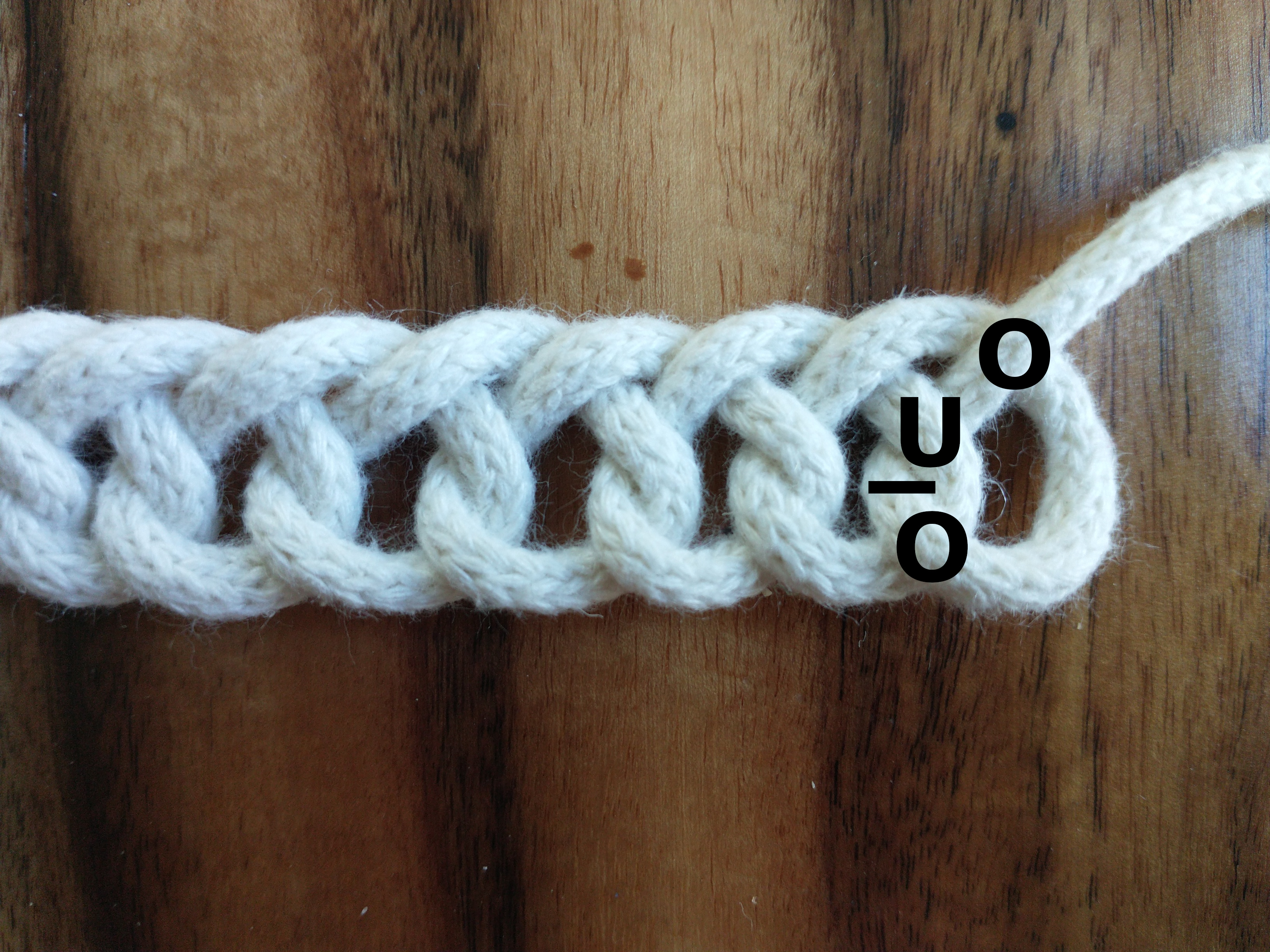
Hansen-Formel: O/UO F1
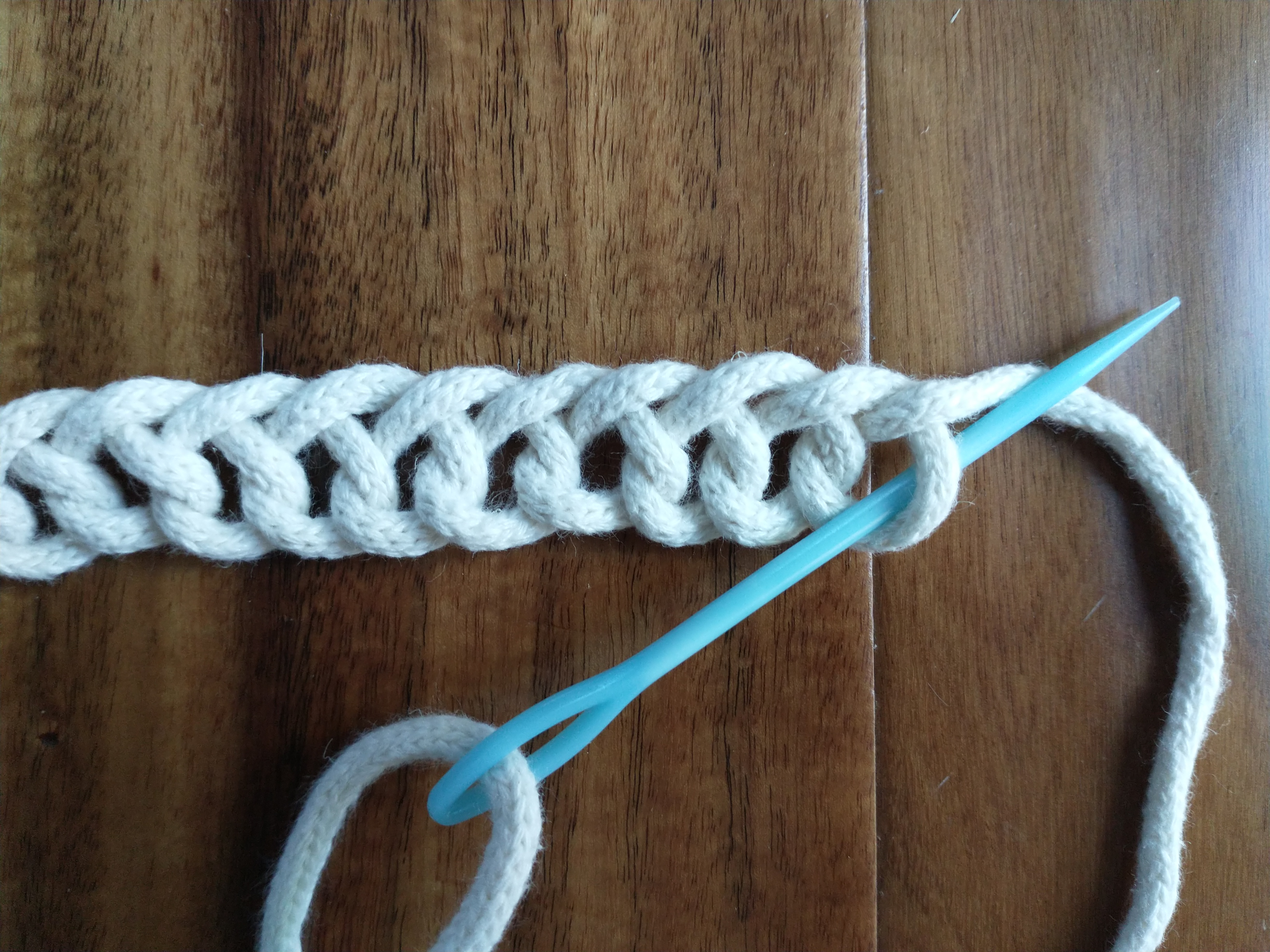
Ausführung der Basisreihe
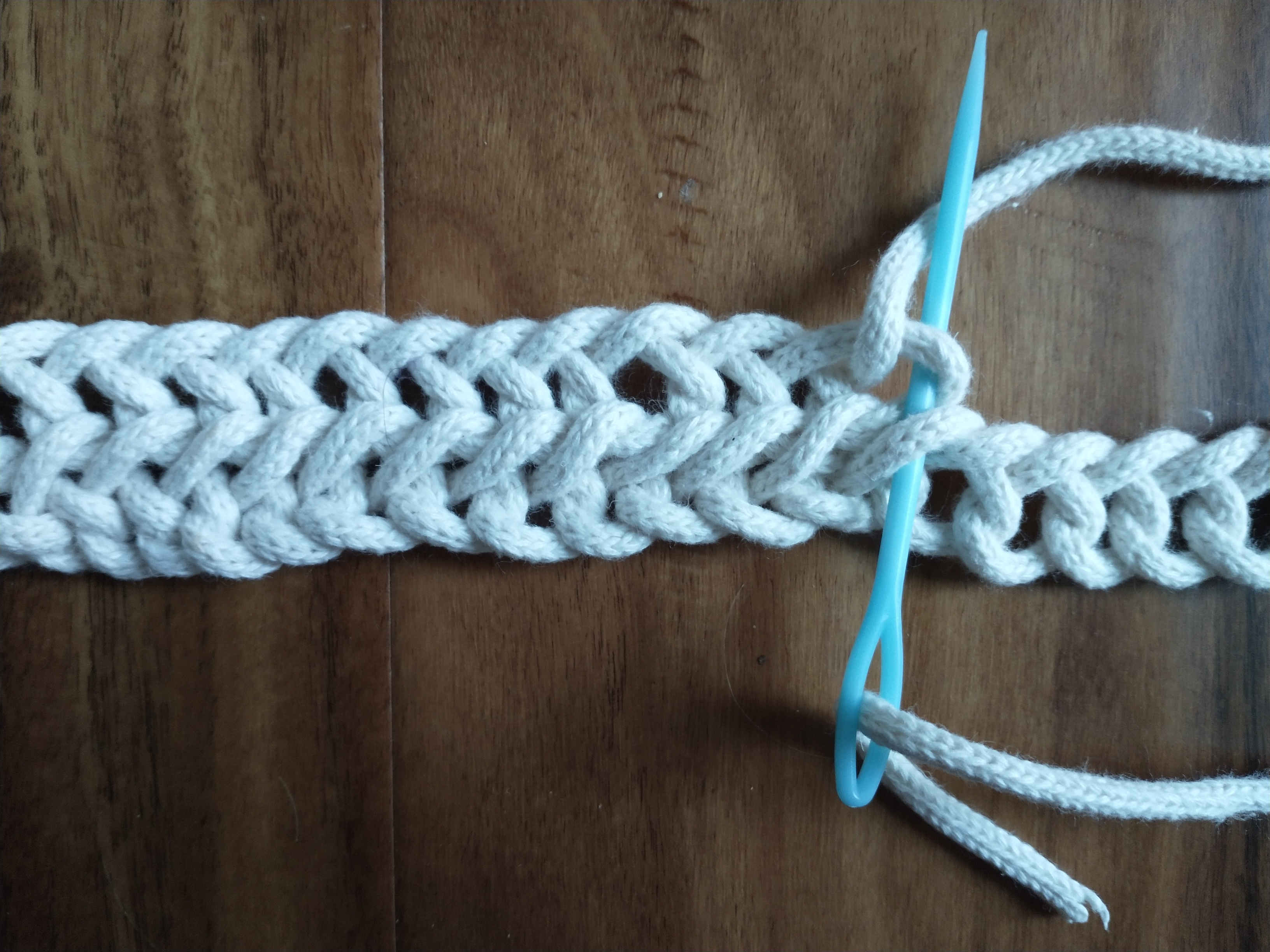
Ausführung einer Folgereihe

#### Stiche mit drei und mehr Schlingen
| Name                          | Gruppe, Hansen-Formel              | Ausführung | Ergebnis | Kommentar, Quellen |
| ----------------------------- | ---------------------------------- | ---------- | -------- | --- |
| Doppelter dänischer Stich     | andere OO/UUO F1                   |            |          | Eine Variation des dänischen Stichs; kann mit der Daumenfangmethode ausgeführt werden. Trotz seiner Einfachheit ist er beim Nadelbinden wenig gebräuchlich. |
| Oslo-Stich                    | Finnisch 1+1 UO/UOO F1             |            |          | Der Standardstich, der meist als erster gelehrt wird. Im Oslo-Stich ausgeführte Textilien sind ähnlich dünn wie Textilien, die bei entsprechender Garnstärke glatt rechts gestrickt sind. |
| York-Stich                    | andere UU/OOO F1                   |            |          | Wird ähnlich ausgeführt wie der Oslo-Stich, ergibt aber eine weichere, weniger feste Struktur. |
| Mammen-Stich (Korgen-Stich)   | Finnisch 1+2 UOO/UUOO F1 oder F2   |            |          | Erzeugt eine Schlinge mehr als der Oslo-Stich, sodass die Reihen breiter ausfallen. Bei der Ausführung besteht der Unterschied zum Oslo-Stich darin, dass über der Daumenkuppe zwei Schlingen durchstochen werden (statt nur einer). Die normale Verbindung zur Vorreihe ist F1 oder F2. Wenn stattdessen eine Verbindung M2 (von links nach rechts) erfolgt, wird dieser Stich – nach einem mittelalterlichen Textilfund in nordrhein-westfälischen Müsen – gelegentlich als Müsen-Stich bezeichnet. Durch die Verbindung M2 entsteht ein auf der Rückseite geripptes Textil, das deutlich dicker ist als bei der Standardverbindung. |
| Valö-Stich                    | Finnisch 1+1½ UOo/uUOO F1          |            |          | Eine Variation des Mammen-Stichs. Der zweite, hintere Schlingenbogen, der auf der Daumenkuppe liegt, wird von der Nadel nicht aufgenommen, sondern durchstochen. Hansen macht dies durch Verwendung von Kleinbuchstaben kenntlich. |
| Saltdal-Stich                 | andere UUU/OOOU F1 (oder B1)       |            |          | Ein einfacher Stich, der unter 3 Daumenschlingen und über den Arbeitsfaden hinweg ausgeführt wird. Saltdal ist ein Ort im Norden Norwegens, wo 2007 auf dem Grunde des Sees Fiskvågvatn das Wrack eines mittelalterlichen Schiffs entdeckt und später archäologisch geborgen wurde. |
| Gemeiner Finnischer Stich 2+2 | Finnisch 2+2 UUOO/UUOOO F1 oder F2 |            |          | Ein in Finnland weit verbreiteter Stich, bei dem um den Daumen zwei Schlingen gelegt werden. |
| Dalby-Stich                   | Russisch 1+1+1 UOU/OUOO F1 oder F2 |            |          | Eine Variation des Mammen-Stichs. Auch hier werden zwei auf der Daumenkuppe liegende Schlingen eingearbeitet; jedoch wird die erste von vorn und die zweite von hinten durchstochen. |
| Oulu-Stich                    | Russisch 1+1+2 UOUU/OOUOO F1       |            |          | Eine Variation des Dalby-Stichs. Dabei werden zwei Schlingen (statt nur einer) rückwärts durchstochen. |
| Telemark-Stich                | Russisch 1+1+1 UOU/OUOU F1         |            |          | Unterscheidet sich vom Dalby-Stich durch seine Flechtkante (oberer Rand). In diesem Stich gearbeitete Textilien sind dünn, aber fest und besonders dicht. |
| Åsle-Stich                    | andere U(U)O/UO:UOO Bottom1 + F1   |            |          | Ein komplexerer Stich, der als Hansen-Formel nur mit zusätzlichen Notationsmitteln dargestellt werden kann, weil dabei innerhalb der Schlingen zusätzliche kleinere Schlingen gearbeitet werden. Die Ausführung unterscheidet sich von der des Mammen-Stichs jedoch nur dadurch, dass die erst die hinterste Schlinge und dann erst die davor liegende aufgenommen wird. Textilstücke, die mit diesem Stich gefertigt werden, sind besonders dick und dicht. |
| Dalarna-Stich                 | andere (U) O/U O:UO F1             |            |          | Eine etwas einfachere Variante des Åsle-Stichs; er hat eine Schlinge weniger. |
| Brodén-Stich                  | Finnisch 1+3 UOOO/UUUOO F1 oder F2 |            |          | Ein relativ einfacher Stich, bei dem drei direkt benachbarte Schlingenbögen als Gruppe durchstochen werden. Benannt ist dieser Stich nach Märta Brodén, einer schwedischen Textilexpertin, die 1973 ein einschlägiges Fachbuch publiziert hat. |
| Bålsta-Stich                  | Finnisch 1+5 UOOOOO/UUUUUOO        |            |          | Eine Variation des Brodén-Stichs mit zwei zusätzlichen Schlingen; eine gleichmäßige Ausführung erfordert deutlich mehr Übung als andere Stiche. |
| Drehstich 1+tr                | Drehstiche                         |            |          | Der einfachste Drehstich. Gehört innerhalb dieser Stichfamilie der ersten Gruppe an, bei denen die jeweils hinterste Schlinge gedreht und dann erst mit der Nadel aufgenommen wird. Die Zahl „1“ bedeutet, dass 1 Schlinge um den Daumen gelegt wird; „tr“ steht für „turn right“, d. h. dass die hintere Schlinge um 180° nach rechts (von oben betrachtet also gegen den Uhrzeigersinn) gedreht wird. |
| Drehstich 1+1+tr              | Drehstiche                         |            |          | Ein weiterer Drehstich der ersten Gruppe. |